# ادبیات انگلیسی
ادبیات انگلیسی (به انگلیسی: English Literature)
به مجموعه نوشته‌هایی گفته می‌شود که به زبان انگلیسی و به قلم سخنوران و اَدیبانی که جزو مردم انگلستان و دیگر ممالک جهان بوده‌اند سروده یا تصنیف شده‌است. گستردگی زبان انگلیسی سبب شده که گویندگانی نظیر رابرت برنز اسکاتلندی، جیمز جویس ایرلندی، جوزف کنراد لهستانی، دیلن تامس ولزی، توماس پینچن آمریکایی، وی. اس. نایپل ترینیدادی و ولادیمیر ناباکوف روسی که همگی جزو بزرگ‌ترین ادبای زبان انگلیسی به‌شمار می‌روند دست به خلق آثاری به این زبان بزنند. ادبیات انگلیسی به تنوع گویش‌های سخنوران این زبان در اکناف جهان است؛ کشورهایی که تحت استعمار و اسکان بریتانیا قرار گرفتند. با وجود گوناگونی نویسندگان ادبیات انگلیسی آثار شاعر شهیر انگلستان، ویلیام شکسپیر همچنان به عنوان برترین سروده‌های خلق‌شده به این زبان در سراسر دنیای انگلیسی‌زبانان به‌شمار می‌رود.
تا اوایل سده ۱۹ میلادی بیشتر آثار ادبی زبان انگلیسی توسط اهالی بریتانیا نوشته می‌شد. پس از آن، زمان پیدایش نویسندگان بزرگ در ایالات متحده آمریکا فرا رسید. در سده ۲۰ آمریکا و ایرلند بسیاری از مهم‌ترین آثار ادبی زبان انگلیسی را تولید کردند. پس از جنگ جهانی دوم نویسندگان امپراتوری سابق بریتانیا نیز نویسندگان بریتانیا را به چالش کشیدند. برای آشنایی با ادبیات انگلیسی دیگر کشورها به بخش جستارهای وابسته مراجعه کنید.

## ادبیات انگلیسی باستان: ۱۱۰۰–۴۵۰
ادبیات انگلیسی باستان یا ادبیات آنگلوساکسون شامل ادبیات مکتوب به زبان انگلیسی باستان در دوره‌ای است که ساکسون‌ها و دیگر قبایل ژرمن مثل جوت‌ها و آنگل‌ها پس از عقب‌نشینی رومیان در خاک انگلستان سکنی گزیدند. این ادبیات با ورود نورمن‌ها در سال ۱۰۶۶ پایان یافت. این آثار شامل ژانرهایی همچون شعر حماسی، تذکرهٔ اولیاء و بزرگان، اوعاظ مذهبی، ترجمه‌های کتاب مقدس، آثار حقوقی، شرح وقایع، چیستان و دیگر آثار می‌شود. به‌طور کلی در حدود ۴۰۰ نسخه خطی از این دوره باقی‌مانده‌است.
رویدادنامه آنگلوساکسون مجموعه‌ای است از سالنگاشت‌هایی به زبان انگلیسی باستان در رابطه با تاریخ این قوم که در سدهٔ ۹ میلادی نوشته شده‌است. شعر نبرد مالدون نیز گونه‌ای تاریخ‌نگاری است. این اثر که تاریخ نگارش آن مشخص نیست یادبودی بر نبرد مالدون در ۹۹۱ میلادی است که در آن آنگلوساکسون‌ها نتوانستند در مقابل هجوم وایکینگ‌ها مقاومت کنند.
ادبیات شفاهی در فرهنگ انگلیسی ریشه‌ای عمیق داشت و به همین جهت بیشتر آثار ادبی به منظور اجرا نوشته می‌شدند. نخستین آثار ادبی زبان انگلیسی به زبان انگلیسی باستان و در اوایل قرون وسطی نگاشته شدند؛ کهن‌ترین متن کشف‌شده سرود کدمون (حدوداً بین ۶۸۰-۶۵۸ و تقریباً برابر با سال‌های بین ۳۷ تا ۵۹ هجری شمسی) نام دارد. از این رو اشعار حماسی طرفداران زیادی داشتند و نمونه‌های زیادی از آن‌ها از جمله بیوولف (که احتمالاً بین سده ۸ و ۱۱ میلادی سروده شده) تا به امروز هم با همان غنای ادبیات آنگلوساکسونی که قویاً یادآور زبان‌های ایسلندی، نروژی، فریسی شمالی و گویش‌های انگلیسی مدرن نظیر نورثامبریایی و اسکاتلندی هستند برای ما به جا مانده‌اند. بسیاری از اشعار به‌جا مانده در قالب کتاب‌های خطی به زبان انگلیسی باستان احتمالاً از اشعار جنگی ژرمنی اروپای قاره‌ای اقتباس شده‌اند. هنگامی که این گونه اشعار به انگلستان آورده می‌شدند به صورت شفاهی از نسلی به نسل بعد انتقال می‌یافتند. استفادهٔ دائم از واج‌آرایی در این اشعار باعث می‌شد تا مردمان آنگلوساکسون آن‌ها را به یاد بسپارند. این گونه قافیه‌ها مختص زبان‌های ژرمنی بوده و با زبان‌های رومی‌تبار که غالباً از قوافی آوایی که تکیهٔ قافیه در آن‌ها در هجای پایانی است متفاوت است. اما نخستین آثار ادبی مکتوب در نخستین صومعه‌های مسیحی که توسط آگوستین کانتربری و مریدانش در انگلستان ساخته شده بودند به رشتهٔ تحریر درآمدند. از این رو منطقی است که تصور کنیم این آثار به منظور فهم خوانندگان مسیحی سازگاری یافته بودند.

## ادبیات انگلیسی میانه: ۱۴۸۵–۱۱۵۴
در سده ۱۲ میلادی گونهٔ نوینی از زبان انگلیسی که امروزه آن را با نام انگلیسی میانه می‌شناسیم در بین مردم رشد یافت. این نخستین گونه از ادبیات انگلیسی است که برای خوانندگان و شنوندگان امروزی تا حدی قابل درک است. زبان انگلیسی میانه تا دهه ۱۴۷۰ میلادی دوام آورد تا این که استاندارد چنسری که زبان انگلیسی رایج درلندن بود گسترش یافت و صنعت چاپ این زبان را منظم ساخت. ترجمه‌های انجیل به انگلیسی میانه به خصوص انجیل ویکلیف (بین ۱۳۸۲ تا ۱۳۹۵) کمک زیادی کردند تا زبان انگلیسی به زبانی ادبی تبدیل شود.
سه دستهٔ اصلی ادبیات انگلیسی میانه عبارتند از: مذهبی، عشق درباری و آرتوری. بسیاری از منتقدین، پی‌یرز شخم‌زن اثر ویلیام لنگلند (حدوداً ۱۳۸۶-۱۳۳۲)، حکایت‌های کنتربری اثر جفری چاسر (حدوداً ۱۴۰۰-۱۳۴۳) و سر گوین و شوالیهٔ سبز را جزو نخستین آثار بزرگ زبان انگلیسی در قرون وسطی می‌دانند. پی‌یرز شخم‌زن جزو قدیمی‌ترین آثار به‌جا مانده‌ای است که به رابین هود، یاغی افسانه‌ای انگلیسی تلمیح دارد.
مهم‌ترین نویسندهٔ انگلیسی میانه جفری چاسر است که در اواخر سدهٔ ۱۴ میلادی فعال بود. چاسر که بسیاری او را «پدر ادبیات انگلیسی» می‌دانند به این دلیل ستوده می‌شود که توانست به جای استفاده از زبان‌های فرانسه یا لاتین، قدرت هنری زبان انگلیسی بومی را به نمایش بگذارد. شاهکار چاسر حکایت‌های کنتربری است که موفقیت بزرگ فرهنگ غرب به‌شمار می‌رود. نخستین اشاره به پیوند روز والنتاین و عشق رومانتیک را می‌توان در مجمع مرغان چاسر (۱۳۸۲) یافت.
چندزبانی بودن مخاطبان ادبیات در سده ۱۴ میلادی را می‌توان با بررسی آثار جان گاور دریافت. او ادیبی بود که می‌توانست به زبان‌های لاتین، انگلیسی میانه و آنگلونورمن بنویسد.
در میان آثار مذهبی می‌توان به آثار موجود در گروه کاترین، آثار جولیان اهل نرویچ و ریچارد رول اشاره کرد.
دست کم از از سدهٔ ۱۴ میلادی می‌توان رد پای شعرای ایرلندی را در ادبیات انگلیسی یافت. همچنین نخستین شعری که توسط یک ولزی به زبان انگلیسی سروده شده حدوداً مربوط به سال ۱۴۷۰ است.

## دوران مدرن اولیه: ۱۸۰۰–۱۴۸۶

### ادبیات رنسانس: ۱۶۲۵–۱۴۸۶
در پی معرفی صنعت چاپ به انگلستان در سال ۱۴۷۶ توسط ویلیام کاکستون (حدوداً ۱۴۹۲-۱۴۲۲)، ادبیات بومی شکوفا شد. اصلاحات در کلیسای انگلستان الهام‌بخش خلق نیایش‌سرایی‌های محلی شد که در نهایت باعث انتشار کتاب ادعیهٔ عمومی گردید. چاپ این کتاب تأثیر عمیقی بر زبان ادبی انگلیسی گذاشت. اشعار، متون منثور و نمایش‌نامه‌هایی که در زمان ملکه الیزابت اول و شاه جیمز اول نگارش یافتند آثاری هستند که امروزه به آن‌ها لقب ادبیات مدرن اولیه یا رنسانس داده می‌شود.

#### دوران الیزابتی (۱۶۰۳–۱۵۵۸)

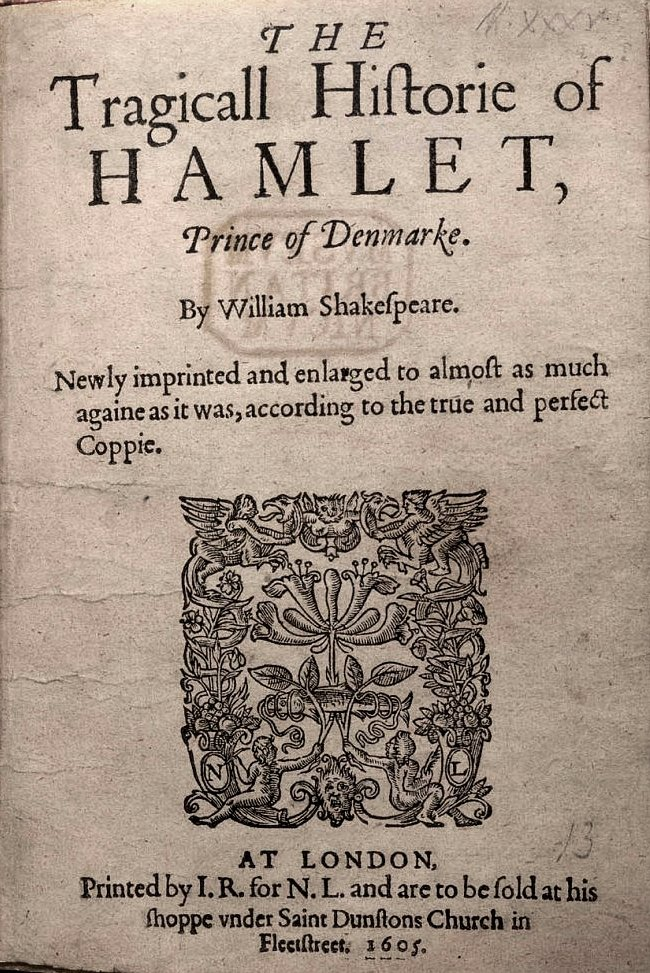
نمایشنامه هملت، چاپ سال ۱۶۰۵

تئاتر رنسانس انگلستان در طول حکومت الیزابت اول (۱۶۰۳-۱۵۵۸) و پس از او جیمز اول (۲۵-۱۶۰۳) و حتی بعدها در اواخر سده ۱۶ میلادی و اوایل سده ۱۷ میلادی فرهنگی لندنی داشت و به دو صورت درباری و عامیانه توانست اشعار و نمایش‌نامه‌های بزرگی ایجاد کند. نمایش‌نامه‌نویسان انگلیسی مجذوب الگوهای ایتالیایی بودند: مجموعه‌ای از بازیگران ایتالیایی در لندن ساکن شده بودند و جیووانی فلوریو (۱۶۲۵-۱۵۵۳) که پدرش ایتالیایی بود و خودش یک معلم زبان در کاخ جیمز اول بود و احتمالاً از دوستان تأثیرگذار شکسپیر محسوب می‌شد تا حد زیادی فرهنگ و زبان ایتالیایی را با خود به انگلستان آورده بود. این نکته نیز درست است که دوران الیزابتی عصر خشونت‌های بسیار بود و آمار بالای ترورهای سیاسی در عصر رنسانس ایتالیا (که در کتاب شهریار نیکولو ماکیاولی مجسم شده‌است) ترس از توطئه‌های اهالی کلیسا را کم نمی‌کرد. در نتیجه به احتمال زیاد نمایش این نوع خشونت روی صحنه برای تماشاگران دوران الیزابتی بیشتر آرامش‌بخش بود. به دنبال نخستین نمایش‌نامه‌های دوران الیزابتی نظیر گوربودک (۱۵۶۱) اثر توماس سکویل و توماس نورتون و تراژدی اسپانیایی (۱۵۹۲) اثر توماس کید (۹۴-۱۵۵۸) که مواد لازم برای نگارش هملت را ارائه کرد، ویلیام شکسپیر (۱۶۱۶-۱۵۶۴) به عنوان شاعر و نمایش‌نامه‌نویس ظاهر شد. حرفهٔ اصلی شکسپیر ادبیات نبود و احتمالاً از تحصیلات فقط کمی دستور زبان می‌دانست. زمانی که وی شروع به نگارش کرد نه جزو حقوقدان‌ها بود و نه جزو اشراف‌زاده‌هایی که در قالب «نخبگان دانشگاهی» صحنه‌های تئاتر را به انحصار خود درآورده بودند. او در عوض بسیار با استعداد و به طرز خارق‌العاده‌ای چندبعدی بود. شکسپیر بسیاری از «حرفه‌ای» های زمان خود همچون رابرت گرین (۱۵۹۲-۱۵۵۸) را که این «صحنه لرزان» بی‌ریشه را مسخره می‌کردند پشت سر گذاشت. هرچند بسیاری از نمایش‌نامه‌های وی با موفقیت عظیم مواجه شدند اما آثار سال‌های پایانی عمر او که با حکمرانی جیمز اول همراه بود بهترین نمایش‌نامه‌های وی به‌شمار می‌روند: هملت، رومئو و ژولیت، اتلو، شاه لیر، مکبث، آنتونیوس و کلئوپاترا و توفان. شکسپیر در کنار نمایشنامه، غزل انگلیسی را نیز عمومی ساخت و تغییرات قابل توجهی به الگوی پترارک وارد آورد.

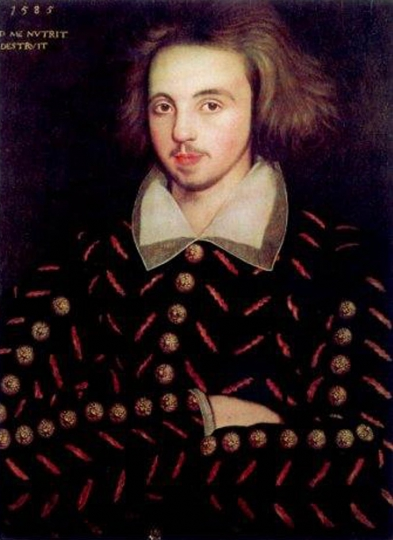
کریستوفر مارلو

در میان دیگر ادیبان برجسته تئاتر دوران الیزابتی، می‌توان به کریستوفر مارلو (۹۳-۱۵۶۴)، توماس دکر (حدوداً ۱۶۳۲-۱۵۷۲)، جان فلچر (۱۶۲۵-۱۵۷۹) و فرانسیس بیمونت (۱۶۱۶-۱۵۸۴) اشاره کرد. آنتونی بورگس می‌گوید اگر مارلو در بیست و نه سالگی در یک دعوای میخانه‌ای با چاقو کشته نشده بود شاید می‌توانست به دلیل ذوق شاعرانه‌اش رقیبی برای شکسپیر شود یا حتی با او برابری کند. جالب است که او تنها چند هفته پیش از شکسپیر به دنیا آمده بود و به احتمال زیاد وی را می‌شناخت. نمایش‌نامه‌های مارلو از حیث موضوع با شکسپیر متفاوت است. او بیش از هر چیز روی نمایش‌های اخلاقی انسان عصر رنسانس تمرکز داشت. فتح مرزهای جدید دانش، مارلوی جوان را شگفت‌زده و در عین حال وحشت‌زده کرده بود. وی با استفاده از فرهنگ ژرمن داستان فاوست را در قالب نمایش‌نامه‌ای به نام دکتر فاستوس (حدوداً ۱۵۹۲) به انگلستان معرفی کرد. دکتر فاستوس دانشمند و جادوگری است که به شدت به دنبال گسترش مرزهای دانش است و می‌خواهد توانایی‌های فنی انسان را به منتهی‌الیه مرزهای دانش برساند. فاستوس توانایی‌های مافوق‌الطبیعه‌ای دارد که به او حتی اجازه می‌دهد به گذشته رفته و با هلن شهر تروا ازدواج کند اما در نهایت پس از پایان پیمان بیست و چهار ساله با شیطان مجبور می‌شود جان خود را به او تسلیم کند. شاید قهرمانان تاریک مارلو چیزی از شخصیت یا زندگی وی که مرگش نیز هنوز در بوته‌ای از ابهام است به ما بگویند. گفته می‌شود که او ملحد و لاقید بوده، معشوقه‌های زیادی داشته، همنشین الوات بوده و در دنیای زیرزمینی لندن زندگی پر ریخت و پاشی داشته‌است. اما بسیاری هم بر این باورند که نوع زندگی او پوششی برای شغل اصلی وی یعنی مأمور مخفی ملکه الیزابت اول بود. ایشان چاقو خوردن تصادفی مارلو را تروری عمدی از سوی دشمنان تاج و تخت می‌دانند. بیمونت و فلچر نیز جزو نمایش‌نامه‌نویسان آن عصر هستند که هر چند به اندازهٔ شکسپیر شناخته‌شده نیستند اما وی را در خلق بهترین نمایش‌نامه‌هایش کمک کردند و در زمان خود شهرت داشتند. در همین زمان است که ژانر کمدی شهری نیز گسترش می‌یابد.
توماس ویات (۱۵۴۲-۱۵۰۳) در سده ۱۶ میلادی غزل را وارد انگلیسی کرد. شعر انگلیسی در سال‌های پایانی این سده با پیچیدگی زبانی و تلمیح‌های بسیار به اسطوره‌های کلاسیک همراه شد. یکی از مهم‌ترین شاعران این دوره ادموند اسپنسر (حدوداً ۱۵۹۹-۱۵۵۲) خالق ملکهٔ پریان است. این اثر، شعری حماسی و تمثیلی خیالی در مدح دودمان تیودور و الیزابت اول است. سر فیلیپ سیدنی (۸۶-۱۵۵۴)، شاعر، مقرب دربار و سرباز انگلیسی بود که از او به عنوان یکی از برجسته‌ترین شخصیت‌های دوران الیزابتی یاد می‌شود. در میان آثار وی می‌توان به استروفل و استلا (دهه ۱۵۸۰)، دفاع از شعر (حدوداً ۱۵۷۹) و کنتس آرکادیای پمبروک اشاره کرد. در میان اشعار به‌جا مانده از این دوره شعرهای فی‌البداهه‌ای نیز به الیزابت اول منسوب است. در این دوره به واسطهٔ وفور صنعت چاپ شعرهای شاعرانی نظیر توماس کمپیون (۱۶۲۰-۱۵۶۷) که به منظور تطابق با موسیقی نگاشته می‌شدند (نظیر ترانه‌ها) گسترش بیشتری یافتند.

#### دوران جاکوبی (۲۵–۱۶۰۳)

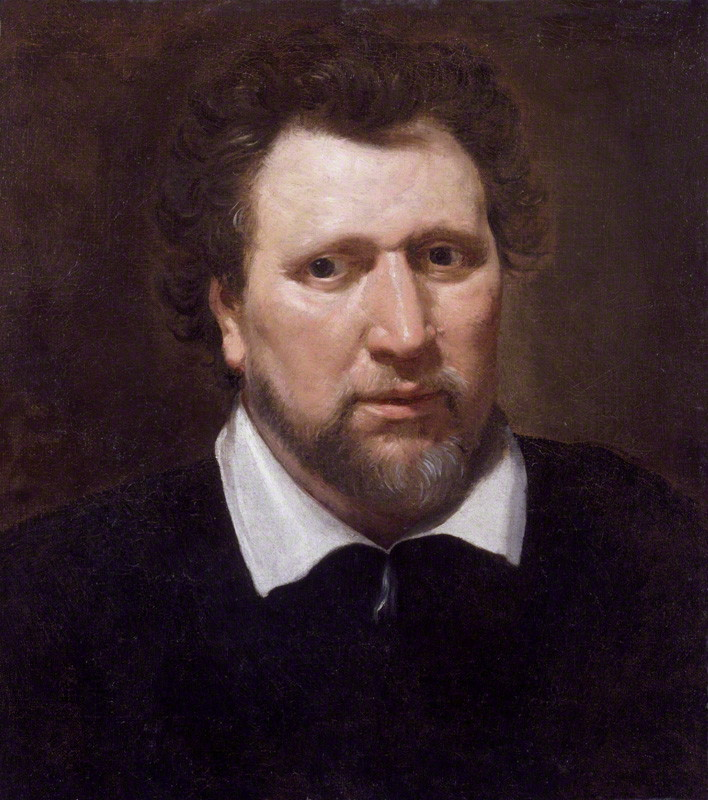
بن جانسن

پس از مرگ شکسپیر، بن جانسن (۱۶۳۷-۱۵۷۲) شاعر و نمایش‌نامه‌نویس، تبدیل به چهرهٔ ادبی دورهٔ جاکوبی شد. زیبایی‌شناسی جانسن عطف به قرون وسطی دارد و شخصیت‌های آثار وی نظریهٔ اخلاط را تجسم می‌کنند. بر اساس این نظریهٔ پزشکی تفاوت‌های رفتاری به دلیل غلبهٔ یکی از اخلاط چهارگانه (خون، بلغم، صفرا و سودا) بر سه خلط دیگر است. این اخلاط به چهار عنصر جهان مربوط می‌شوند: آب، هوا، آتش و خاک. تیپ‌های موجود ادبیات لاتین نیز تأثیر برابری بر ادبیات جانسن گذاشتند. در نتیجه جانسن دست به آفرینش تیپ یا کاراکتر زد. با این حال کاراکترها در بهترین اثر جانسن «به حدی زنده درآمده‌اند که از حد یک تیپ بالاتر می‌روند.» جانسن استاد سبک است و هجونویسی قهار. کمدی مشهور وی به نام ولپُن (۱۶۰۵ یا ۱۶۰۶) نشان می‌دهد که چگونه جماعتی از متقلبین توسط یک کلاهبردار گول‌زده می‌شوند، بدی با بدی مجازات می‌شود و نیکی پاداش خود را می‌گیرد. دیگر نمایش‌نامه‌های مشهور جانسن عبارتند از اپیسن (۱۶۰۹)، کیمیاگر (۱۶۱۰) و نمایشگاه بارثولومو (۱۶۱۴).
در میان افرادی که سبک جانسن را پیش گرفتند می‌توان از بیمونت و فلچر که کمدی‌های زیبایی آفریدند نام برد. شوالیه‌ای با هاون سوزان (۱۶۱۳) نام نمایش‌نامهٔ کمدی‌ای است که به هجو طبقهٔ متوسط رو به رشد و همچنین نوکیسه‌هایی که با وجود عدم داشتن اطلاعات لازم دربارهٔ ادبیات سعی در دیکته کردن سلیقهٔ خود دارند می‌پردازد. داستان از این قرار است که یک زوج بقال به جروبحث با بازیگران حرفه‌ای یک نمایش می‌پردازند تا بتوانند برای پسر بی‌سواد خود نقش اولی در یک نمایش بگیرند. در نهایت به وی نقش شوالیهٔ سیاری را می‌دهند که بر روی سپرش یک هاون در حال سوختن قرار دارد. در حالی که این پسر جوان می‌کوشد تا قلب یک شاهزاده را به دست آورد مانند دون کیشوت به سخره گرفته می‌شود. یکی از امتیازهای بیمونت و فلچر این است که هر دو به روشنی دریافته بودند که چطور فئودالیسم و شوالیه‌گری تبدیل به نخوت و تظاهر شده و طبقات اجتماعی جدیدی در حال رشد هستند. یکی دیگر از سبک‌های رایج تئاتر در دوران جاکوبی نمایش‌نامهٔ انتقام بود که توسط جان وبستر و توماس کید گسترش یافت.
کتاب مقدس شاه جیمز که یکی از بزرگ‌ترین پروژه‌های ترجمه تا به امروز در تاریخ زبان انگلیسی است در سال ۱۶۰۴ آغاز و در ۱۶۱۱ به پایان رسید. این حرکت، اوج سنت ترجمهٔ کتاب مقدس مسیحیان به زبان انگلیسی است که توسط ویلیام تیندال (حدوداً ۱۵۳۶-۱۴۹۲) آغاز شد. این کتاب پس از اتمام به عنوان کتاب استاندارد کلیسای انگلستان انتخاب شد. پروژه ترجمهٔ کتاب مقدس توسط چهل و هفت پژوهشگر که تحت نظارت مستقیم شخص جیمز اول بودند به سرانجام رسید. هر چند ترجمه‌های مختلفی از کتاب مقدس مسیحیان به زبان انگلیسی صورت گرفته اما بسیاری بر این باورند که ترجمهٔ شاه جیمز از دقت بیشتری برخوردار است و از لحاظ هنری ارجحیت دارد زیرا سعی شده که اوزان جملات در آن بر اساس اصل نثر عبری باشد.

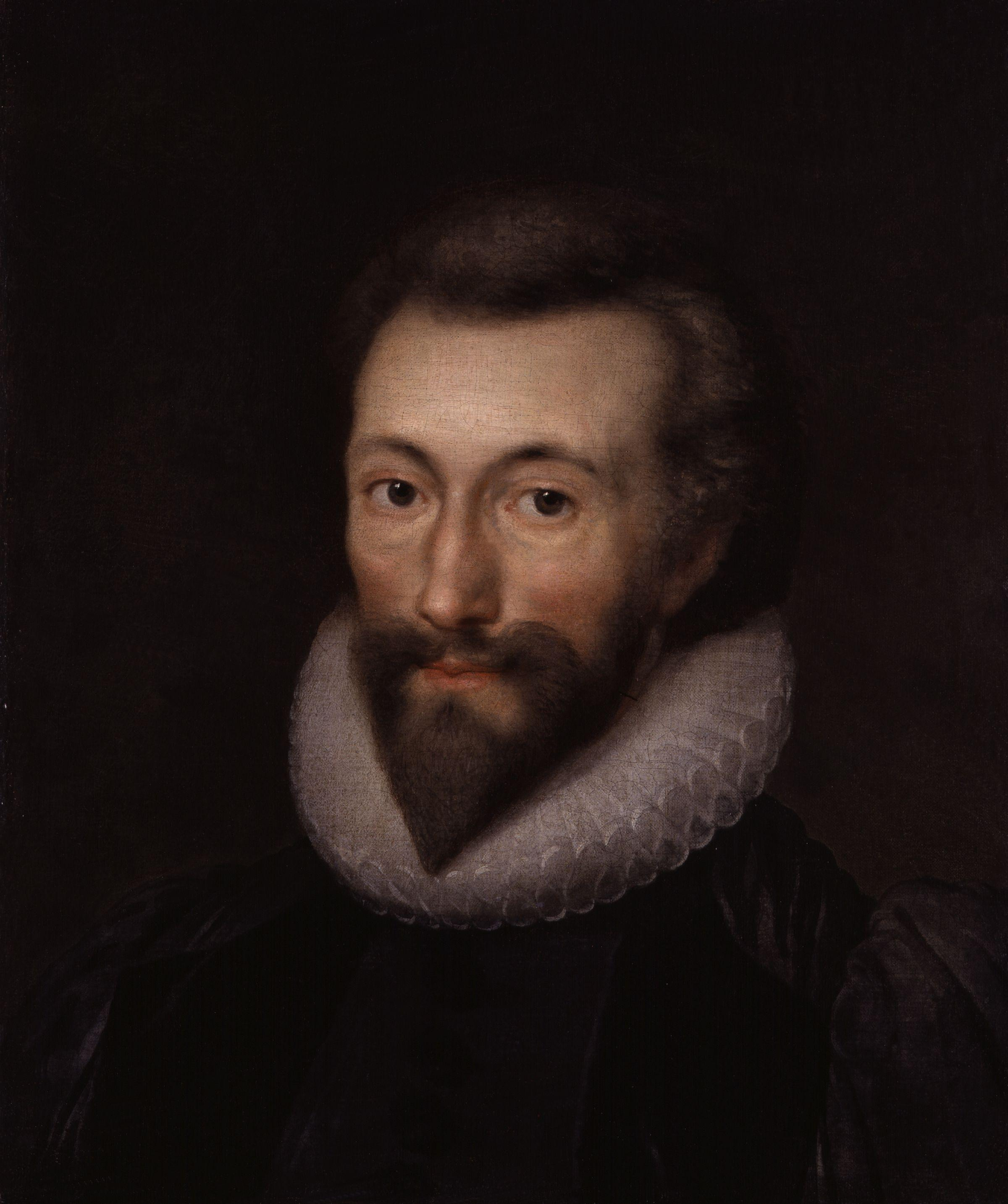
جان دان

از مهم‌ترین شاعران سده ۱۷ میلادی به غیر از شکسپیر می‌توان به شاعران متافیزیکی مانند جان دان (۱۶۳۱-۱۵۷۲) و جرج هربرت (۱۶۳۳-۱۵۹۳) اشاره کرد. جان دان با الهام از سبک باروک اروپای قاره‌ای و انتخاب تصوف مسیحی و اروتیسزم به عنوان موضوعات اصلی، در اشعار خود از شخصیت‌های «غیرشاعرانه» نظیر قطب‌نما یا پشه به منظور دستیابی به عنصر غافلگیری استفاده می‌کرد. برای مثال در شعر «وداع: عزای شوم» که در کتاب نغمه‌ها و غزل‌ها چاپ شده، دو سر عقربهٔ قطب‌نما را به عاشق و معشوق تشبیه کرده‌است. زن در خانه منتظر است و در مرکز قطب‌نما قرار دارد. دورترین نقطهٔ عقربه نشانگر عاشق اوست که سوار بر کشتی از او دور می‌شود. اما هر چه مسافت دورتر باشد عقربه‌های قطب‌نما بیش از پیش به هم تکیه می‌کنند: یعنی جدایی عشق را قوی‌تر می‌کند. متناقض‌نمایی یکی از جلوه‌های ثابت در شعر جان دان است. شاعری که ترس‌ها و نگرانی‌هایش هم حکایت از عقاید معنوی مسلمی دارد که وجودشان توسط کشفیات نوین در علم و جغرافیا به لرزه درآمده‌است. دنیایی که دیگر در مرکز عالم قرار ندارد. جرج چپمن (حدوداً ۱۶۳۴-۱۵۵۹) نیز در همین دوره دو تراژدی انتقامی نوشته‌است اما او را بیشتر به خاطر ترجمه‌ای که در سال ۱۶۱۶ از ایلیاد و ادیسه‌ی هومر به صورت شعر انجام داده‌است می‌شناسند. این نخستین ترجمهٔ کامل از این دو اثر منظوم به زبان انگلیسی است. این ترجمه اثر ژرفی بر ادبیات انگلیسی گذاشت و حتی الهام‌بخش غزلی از جان کیتس (۱۸۲۱-۱۷۹۵) شد. پیش از ترجمهٔ چپمن تنها راه دسترسی خوانندگان انگلیسی‌زبان به داستان‌های مربوط به تروا، قصه‌های حماسی قرون وسطی نظیر کتاب مجموعه داستان‌های تروی (۱۴۷۳ یا ۱۴۷۴) اثر ویلیام کاکستون بود.

#### دوره‌های کارولین، فترت و بازگشت سلطنت (۱۶۸۹–۱۶۲۵)

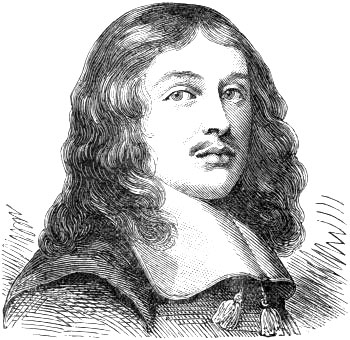
اندرو مارول (۷۸-۱۶۲۱)

بعد از سال ۱۶۲۵ هنوز شاعران متافیزیکی مثل جان دان (۱۶۳۱-۱۵۷۲) و جرج هربرت (۱۶۳۳-۱۵۹۳) زنده بودند که کمی بعد در سده ۱۷ میلادی شاعرانی همچون ریچاد کراشو (۴۹-۱۶۱۳)، اندرو ماروِل (۷۸-۱۶۲۱)، توماس تراهرن (۷۴-۱۶۳۶) و هنری واگان (۹۵-۱۶۲۲) به همین سبک شروع به سرایش کردند. شعرای شوالیه‌ای یکی دیگر از گروه‌های ادبی مهم این سده هستند که جزو طبقه‌ای بودند که از شاه چارلز دوم در طول جنگ داخلی انگلستان (۵۱-۱۶۲۲) پشتیبانی می‌کردند. شاه چارلز از سال ۱۶۲۵ تا سال ۱۶۴۹ که اعدام شد سلطنت کرد. مشهورترین شاعران شوالیه‌ای عبارتند از رابرت هریک (۱۶۷۴-۱۵۹۱)، ریچارد لاولیس (۵۷-۱۶۱۸)، توماس کارو (۱۶۴۰-۱۵۹۵) و سر جان ساکلینگ (۴۲-۱۶۰۹). آن‌ها «یک گروه رسمی نبودند اما همگی از بن جانسون تأثیر گرفته بودند.» بسیاری از شاعران شوالیه‌ای به جز چند استثنای برجسته مقرب دربار بودند. برای مثال رابرت هریک مقرب دربار نبود اما سبک او لاجرم وی را در این گروه قرار می‌دهد. در آثاری که به این سبک آفریده شده‌اند تمثیل‌های بسیار و تلمیح‌های کلاسیک دیده می‌شود. این آثار تحت تأثیر نویسندگان لاتین مثل هوراس، سیسرو و اووید نگاشته شدند.
ادبیات دوره بازگشت سلطنت انگلستان مجموعه‌ای از آثار متفاوت را شامل می‌شود. از بهشت گمشده تا سودوم اثر ارل روچستر و از کمدی جسورانه و جنسی زن دهاتی تا اثر اخلاقی و حکیمانه‌ای به نام پیشرفت زائر در این دوره نوشته شده‌اند. در این سده شاهد آفرینش دو رساله درباره حکومت توسط جان لاک، تأسیس انجمن سلطنتی، آزمایش‌های رابرت بویل، حمله به سالن‌های تئاتر توسط جرمی کولیه، پیشگامی نقد ادبی توسط درایدن و انتشار نخستین روزنامه هستیم. اِعمال سانسور و پیاده‌سازی استانداردهای اخلاقی رادیکال توسط رژیم پیورتن کرامول باعث ایجاد یک وقفهٔ رسمی در فرهنگ ادبی و فاصله افتادن در سنت ادبی شد. اما همین فاصله باعث شد تا پس از بازگشت سلطنت به انگلستان در تمامی قالب‌های ادبی آغاز نوینی صورت گیرد. در طول دورهٔ فترت، نیروهای سلطنت‌طلبی که به دربار چارلز اول وصل بودند به همراه چارلز دوم که تنها بیست سال سن داشت تبعید شدند. در نتیجه نجبایی که همراه چارلز دوم سفر می‌کردند به مدت یک دهه در قلب ادبی اروپا منزل کردند. چارلز دوم وقت خود را با حضور در تئاترهای فرانسه می‌گذراند. او به نمایش‌های اسپانیایی هم علاقه‌مند شده بود. آن دسته از نجبایی که در هلند زندگی می‌کردند شروع به یادگیری بازرگانی کردند و در کنار آن در بحث‌های عقلانی مداراآمیز شرکت می‌کردند.

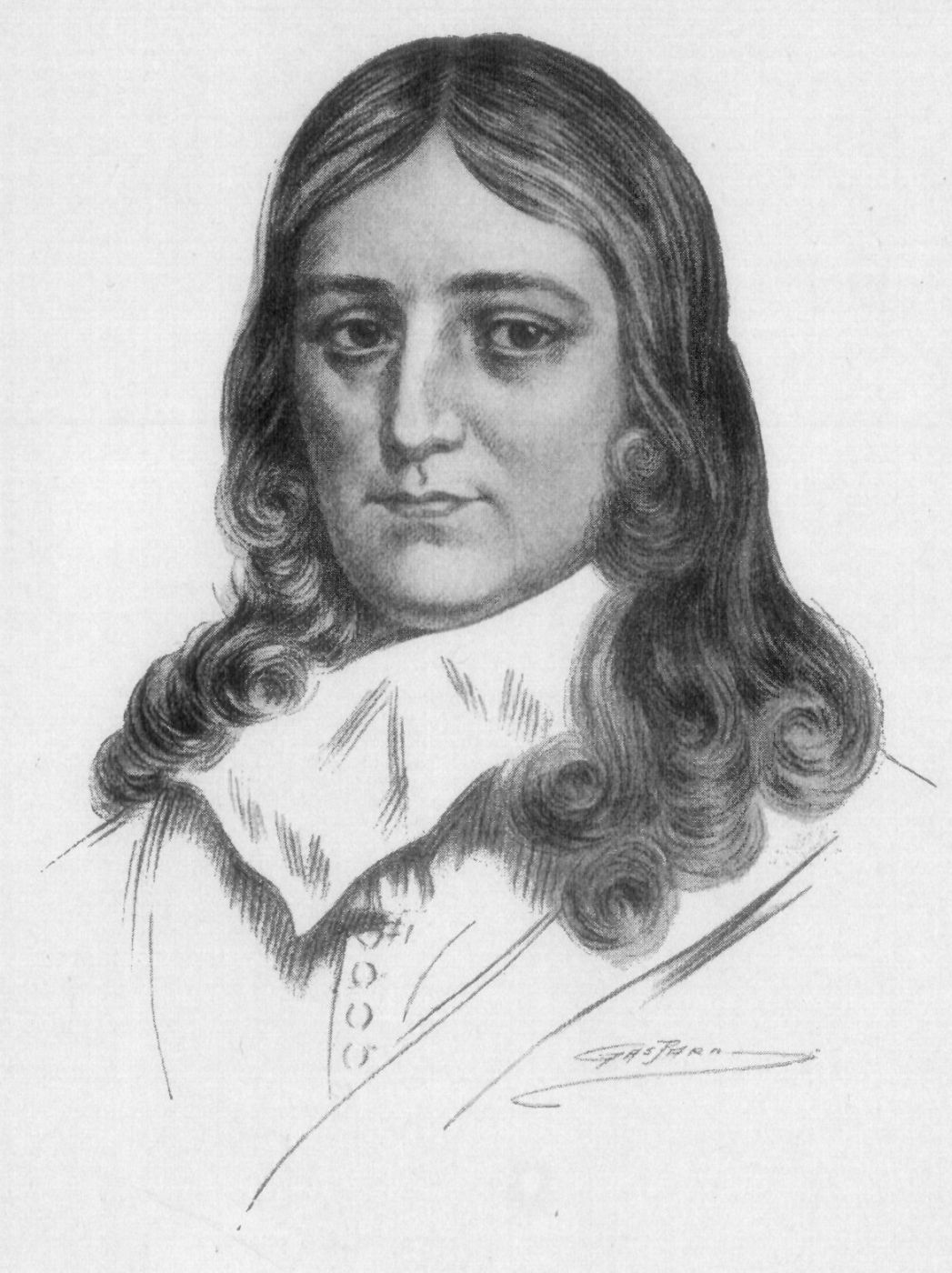
جان میلتون، شاعر انگلیسی سده ۱۷

جان میلتون (۷۴-۱۶۰۸) که یکی از بزرگ‌ترین شاعران انگلیسی به‌شمار می‌رود در طول همان تحولات سیاسی و غلیانات مذهبی دست به قلم برد. میلتون را بیش از هر چیز به خاطر کتاب بهشت گمشده (۱۶۷۱) می‌شناسند. از دیگر اشعار مهم وی می‌توان به لالگرو (مرد شاد) (۱۶۳۱)، پنسروسو (۱۶۳۴)، کوموس (بالماسکه) (۱۶۳۸)، لیسیداس، بهشت بازیافته (۱۶۷۱) و سامسون آگونیست (۱۶۷۱) اشاره کرد. نظم و نثر میلتون بازتابی از اعتقادات راسخ و ژرف، اشتیاق به آزادی و خودمختاری و مسائل اضطراری و آشفتگی‌های سیاسی آن زمان است. آگاهی وی به زبان‌های انگلیسی، لاتین و ایتالیایی باعث شد تا در زمان حیاتش به شهرت بین‌المللی برسد. اثر مشهور وی به نام آروپاجیتیکا که در اعتراض به سانسور قبل از چاپ نگارش یافته بود به عنوان یکی از تأثیرگذارترین آثار تاریخ و پرهیجان‌ترین دفاعیات از آزادی بیان و آزادی مطبوعات ستوده می‌شود. ویلیام هیلی در کتاب زندگی‌نامه‌ای که در سال ۱۷۹۶ نوشته او را به عنوان «بزرگ‌ترین نویسندهٔ انگلیسی» معرفی کرده‌است. هنوز هم میلتون را به عنوان «یکی از برترین نویسندگان زبان انگلیسی» می‌شناسند.
طنز، گسترده‌ترین و مهم‌ترین گونهٔ شعری در آن دوران بود. به‌طور کلی آثار طنز بدون نام نویسنده منتشر می‌شدند چون در غیر این صورت جان نویسنده در معرض خطر قرار می‌گرفت. از یک سو قانون مجازاتِ توهین، بسیار کلی بود و اگر ثابت می‌شد که یک طنزپرداز متنی را نوشته و به نقد یک نجیب‌زاده پرداخته، دیگر راهی برای فرار از محاکمه وجود نداشت. از سوی دیگر بسیار محتمل بود که یک ثروتمند با اجیر کردن اوباش دست به حملهٔ فیزیکی به شاعر طنّاز مظنون بزند. جان درایدن نیز تنها به این دلیل که شخصی گمان برده بود که وی شعر طنز بشریت را نوشته مورد حمله قرار گرفت. نتیجهٔ این گمنامی آن شد که بسیاری از شعرهای طنزآمیز که برخی از آن‌ها ارزش ادبی والایی داشتند، یا اصلاً منتشر نشدند یا بیشترشان ناشناخته باقی ماندند.

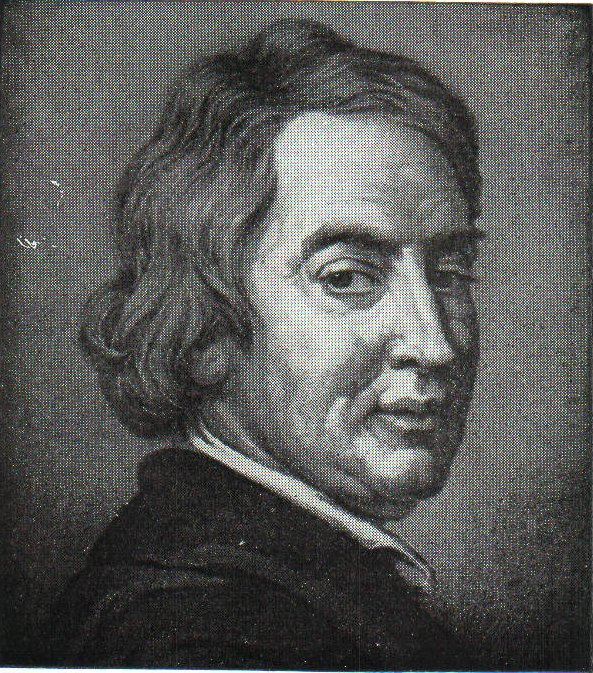
جان درایدن

جان درایدن (۱۷۰۰-۱۶۳۱) یکی از تأثیرگذارترین شاعران، منتقدین ادبی، مترجمین و نمایش‌نامه‌نویسان انگلیسی است که حیات ادبی انگلستان در دورهٔ بازگشت سلطنت را تحت تسلط خود درآورد تا حدی که بعدها این دوره را به نام عصر درایدن شناختند. ابداع دوبیتی‌های حماسی به عنوان یک قالب استاندارد در شعر انگلیسی و سرایش آثار طنز، مذهبی، افسانه، لطیفه، مدح، پیش‌گفتار و نمایش‌نامه توسط آن‌ها وی را به شاعری نام‌دار در این عصر بدل کرد. او همچنین قالب الکساندرین را وارد ادبیات انگلیسی کرد. درایدن در اشعار، ترجمه‌ها و نقدهایش واژگانی شاعرانه استفاده کرد که مناسب قالب دوبیتی حماسی باشند. شاهکارهای درایدن در اشعار طنزآمیز نظیر مک‌فلکنو (۱۶۸۲) بود. ویستن هیو آودن به او لقب «استاد سبک میانه» داد که مدلی برای هم‌عصرانش و شاعران سده ۱۸ میلادی بود. غمی که از مرگ وی بر جامعهٔ ادبی انگلستان حادث شد را می‌توان در سوگ‌نامه‌هایی که توسط شاعران آن زمان نوشته شده‌است مشاهده کرد. الکساندر پوپ (۱۷۴۴-۱۶۸۸) بسیار تحت تأثیر درایدن قرار داشت و غالباً در اشعارش از او وام می‌گرفت. دیگر شاعران سده ۱۸ نیز به همان اندازه از درایدن و پوپ تقلید می‌کردند. هر چند بن جانسن، ملک‌الشعرای دربار جیمز اول بود اما این لقب در آن زمان جایگاه رسمی به‌شمار نمی‌رفت. لقب رسمی ملک‌الشعرایی به عنوان یک شغل سلطنتی برای نخستین بار با حکم کتبی در سال ۱۶۷۰ به جان درایدن اعطا شد. بعد از آن این شغل به شکل یک نهاد عادی در بریتانیا درآمد.

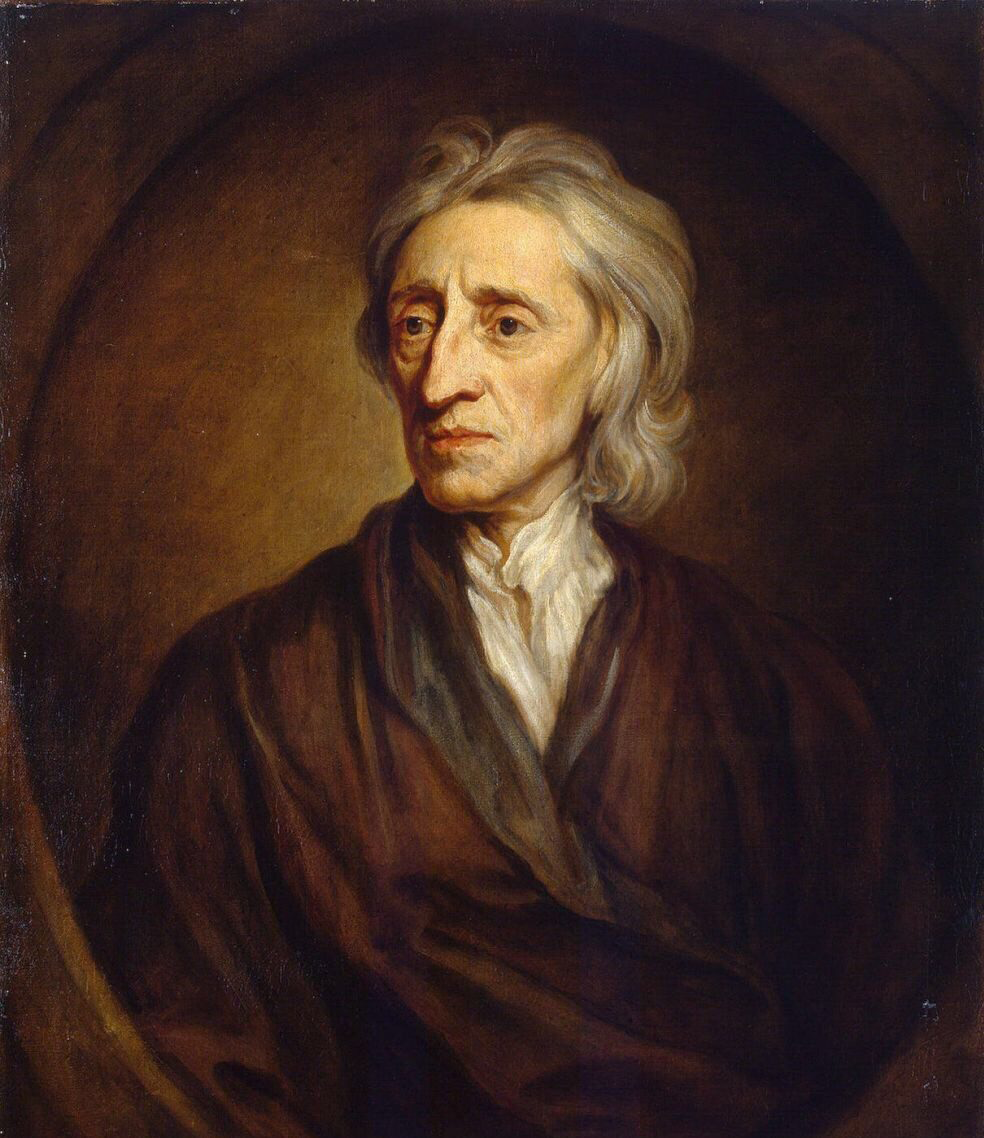
جان لاک

نثر در دوره بازگشت سلطنت در تسلط متون مذهبی مسیحی بود. اما در این دوره شاهد شکل‌گیری دو سبک دیگر هستیم که در دوره‌های بعد به وفور دیده شدند: داستان تخیلی و ژورنالیسم. متون مذهبی غالباً به متون سیاسی و اقتصادی منتهی می‌شدند همان‌طور که متون سیاسی و اقتصادی در باطن خود یا به‌طور مستقیم مسائل دینی را بیان می‌کردند. در این دوره جان لاک (۱۷۰۴-۱۶۳۲) بسیاری از آثار فلسفی خود را به رشتهٔ تحریر درآورد. همین شیوهٔ علمی است که جان لاک را به سمت نگارش دو رساله درباره حکومت رهنمون کرد؛ اثری که بعدها الهام‌بخش متفکران انقلاب آمریکا شد. لاک در این اثر همانند آثاری که در مورد ادراک نوشته، از کوچک‌ترین واحد جامعه به سمت بزرگ‌ترین می‌رود و همچون تامس هابز بر ذات انعطاف‌پذیر قراردادهای اجتماعی تأکید می‌کند. در عصری که شاهد فروپاشی سلطنت مطلقه، به قدرت رسیدن و فساد دموکراسی و بازگشت سلطنت به شکل محدود هستیم تنها یک بنیان قابل انعطاف برای حکومت، رضایت‌بخش به نظر می‌رسید. دوران بازگشت سلطنت باعث شد که بسیاری از آثار فرقه‌ای متعصبانه تعدیل شوند. با این حال رادیکالیسم همچنان پس از دوران بازگشت ادامه یافت. نویسندگان پیورتن نظیر جان میلتون مجبور به کنار آمدن یا بازنشستگی شدند و گروه پروتستان حفارها، مردان سلطنت پنجم، تعدیل‌گران، جمعیت دوستان دینی (کویکرها) و آناباپتیست‌ها که علیه سلطنت تبلیغ کرده بودند و به‌طور مستقیم در قتل شاه چارلز اول دست داشتند تا حدی سرکوب شدند. در نتیجه متون معاند اجباراً زیرزمینی شدند و جایگاه بسیاری از افرادی که در دورهٔ فترت خدمت کرده بودند ضعیف شد. جان بانیان (۸۸-۱۶۲۸) فراتر از همهٔ نویسندگان مذهبی این دوران قرار می‌گیرد. کتاب پیشرفت زائر اثر بانیان اثری تمثیلی است از رستگاری شخصی و راهنمایی به سوی زندگی مسیحی‌وار. بانیان در این اثر می‌کوشد تا بدون پرداختن به فرجام‌شناسی یا عقوبت اخروی نشان بدهد که چگونه ذات قدسی انسان می‌تواند در برابر وسوسه‌های ذهن و بدن مقاومت کند. این کتاب به صورت داستان روایی ساده نوشته شده و نشانه‌هایی از تأثیر نمایش‌نامه و زندگی‌نامه را در خود دارد. همچنین در این اثر آگاهی از سنت تمثیلی ادموند اسپنسر نیز قابل ردیابی است.
در طول دوران بازگشت سلطنت معمول‌ترین راه دریافت اخبار به صورت چاپ بر روی برگه‌های بزرگ کاغذ بود. این برگ‌ها که به صورت واحد منتشر می‌شدند غالباً روایت‌گر یک‌جانبهٔ یک رخداد بودند. در همین دوره بود که برای نخستین بار روزنامه‌نگاری حرفه‌ای و منظم در انگلستان آغاز شد. این حرفه در اواخر زمان ادعای سلطنت توسط ویلیام اورانژ در سال ۱۶۸۹ توسعه یافت. روزنامه‌نگاری در انگلستان به‌طور اتفاقی یا با طرح قبلی با ورود ویلیام به کاخ پادشاهی از آمستردام که در آن زمان صنعت چاپ روزنامه داشت گسترش پیدا کرد.

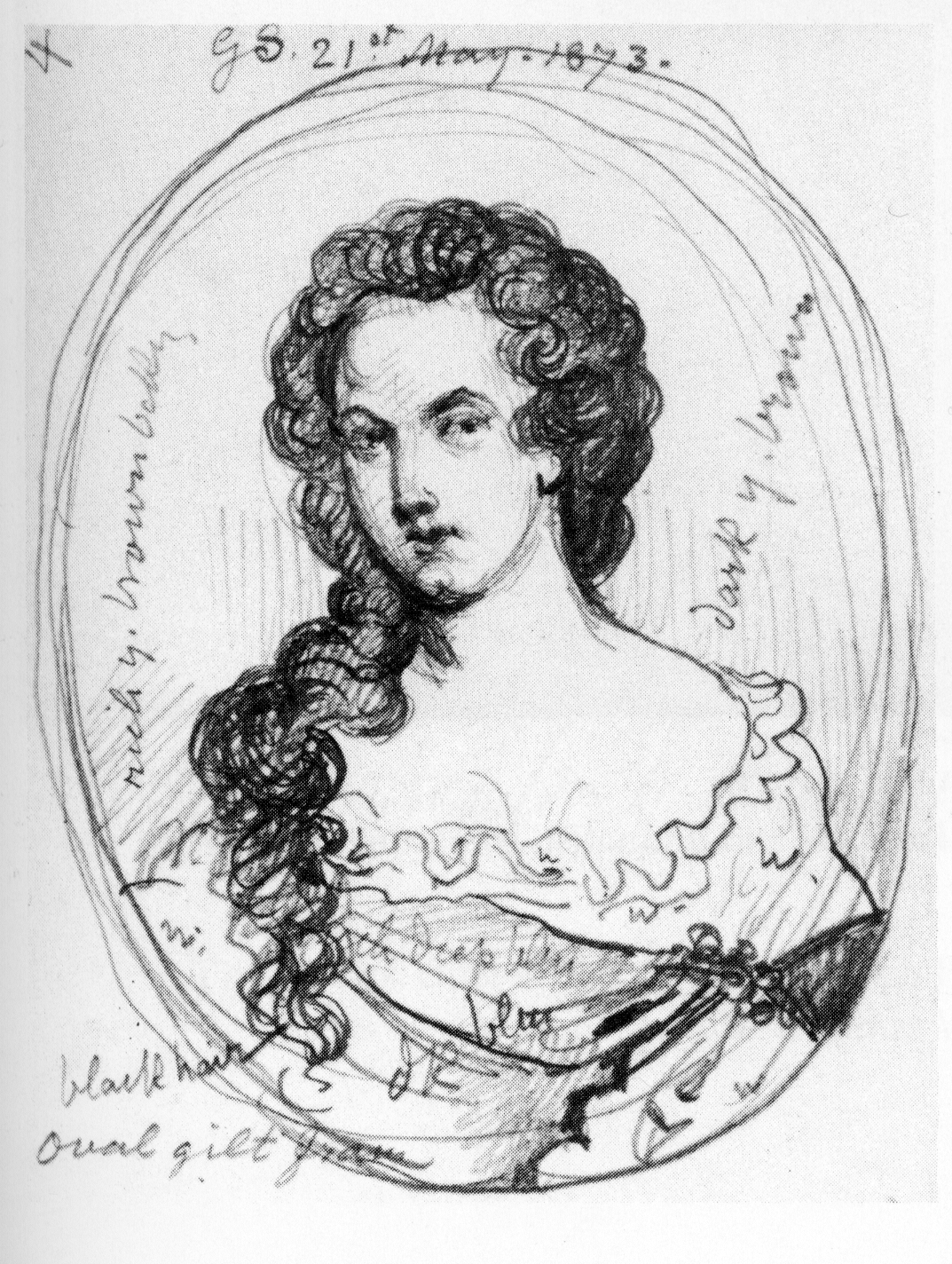
افرا بن

غیرممکن است که بتوانیم تاریخ دقیق آغاز نگارش رمان در انگلستان را مشخص کنیم. با این حال نگارش داستان‌های تخیلی بلند و زندگی‌نامه‌های خیالی به‌طوری‌که از دیگر قالب‌ها قابل تشخیص باشند در دوران بازگشت سلطنت آغاز شد. در آن زمان سنت نگارش داستان‌های تخیلی رومانس که در فرانسه و اسپانیا موجود بود در انگلستان رواج داشت. رومانس غالبی زنانه تلقی می‌شد و زنانی که خواندن رمان (Novel) را ترجیح می‌دادند سرزنش می‌شدند. یکی از مهم‌ترین چهره‌هایی که در دوران بازگشت سلطنت به رشد رمان کمک کرد خانم افرا بن (۸۹-۱۶۴۰) نام داشت. او نه تنها جزو نخستین زنان حرفه‌ای در نگارش رمان به‌شمار می‌رود بلکه حتی در میان نخستین افرادی است در میان هر دو جنس برای نخستین بار در انگلستان به نگارش رمان پرداخته‌اند. مشهورترین رمان او ارونوکو (۱۶۸۸) نام دارد. این اثر روایتی از زندگی‌نامهٔ یک شاه آفریقایی خیالی است که در سورینام به بردگی گرفته شده‌است. رمان بن نمایش‌گر تأثیر تراژدی و تجربهٔ وی به عنوان یک نمایش‌نامه‌نویس است.
به محض رفع ممنوعیت نمایش تئاتر که توسط رژیم پیوریتن اعمال شده بود، اجرای نمایش و نگارش نمایش‌نامه به سرعت و با گستردگی دوباره از سر گرفته شد. مشهورترین نمایش‌نامه‌هایی که در اوایل دوران بازگشت سلطنت کار می‌شدند کمدی‌های غیراحساسی یا «سخت» جان درایدن، ویلیام ویچرلی (۱۷۱۵-۱۶۴۰) و جرج اثریج (حدوداً ۹۲-۱۶۳۶) بودند که جو کاخ پادشاهی را نشان می‌دادند و از شیوهٔ زندگی اشرافی مردانه‌ای که دائماً به دنبال فریفتن و چیرگی است تجلیل می‌کردند. پس از آن که در دههٔ ۱۶۸۰ نمایش‌نامه‌ها افول کمی و کیفی پیدا کردند، در میانه‌های دههٔ ۱۶۹۰ شاهد رشد کوتاه‌مدت در این عرصه به ویژه در سبک کمدی هستیم. کمدی‌هایی چون شیوهٔ دنیا (۱۷۰۰) اثر ویلیام کانگِریو، عودت (۱۶۹۶) و زن تحریک‌شده (۱۶۹۷) آثار جان ونبرو، «نرم‌تر» بودند و به زبان طبقهٔ میانی نزدیک‌تر بودند. این دست آثار بسیار با آثار اشرافی اغراق‌آمیز بیست سال پیش متفاوت بودند و مخاطبان گسترده‌تری را مورد هدف قرار می‌دادند. نمایش‌نامه‌نویسان دههٔ ۱۶۹۰ میلادی در انگلستان به دنبال جذب مخاطبان متفاوت به خصوص از طبقهٔ متوسط و زنان بودند. برای مثال آن‌ها جنگ بین دو جنس را از عشق‌های نهانی به ازدواج منتقل کردند تا مخاطبان بیشتری جذب کنند. در این دوره کمدی‌ها علاقهٔ کمتری به حکایت عشاق جوانی که پیرترها را فریب می‌دهند دارند و بیشتر تمرکزشان بر روابط زناشویی است.

#### دوران آگوستین (۱۷۵۰–۱۶۸۹)
ادبیات در طول سدهٔ ۱۸ میلادی بازتابی از جهان‌بینی عصر روشنگری بود: عصری که با رویکردی عقلایی و علمی به مسائل دینی، اجتماعی، سیاسی و اقتصادی مروج نگاهی سکولار به جهان و احساس پیشرفت و کمال‌گرایی است. فیلسوفان این دوره نظیر جان لاک و فرانسیس بیکن با الهام از کشفیات دانشمندان سدهٔ پیش مانند ایزاک نیوتون و نوشته‌های رنه دکارت راهبران این عصر شدند. آن‌ها می‌کوشیدند بر پایهٔ اصول معتبری که بر انسانیت، طبیعت و جامعه منطبق بود به اکتشاف و عمل بپردازند. این فلاسفه و دانشمندان در موارد متعدد به مراجع مذهبی و علمی، جزم‌اندیشی، نابردباری، سانسور و محدودیت‌های اقتصادی و اجتماعی می‌تاختند. آن‌ها دولت را وسیله‌ای مناسب و عقلانی برای پیشرفت می‌دانستند. عقل‌گرایی و شکاکیت افراطی در این عصر به‌طور طبیعی منتهی به دادارباوری شدند. بعدها همین مسائل موجب واکنش رومانتیسیسم گردیدند. دانشنامهٔ آنسیکلوپدی اثر دنی دیدرو تلخیصی از روح حاکم بر این عصر را جمع‌آوری کرده‌است.

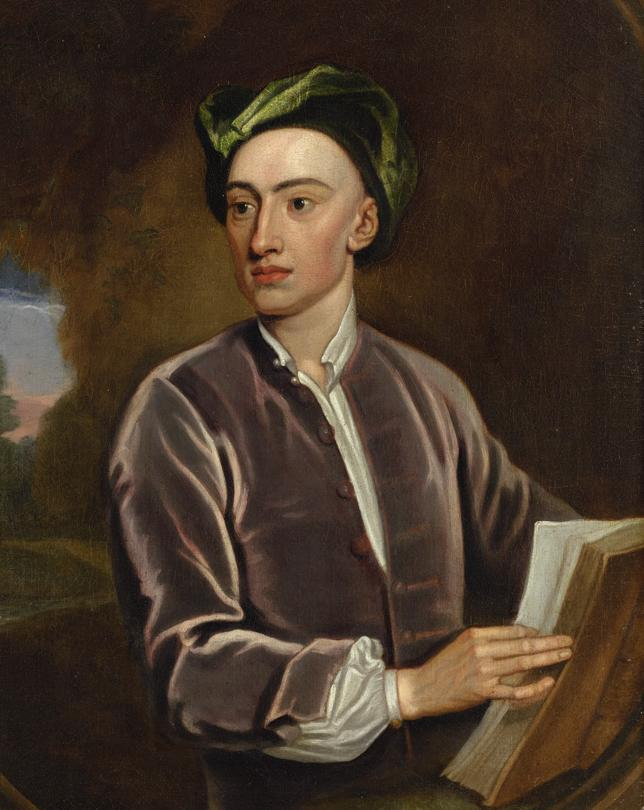
الکساندر پوپ

اصطلاح ادبیات آگوستین برگرفته از نویسندگان دهه‌های ۱۷۲۰ و ۱۷۳۰ میلادی است که به لقبی که شاه جرج اول به خود می‌داد پاسخ مثبت دادند. هر چند منظور جرج اول از این که نام آگوستوس امپراتور روم باستان را بر خود گذاشت این بود که قدرت خود را نشان دهد ولی آنچه مد نظر ادیبان این دوره بود گذر روم باستان از ادبیات خشن به ادبیات سیاسی و صیقل‌خورده بود. به دلیل همین تشابه بود که منتقدینی نظیر ولتر و الیور گلداسمیت که در سده ۱۸ می‌زیستند، دورهٔ بین سال‌های ۱۶۸۹ تا ۱۷۵۰ را «دوران آگوستین» نام گذاشتند. ادبیات این دوره آشکارا سیاسی است و کاملاً از محدودیت‌های خاص آگاه است. این عصر، عصر وفور و رسوایی است، عصر انرژی‌های شگرف و ابداع و هتک حرمت. عصری که مردمان انگلیسی، اسکاتلندی و ایرلندی با اقتصاد رو به گسترش، کم شدن محدودیت‌های تحصیل و شروع انقلاب صنعتی مواجه می‌شوند.
برجسته‌ترین شاعر این دوره الکساندر پوپ است. برتری پوپ تا اندازه‌ای به خاطر رویکرد روشن و نئوکلاسیک به مقولهٔ شعر و درگیری دائم با شاعران دیگر بود. این رویکرد در تضاد با شعر شدیداً ایده‌محور قرار داشت و پوپ در رقابت با شاعرانی نظیر امبروس فیلیپس بود. در همین زمان بود که جیمز تامسون، فصل‌ها را نوشت و ادوارد یانگ کتاب افکار شبانه را به رشتهٔ تحریر درآورد. همچنین در همین دوره شاهد رقابتی جدی حول الگوی مناسب برای ادبیات شبانی (پاستورال) هستیم. در حوزهٔ نقد شاهد شاعرانی هستیم که در مورد دکترین دکوروم به بحث و جدل می‌پردازند. منظور از دکوروم، یافتن واژه‌های مناسب برای حسی خاص به منظور دستیابی به بیانی است که با موضوع مطابق باشد. در همین زمان است که آثار حماسه مسخره نیز در اوج خود بودند. یورش به طره و دانسیاد که هر دو از آثار مهم پوپ هستند هنوز هم بهترین اشعار حماسه مسخره به زبان انگلیسی تلقی می‌شوند.
در نثر، نخستین بخش این دوره در سیطرهٔ مقاله‌نویسی بود. روزنامهٔ The Spectator (ناظر) که توسط جوزف ادیسون و ریچارد استیل چاپ می‌شد توانست با ایجاد مقاله‌های روزنامه‌ای در دنیای انگلیسی‌زبان، نقش یک تماشاچی جدا از دنیای انسان‌ها را بازی کند که می‌توانست بدون این که خواهان تغییر خاصی در دنیا باشد، روی آن تمرکز و اندیشه کند. مقاله‌های روزنامه‌ای موجب ابداع نوشته‌های ژورنالیستی شدند. در میان نوشته‌های مشهور این دوره می‌توان به «گزارش مباحثات مجلس سنای لیلیپوت» اثر ساموئل جانسون اشاره کرد. ساموئل جانسون (۱۷۸۴-۱۷۰۹) این نام را از آن جهت انتخاب کرده بود که بتواند جریان مباحث پارلمان را به نوع دیگری گزارش دهد زیرا در آن زمان انتشار مجدد گزارش‌های پارلمانی غیرقانونی بود. در این دوره رمان انگلیسی نیز که برای نخستین بار در همین عصر به وجود آمده بود تبدیل به یک گونهٔ مهم هنری شد. دانیل دفو (۱۷۳۱-۱۶۶۰) از دنیای ژورنالیسم و نوشتن احوال مجرمین برای مطبوعات رو به نگارش داستان‌های مجرمان خیالی آورد و آثاری چون رکسانا (۱۷۲۴) و مال فلاندرز (۱۷۲۱) را پدیدآورد. او همچنین سفرنامه‌ای خیالی از سفرهای الکساندر سلکریک به نام رابینسون کروزوئه (۱۷۱۹) نوشت. رمان در این عصر به شکل غیرمستقیم از تراژدی نمایشی تأثیر گرفت و در میانه‌های این سده نویسندگان زیادی رو به نگارش رمان آوردند.

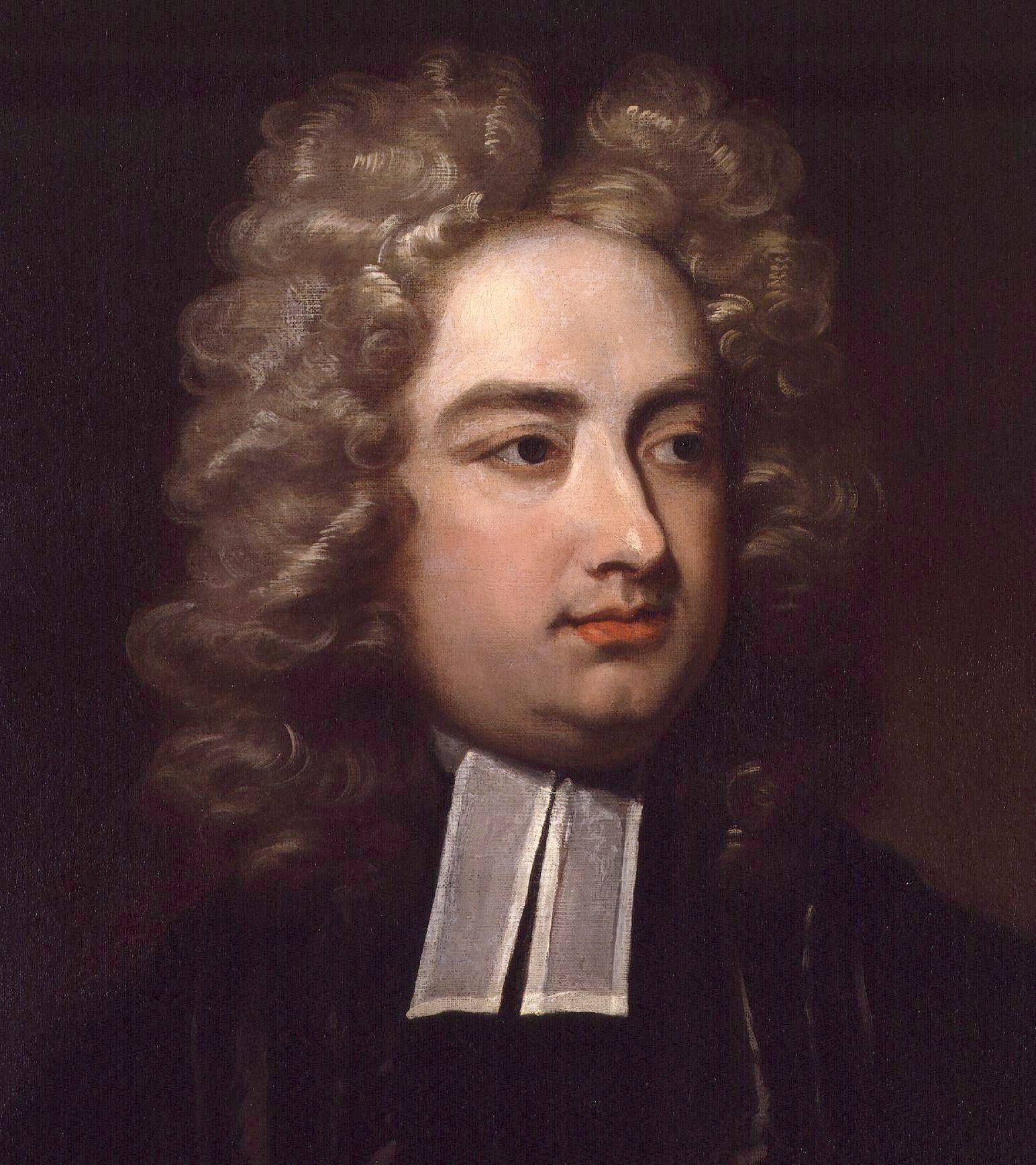
جاناتان سویفت

اگر ادیسون و استیل در یک گونه از نثر مهارت داشتند، جاناتان سویفت (۱۷۴۵-۱۶۶۷) در گونه‌ای دیگر مهارت داشت. نثر سویفت فارغ از آداب خاص و غیرمستقیم است و وضوح کلام وی در میان معاصرانش بی‌بدیل بود. او یکی از مشکوکان ژرف‌اندیش در مورد دنیای مدرن به‌شمار می‌رفت ولی در عین حال به شدت نسبت به نوستالژی بی‌اعتماد بود. او در گذشته انبوهی از دروغ و نخوت را می‌دید و در زمان حال، جنون نخوت و دروغ را. سویفت به لزوم بقای ارزش‌های مسیحی باور داشت ولی معتقد بود که این ارزش‌ها باید قوی و قطعی باشند و از چنگ سوءاستفاده‌کنندگان از دین و طرفداران ساده‌لوحشان به در آیند تا توسعه پیدا کنند. نگارش داستان یک تغار (۱۷۰۴) توسط سویفت تحلیل شکاکانهٔ وی در مورد ادعاهای دنیای مدرن را نشان می‌دهد. دیگر آثار متأخر وی مثل جنگ او با پاتریج منجم و بسیاری از حملات وی به حس فخرفروشی در سفرهای گالیور (۱۷۲۶) تنها کسانی را در امان گذاشت که دائماً در ترس و حقارت بودند. سویفت پس از «تبعید» به ایرلند با بی‌میلی شروع به دفاع از ایرلندی‌ها در برابر وحشی‌گری‌های استعمار کرد. یک پیشنهاد ملایم (۱۷۲۹) و نامه‌های دراپیر از آثار سویفت باعث بروز شورش‌ها و درگیری‌هایی در ایرلند شدند ولی سویفت که هیچ علاقه‌ای به کاتولیک‌های ایرلندی نداشت با سوءاستفاده‌ها و قساوتی که پیرامون خود می‌دید به شدت خشمگین می‌شد.
عرصهٔ نمایشنامه در نخستین سال‌های این دوره با آثار مهمی از جان ونبرو و ویلیام کانگریو همراه بود. کمدی دورهٔ بازگشت سلطنت توسط این نمایش‌نامه‌نویسان با کمی تغییر به دورهٔ جدید آمد. با این حال اکثر نمایش‌های این دوره لودگی‌های رمانتیک و تراژدی‌های بسیار جدی و خانگی بود. جرج لیلو (۱۷۳۹-۱۶۹۱) و ریچارد استیل (۱۷۲۹-۱۶۷۲) دست به خلق تراژدی‌های بسیار اخلاق‌مدار زدند که نگرانی‌ها و آمال شخصیت‌های آن‌ها از آروزها و باورهای طبقهٔ متوسط یا کارگر برمی‌آمد. این مسئله بازتابی از تغییر مخاطبین تئاتر در آن دوره است زیرا دیگر به حمایت‌های ملوکانه برای موفقیت نمایش نیازی نبود. به علاوه، کالی کیبر (۱۷۵۷-۱۶۷۱) و جان ریچ (۱۷۶۱-۱۶۹۲) بر سر به صحنه بردن اسپکتاکل‌ها (جلوه‌های ویژهٔ تئاتری) بزرگتر روی صحنه با هم به رقابت پرداختند. شخصیت دلقک به نمایش‌ها وارد شد و تئاتر پانتومیم پا به عرصهٔ نمایش گذاشت. این کمدی «سطح پایین» خیلی طرفدار پیدا کرد و نمایشنامه‌ها روی صحنه در درجه سوم اهمیت قرار گرفتند. مقبولیت اپرا در لندن در حالی رو به گسترش می‌رفت که مقاومت ادبی قابل توجهی در برابر این تهاجم ایتالیایی وجود داشت. این روند با تلاش‌هایی در جهت نوع جدیدی از کمدی شکسته شد. پوپ، جان آرباثنات (۱۷۳۵-۱۶۶۷) و جان گی (۱۷۳۲-۱۶۸۵) با نمایشنامه‌ای به نام سه ساعت پس از ازدواج (۱۷۱۷) به میدان آمدند ولی شکست خوردند. با این حال در سال ۱۷۲۸ جان گی با اپرای گدا به تئاتر بازگشت. این اپرا به زبان انگلیسی بود و داستان جک شپارد و جاناتان وایلد را بازگو می‌کرد ولی به نظر می‌رسید که اثر وی تمثیلی مبتنی بر اثر رابرت والپول و کارگردانان شرکت دریای جنوب بود لذا جلوی نمایش آن را گرفتند. تصویب قانون مجوز نمایشنامه در ۱۷۳۷ ناگهان بسیاری از نمایش‌نامه‌ها را با ممنوعیت مواجه کرد و در نتیجه تئاترها بار دیگر تحت نظر حکومت قرار گرفتند.
تصویب قانون مجوز نمایشنامه باعث شد بسیاری از نمایش‌نامه‌نویسان برجسته رو به نوشتن رمان بیاورند. وقتی که هنری فیلدینگ (۱۷۵۴-۱۷۰۷) دریافت که نمایش‌نامه‌هایش نمی‌توانند از تیغ سانسور جان سالم به در ببرند شروع به نوشتن نثر طنزآمیز و رمان آورد. هنری بروک (۱۷۸۳-۱۷۰۳) هم رو به رمان آورد. در همین زمان ساموئل ریچاردسون (۱۷۶۱-۱۶۸۹) با نوشتن رمان پاملا یا پاداش پاکدامنی (۱۷۴۰) سعی کرد با آثار زیانبار رمان‌ها مبارزه کند. هنری فیلدینگ با نوشتن دو اثر به نام‌های شاملا (۱۷۴۱) و جوزف اندروز (۱۷۴۲) به پوچی این اثر حمله کرد و بعدها با نگارش تام جونز (۱۷۴۹) به جنگ کلاریسا (۱۷۴۸) اثر ریچاردسون رفت. هنری مکنزی (۱۸۳۱-۱۷۴۵) رمان مرد احساساتی (۱۷۷۱) را نوشت و به‌طور غیرمستقیم آغازگر رمان عاطفی شد. لورنس استرن (۱۷۶۸-۱۷۱۳) با رویکرد خاص خود مبنی بر امکان‌ناپذیر بودن زندگی‌نامه (که مدل بسیاری از رمان‌ها تا آن زمان بود) و ادراک دست به نگارش تریسترام شندی (۱۷۵۹) زد. این در حالی بود که بدگوی منتقد وی به نام توبیاس اسمولت (۱۷۷۱-۱۷۲۱) سبک رمان رندنامه را در آثار خود توسعه داد. هر کدام از این رمان‌ها تفاوت زیادی از لحاظ فرم و تم با دیگری دارند. رمان‌نویسان در حال گفتگو و رقابت با هم بودند. می‌توان گفت در این انفجار خلاقیت، این گونهٔ نثر به ژانر متنوع و مختلف از لحاظ فرم درآمد. ماندگارترین تأثیرات این تجربه‌های نگارشی را می‌توان در رئالیسم روان‌شناسی ریچاردسون، لحن جادویی فیلدینگ و حساسیت بروک دید.

#### دوران عطوفت (۱۷۹۸–۱۷۵۰)

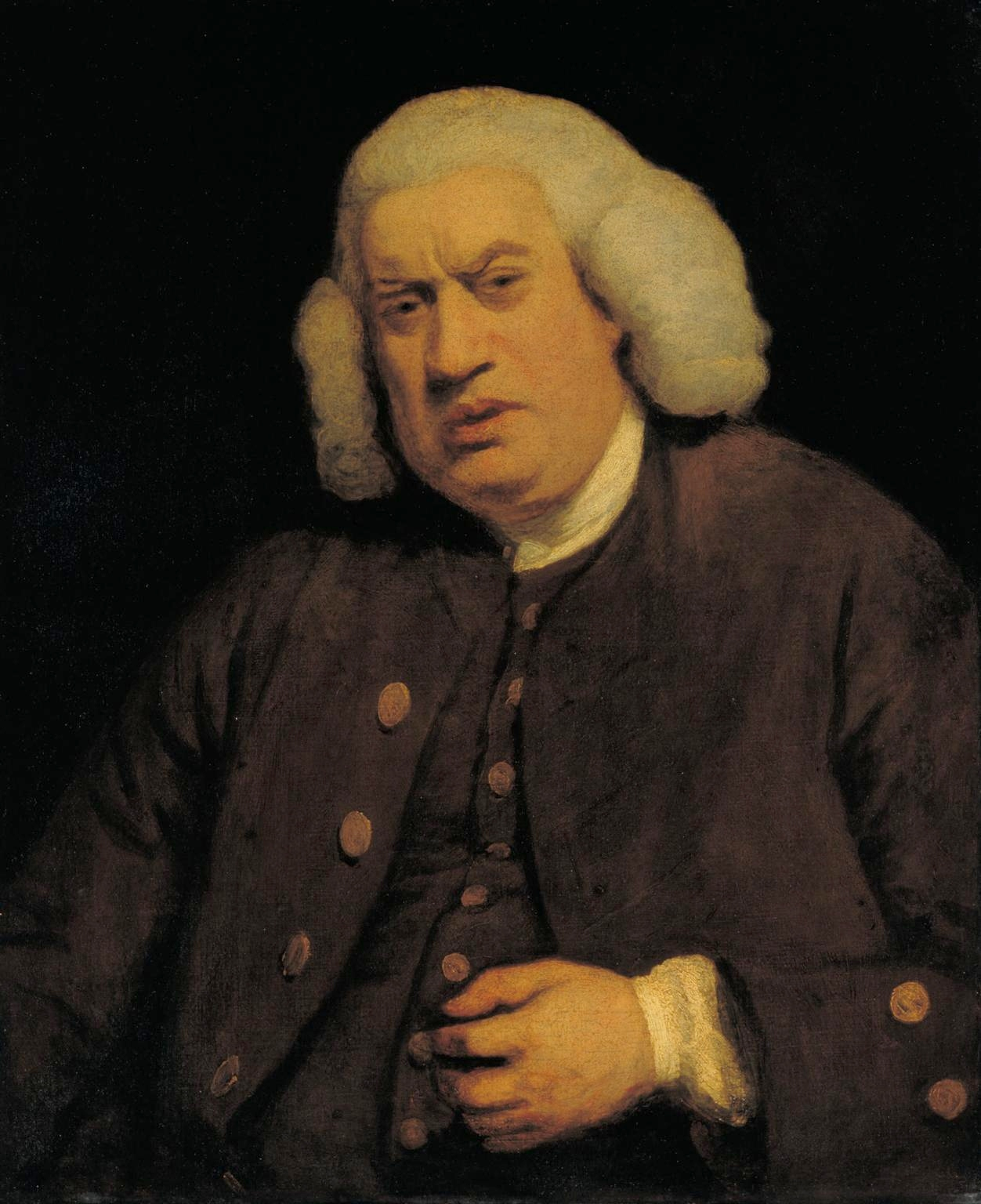
ساموئل جانسون

در ادبیات انگلیسی به این دوران «عصر جانسون» هم می‌گویند. ساموئل جانسون (۱۷۸۴-۱۷۰۹) که با عنوان دکتر جانسون هم شناخته می‌شود، نویسنده‌ای بود که در قالب یک شاعر، مقاله‌نویس، معلم اخلاق، منتقد ادبی، زندگی‌نامه‌نویس، ویراستار و فرهنگ‌نویس خدمات جاودانه‌ای به زبان انگلیسی کرد. جانسون را به عنوان «شناخته‌شده‌ترین ادیب تاریخ زبان انگلیسی» می‌شناسند. همچنین وی موضوع بسیاری از کتاب‌هایی بوده که تنها به شرح زندگی‌نامهٔ وی پرداخته‌اند؛ از آن میان می‌توان به کتاب جیمز بازوِل با عنوان زندگی ساموئل جانسون (۱۷۹۱) اشاره کرد. در میان آثار نخستین وی، دیوان اشعار «لندن» و تأثیرگذارترین شعر وی «پوچی آمال انسانی» (۱۷۴۹) از شهرت زیادی برخوردارند. هر دو اثر بر مبنای هجویات جوونال سروده شده‌اند. جانسون پس از ۹ سال کار و تلاش توانست کتاب فرهنگ زبان انگلیسی را در سال ۱۷۵۵ منتشر کند. این کتاب به قدری بر زبان انگلیسی نوین تأثیرگذار بود که از آن به عنوان «یکی از بزرگ‌ترین دستاوردهای پژوهشی» نام برده‌اند. این اثر برای جانسون حامل موفقیت و شهرت بود. کتاب فرهنگ زبان انگلیسی جانسون تا ۱۷۳ سال بعد که فرهنگ زبان انگلیسی آکسفورد منتشر شد، به عنوان اصلی‌ترین فرهنگ در بریتانیا به‌شمار می‌رفت. آثار بعدی وی شامل چند مقاله، یک ویرایش حاشیه‌نویسی شده بر نمایشنامه‌های ویلیام شکسپیر (۱۷۶۵) و داستان بسیار خوانده‌شده‌ای به نام راسلاس (۱۷۵۹) می‌باشند. در سال ۱۷۶۳ با جیمز بازول آشنا شد و بعدها همراه وی به اسکاتلند سفر کرد. جانسون این سفر را در کتابی با عنوان سفری به جزایر غربی اسکاتلند (۱۷۸۶) شرح داده‌است. وی در اواخر عمر خود کتابی حجیم و تأثیرگذار با عنوان زندگی برجسته‌ترین شاعران انگلیسی (۸۱-۱۷۷۹) منتشر کرد، مجموعه‌ای مشتمل بر زندگی‌نامه و ارزیابی شاعران انگلیسی‌زبان در سده‌های ۱۷ و ۱۸ میلادی. جانسون با خلق آثاری چون «فرهنگ زبان انگلیسی، نسخه‌ای از آثار شکسپیر و زندگینامه شاعران، به ایجاد چیزی که امروز به عنوان ادبیات انگلیسی می‌شناسیم کمک شایان توجهی کرد.»
نیمهٔ دوم سده ۱۸ میلادی شاهد ظهور نویسندگان ایرلندی مشهوری به نام‌های الیور گلداسمیت (۷۴-۱۷۲۸)، ریچارد برینزلی شریدان (۱۸۱۶-۱۷۵۱) و لارنس استرن (۶۸-۱۷۱۳) بود. گلداسمیت در سال ۱۷۵۶ در لندن سکنی گزید و رمان کشیش ویکفیلد (۱۷۶۶)، یک شعر شبانی به نام دهکدهٔ متروک (۱۷۷۰) و دو نمایشنامه با عناوین مرد خوش‌ذات (۱۷۶۸) و She Stoops to Conquer (او با خاکساری پیروز می‌شود) (۱۷۷۳) را از خود بر جای گذاشت. «او با خاکساری پیروز می‌شود» موفقیت بزرگی بود به‌طوری‌که هنوز هم اجرا می‌شود. شریدان در دوبلین در خانواده‌ای که صبغهٔ ادبی و نمایشی قدرتمندی داشت به دنیا آمد. خانوادهٔ شریدان در دهه ۱۷۵۰ به لندن مهاجرت کردند. نخستین نمایشنامهٔ وی با عنوان رقبا (۱۷۷۵) در کاونت گاردن به نمایش درآمد و سریعاً به موفقیت و شهرت رسید. شریدان با آثاری چون مدرسۀ رسوایی و منتقد به سرعت تبدیل به مهم‌ترین نمایش‌نامه‌نویس اواخر سدهٔ ۱۸ شد. گلداسمیت و شریدان به کمدی عاطفی تئاتر سده ۱۸ واکنش منفی نشان دادند و در قبال آن نمایش‌هایی نزدیک به سبک کمدی دوره بازگشت نگاشتند. استرن رمان مشهور خود به نام زندگی و عقاید آقای تریسترام شندی را در چند قسمت بین سال‌های ۱۷۵۹ و ۱۷۶۷ به رشتهٔ تحریر درآورد.
رمان سانتیمانتال یا رمان عاطفی، ژانری بود که در نیمهٔ دوم سده ۱۸ میلادی جان گرفت. در این نوع رمان شاهد برجستگی مفاهیم عاطفی و عقلانیِ مربوط به احساسات، سانتیمانتالیسم و ادراک هستیم. سانتیمانتالیسم، که نباید با ادراک اشتباه گرفته شود، گرایشی در شعر و نثر اوایل سده ۱۸ میلادی بود که در واکنش به عقل‌گرایی دوران آگوستن به وجود آمد. رمان‌های سانتیمانتال بر واکنش‌های عاطفی خوانندگان و شخصیت‌های داستان تکیه داشتند. در این رمان‌ها شاهد اندوه و دلسوزی هستیم و پیرنگ داستان به جای پیشبرد حرکت و عمل بر پیشبرد عواطف استوار است. در نتیجه شاهد تشجیع «احساس خوب» و «نمایش شخصیت‌ها به عنوان مدل‌هایی برای تأثیر عاطفی احساسی پالوده» خواهیم بود. این‌طور تصور می‌شد که توانایی نمایش احساسات باعث نمایش شخصیت و تجربه می‌شده و به روابط و زندگی اجتماعی شکل می‌دهد. از میان مشهورترین آثار سانتیمانتال می‌توان به پاملا، یا پاداش پاکدامنی (۱۷۴۰) اثر ساموئل ریچاردسون، کشیش ویکفیلد (۱۷۶۶) اثر الیور گلداسمیت، تریسترام شندی (۶۷-۱۷۵۹) و سفری سانتیمانتال (۱۷۶۸) از لارنس استرن، The Fool of Quality (۷۰-۱۷۶۵)اثر هنری بروک، مرد احساساتی (۱۷۷۱) اثر هنری مکنزی و قصر رکرنت (۱۸۰۰) از ماریا اجوورث.
ژانر دیگری نیز از رمان در این عصر توسعه یافت. فرانسیس برنی (۱۸۴۰-۱۷۵۲) در سال ۱۷۷۸ اِولینا را نوشت که یکی از نخستین رمان‌های آداب به‌شمار می‌رود. بخش اعظم رمان اولینا شامل آداب سلوک اجتماعی در اماکن عمومی و خصوصی است. این نوع ژانر در دیگر رمان‌هایی که در آغاز سده ۱۹ میلادی مورد توجه قرار داشتند بازتاب داشت به‌ویژه در آثار جین آستن. رمان‌های برنی بی‌شک «مورد تحسین و لذت جین آستن قرار داشتند».
جنبش رمانتیک در ادبیات انگلیسی که در سال‌های آغازین سده ۱۹ میلادی شکل گرفت در شعر سده ۱۸، رمان گوتیک و رمان احساسی ریشه داشت. همچنین این فهرست شامل شاعران گورستان نیز می‌شود. شاعران گورستان تعدادی شاعر انگلیسی پیشا-رمانتیک بودند که در دهه‌های ۱۷۴۰ و بعد از آن به فعالیت پرداختند. آثار آن‌ها با شاخصه‌هایی چون تعمقاتی اندوه‌بار در مورد مرگ، «اسکلت سر، تابوت، نوشته‌های روی سنگ قبر، کرم» و هر آنچه در گورستان وجود دارد همراه بود. بعدها شاعران این سبک، احساس علاقه به چیزهای «برین» و رمزآلود و دلبستگی به فرم‌های شاعرانهٔ باستانی انگلیسی و ترانه‌های محلی را افزودند. از این شاعران با عنوان پیشروان ژانر گوتیک نام برده می‌شود. شاعران این سبک‌ها عبارتند از: توماس گِری (۷۱-۱۷۱۶) که شعر وی با عنوان مرثیه‌ای که در گورستان یک کلیسا نوشته شد (۱۷۵۱) «بهترین محصول شناخته‌شده برای این نوع احساسات است»؛ ویلیام کوپر (۱۸۰۰-۱۷۳۱)؛ کریستوفر اسمارت (۷۱-۱۷۲۲)؛ تامس چترتون (۷۰-۱۷۵۲)؛ رابرت بلر (۱۷۴۶-۱۶۹۹)، صاحب اثر گور (۱۷۴۳) «که وحشت قبر را روایت می‌کند»؛ و ادوارد یانگ (۱۷۶۵-۱۶۸۳) که اثر وی با نام شکایت یا افکار شبانه در مورد زندگی، مرگ و جاودانگی (۴۵-۱۷۴۲) «نمونهٔ دیگری از ژانر گورستان می‌باشد». دیگر پیشروان رمانتیسیسم، دو شاعر به نام‌های جیمز تامسون (۴۸-۱۷۰۰) و جیمز مکفِرسون (۹۶-۱۷۳۶) می‌باشند.

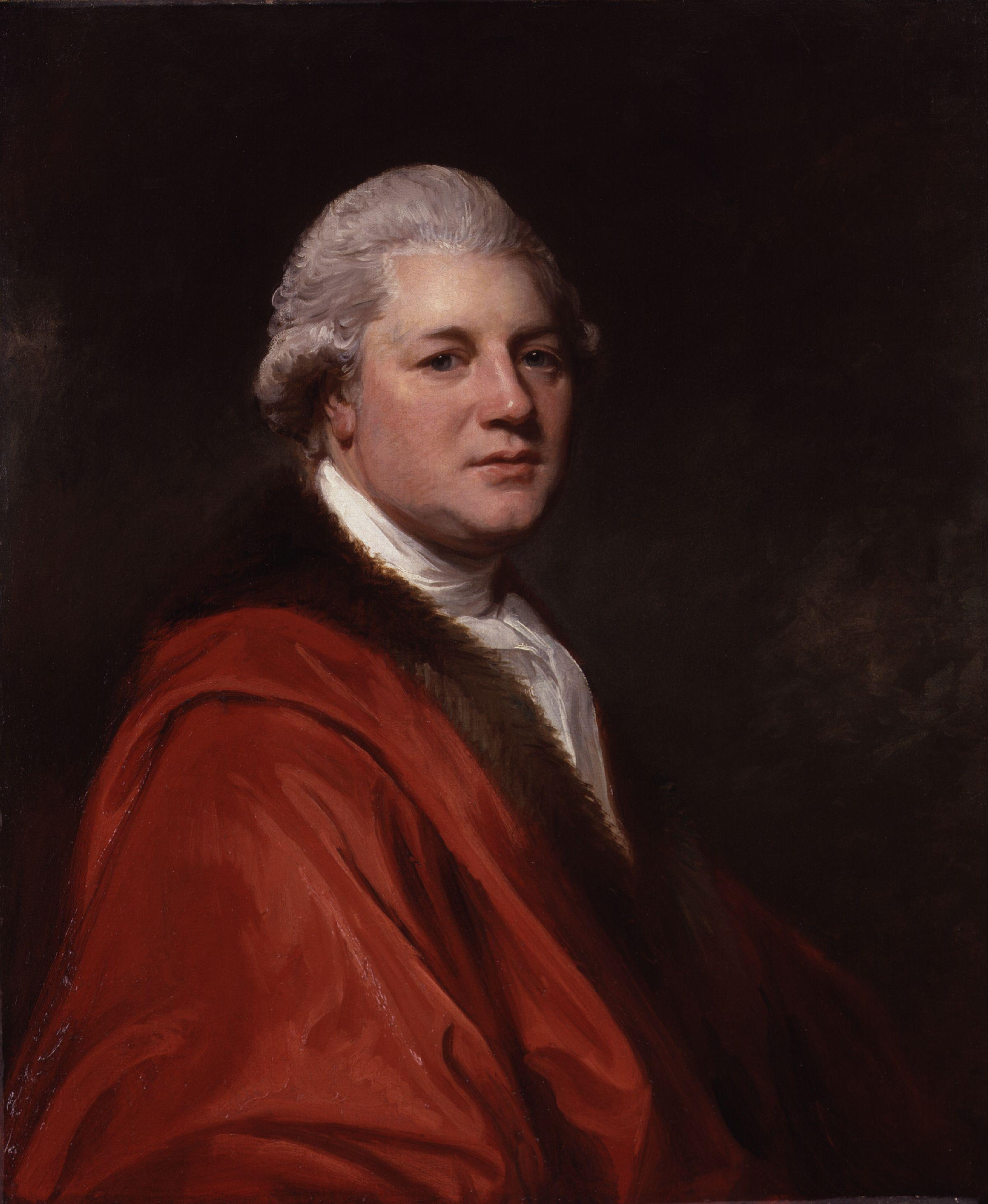
جیمز مکفرسون

جیمز مکفِرسون (۹۶-۱۷۳۶) نخستین شاعر اسکاتلندی بود که توانست به شهرتی جهانی دست یابد. او با این ادعا که به نسخه‌هایی از اوسیان شاعر باستانی دست یافته‌است، دست به انتشار ترجمه‌هایی از آن نسخه‌ها زد که برایش شهرت بین‌المللی به بار آورد تا حدی که آن را معادل سلتیک شعرهای حماسی کلاسیک دانستند. فینگال که در سال ۱۷۶۲ نوشته شد، به چندین زبان اروپایی ترجمه شد. تقدیر از زیبایی طبیعی در این اثر و شیوهٔ رفتار با یک اسطورهٔ باستانی بیش از هر اثر دیگری که در جنبش رمانتیک اروپا نمودار شد مورد ستایش قرار گرفت. این اثر در ادبیات آلمان روی یوهان گوتفرید فون هردر و یوهان ولفگانگ گوته تأثیر گذاشت. همچنین این اثر در فرانسه از طریق شکل‌هایی که شامل ناپلئون می‌شدند شهرت یافت. سرانجام مشخص شد که این اشعار ترجمه‌های مستقیمی از زبان گالی نیستند بلکه اقتباس‌های خوش‌فرمی هستند که برای مذاق هنری مخاطبان صیقل خورده‌اند. رابرت برنز (۹۶-۱۷۵۹) و والتر اسکات (۱۸۳۲-۱۷۷۱) به‌شدت تحت تأثیر چرخهٔ اوسیان قرار داشتند.
مهم‌ترین تأثیرگذاران خارجی بر ادبیات انگلیسی در این دوره سه آلمانی به نام‌های گوته، شیلر، آوگوست ویلهلم فن اشلگل و فیلسوف و نویسندهٔ فرانسوی، ژان ژاک روسو (۷۸-۱۷۱۲) بودند. کتاب جستجویی فلسفی به دنبال ریشه تفکراتمان در مورد امر والا و امر زیبا (۱۷۵۷) اثر ادموند برک یکی دیگر از آثار تأثیرگذار بر این دوره است. تغییر مناظر طبیعی که در پی انقلاب‌های صنعتی و کشاورزی رخ داد به همراه گسترش شهرها و خالی شدن روستاها یکی دیگر از موارد تأثیرگذار بر رشد جنبش رمانتیک در بریتانیا بود. وضعیت بد کارگران، درگیری‌های جدید بین طبقات اجتماعی و آلودگی هوا واکنش‌هایی را علیه شهرگرایی و صنعتی‌شدن به دنبال داشت و تأکید نوینی بر زیبایی و ارزش طبیعت به همراه داشت.
در اواخر سده ۱۸ میلادی هورس والپول رمان قصر اوترانتو را در سال ۱۷۶۴ نوشت که باعث شکل‌گیری ژانر رمان گوتیک شد که حاصل ترکیب عناصر ترس و رمانس بود. آن رادکلیف، رمان‌نویس پیشروی سبک گوتیک شخصیت تهدیدآمیز تبه‌کار گوتیک را خلق کرد که بعدها تبدیل به قهرمانی بایرونی شد. از مشهورترین و تأثیرگذارترین اثر وی به نام اسرار اودولفو (۱۷۹۵) غالباً به عنوان نمونهٔ اصلی رمان گوتیک نام برده می‌شود. واثق (۱۷۸۶) اثر ویلیام بکفورد و راهب (۱۷۹۶) اثر متیو لوییس از دیگر آثار مشهور نخستین هستند که در ژانر گوتیک و وحشت نوشته شده‌اند. نخستین داستان‌های کوتاه زبان انگلیسی در پادشاهی متحد بریتانیا داستان‌های گوتیک مثل «روایت چشمگیر» ریچارد کامبرلند به نام مسموم‌کنندهٔ مونترموس (۱۷۹۱) بود.

## ادبیات در سده ۱۹

### دوران رمانتیسم (۱۸۳۷–۱۷۹۸)
رمانتیسم جنبشی فکری، ادبی و هنری بود که اواخر سدهٔ ۱۸ میلادی در اروپا آغاز شد. تاریخ‌های مختلفی برای تعیین ابتدا و انتهای دوران رمانتیسم در ادبیات انگلیسی وجود دارد. در این‌جا انتشار دیوان Lyrical Ballads (چکامه‌های غنایی) در سال ۱۷۹۸ به عنوان آغاز این دوره و تاجگذاری ملکه ویکتوریا در سال ۱۸۳۷ به عنوان پایان دوران رمانتیسم فرض می‌شود. با این حال باید این نکته‌ها را نیز مد نظر داشت که برای مثال ویلیام وردزورث تا سال ۱۸۵۰ زیست و ویلیام بلیک آثارش را پیش از ۱۷۹۸ منتشر کرد. با این حال نویسندگان این دوره خود را رمانتیک نمی‌خواندند زیرا این اصطلاح بعدها توسط منتقدین دوران ویکتوریایی ابداع شد. رمانتیسم بعدها به دیگر نقاط دنیای انگلیسی‌زبان نیز رسید.
دوران رمانتیسم هم‌زمان بود با یکی از بزرگ‌ترین تغییرات اجتماعی در انگلستان. در آن هنگام حومهٔ شهرها از سکنه خالی می‌شدند و به سرعت به جمعیت شهرها اضافه می‌شد. این حرکت سریع بین سال‌های ۱۷۵۰ تا ۱۸۵۰ رخ داد. جابه‌جایی این مقدار مردم در انگلستان دو دلیل عمده داشت: انقلاب کشاورزی که باعث حصارکشی زمین‌ها شد و کارگران را از زمین‌های کشاورزی بیرون کرد و انقلاب صنعتی که آن‌ها را «در کارخانه‌ها و آسیاب‌هایی که توسط ماشین‌های بخار کار می‌کردند» به کار گرفت. در واقع رمانتیسم را می‌توان واکنشی به انقلاب صنعتی دانست؛ با این حال این حرکت قیامی علیه هنجارهای اشرافی، اجتماعی و سیاسی عصر روشنگری و همچنین واکنشی به عقلانی شدن علمی طبیعت نیز به‌شمار می‌رود. انقلاب فرانسه نیز تا حد زیادی بر تفکرات سیاسی شاعران رمانتیک انگلستان تأثیر گذاشت.
نقش مناظر طبیعی در شعر این دوره از جایگاه ویژه‌ای برخوردار است تا حدی که شاعران این دوره به خصوص وردزورث را به عنوان «شاعران طبیعت» می‌شناسند. با این حال هر چه که این اشعار رمانتیک طبیعت طولانی‌تر می‌شدند دایرهٔ موضوعشان نیز گسترده‌تر می‌شد و به تأملاتی بر «مشکلات عاطفی یا بحران‌های روحی» تبدیل می‌شدند.

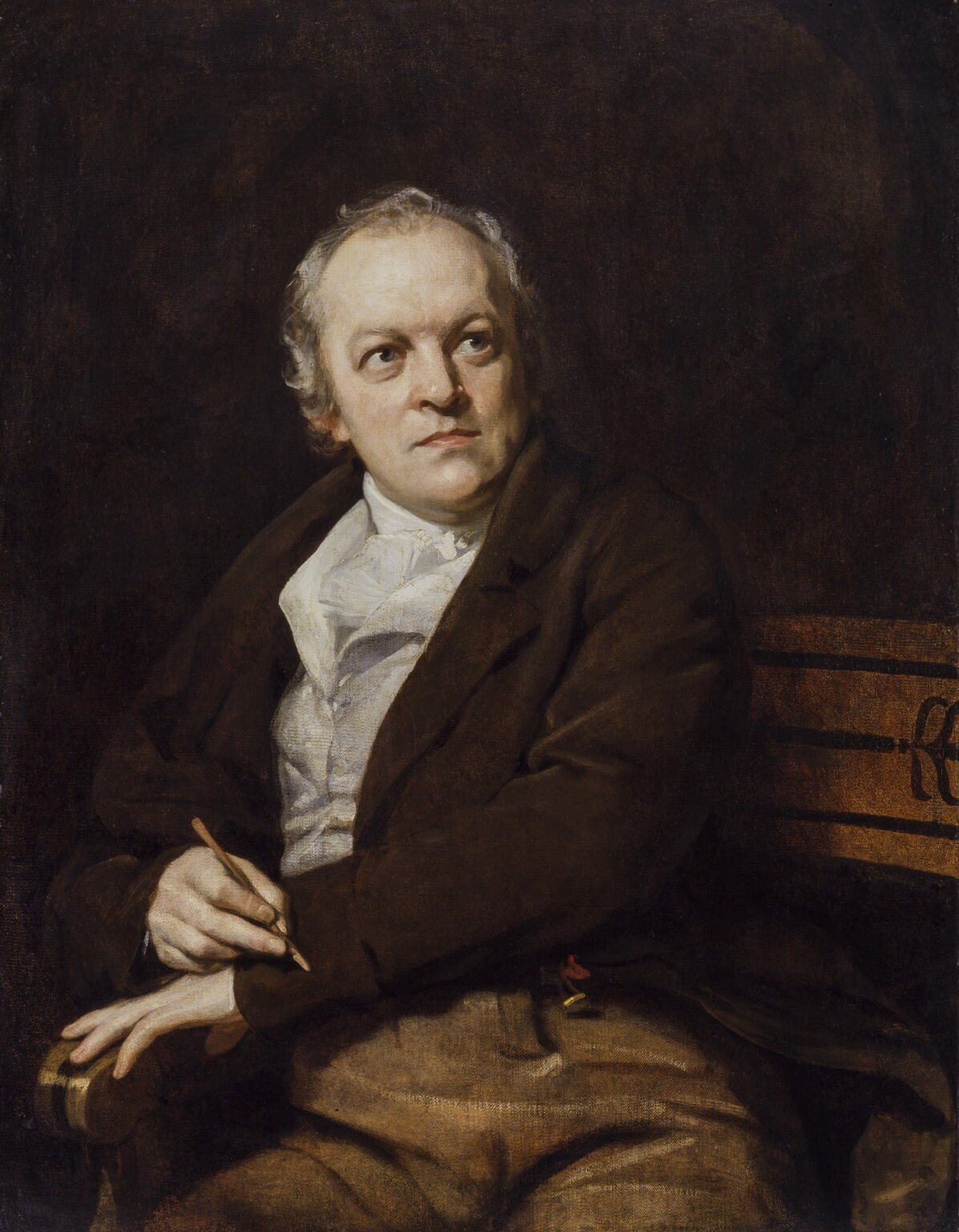
ویلیام بلیک یکی از اصلی‌ترین شاعران و هنرمندان تجسمی عصر رمانتیسم بود.

رابرت برنز (۹۶-۱۷۵۹) از پیشگامان جنبش رمانتیک به‌شمار می‌رود به‌طوری‌که پس از مرگ تبدیل به نمادی فرهنگی در اسکاتلند شد. برنز در کنار سرایش شعر به گردآوری ترانه‌های محلی از اقصی نقاط اسکاتلند می‌پرداخت و غالباً آن‌ها را اصلاح می‌کرد و به اقتباس از آن‌ها دست می‌زد. دیوان اشعار وی که بیشتر به لهجهٔ اسکاتلندی سروده شده در سال ۱۷۸۶ منتشر شد. از اشعار و ترانه‌های برنز که در تمام دنیا شناخته‌شده هستند می‌توان به این عناوین اشاره کرد: «Auld Lang Syne» (روزهای رفته)، «A Red, Red Rose» (گل سرخ سرخ)، «A Man's A Man for A' That", "To a Louse» (خطاب به یک شپش)، «To a Mouse» (خطاب به یک موش)، «The Battle of Sherramuir» (نبرد شرامویر)، «Tam o' Shanter» (تام بدشانس)، و «Ae Fond Kiss» (فقط یک بوسهٔ گرم)
ویلیام بلیک (۱۸۲۷-۱۷۵۷) شاعر، نقاش و چاپگری بود که جزو نخستین شاعران عصر رمانتیسم به‌شمار می‌رود. بلیک در طول عمر خود به دلیل نداشتن ارتباط با جریانات ادبی اصلی زمان خویش ناشناخته بود اما هم‌اکنون وی را به عنوان یکی از اصلی‌ترین شاعران و هنرمندان تجسمی عصر رمانتیسم می‌شناسند. هر چند که معاصران بلیک به دلیل دیدگاه‌های خاص وی او را دیوانه می‌پنداشتند اما بعدها منتقدان به خاطر نوع بیان و خلاقیت و هم‌چنین به دلیل مفاهیم فلسفی و عرفانی که در لایه‌های زیرین آثار وی وجود داشت او را ستودند. از جمله آثار مهم وی می‌توان به این موارد اشاره کرد: ترانه‌های معصومیت (۱۷۸۹)، ترانه‌های تجربه (۱۷۹۴)، و آثار عمیق و پیشگویی‌های سختی همچون تصورات دختران آلبیون (۱۷۹۳)، کتاب یوریزن (۱۷۹۴)، میلتون (۱۱-۱۸۰۴) و اورشلیم، تجلی آلبیون غول (۲۰-۱۸۰۴).
نخستین رمانتیک‌ها پس از بلیک، گروه دوستی کوچکی به نام شاعران لِیک بودند که از چند شاعر به نام‌های ویلیام وردزورث (۱۸۵۰-۱۷۷۰)، ساموئل تیلور کالریج (۱۸۳۴-۱۷۷۲)، رابرت ساوتی (۱۸۴۳-۱۷۷۴) و روزنامه‌نگاری به نام تامس د کوئینسی (۱۸۵۹-۱۷۸۵) تشکیل شده بود. با این حال مشهورترین شاعر آن زمان والتر اسکات (۱۸۳۲-۱۷۷۱) نام داشت. اسکات با سرودن شعر روایی بلندی با عنوان ترانهٔ آخرین خنیاگر در سال ۱۸۰۵ به سرعت به شهرت و موفقیت دست یافت. سه سال بعد با شعر حماسی مارمیون موفقیت خود را تضمین کرد. هر دو اثر راوی داستان‌های خیالی از دوران اسکاتلند کهن هستند.

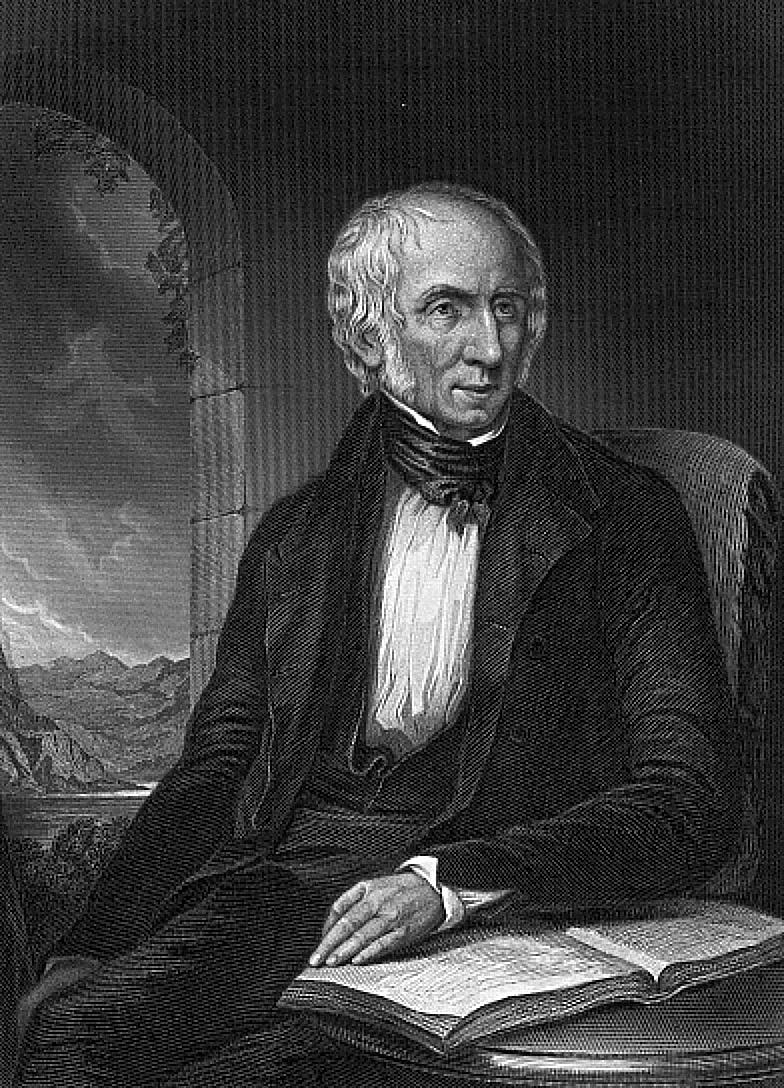
ویلیام وردزورث

نخستین شاعران رمانتیک نوع جدیدی از گرایش به احساسات و درون‌گرایی را با خود به ارمغان آوردند. ظهور آن‌ها در «پیشگفتار» چکامه‌های غنایی (۱۷۸۹) یعنی نخستین بیانیهٔ رمانتیک ادبیات انگلیسی اعلام شد. وردزورث در این پیشگفتار عناصر گونهٔ جدیدی از چامه‌سرایی را توضیح می‌دهد که مبتنی بر «زبان واقعی بشر» هستند و از کاربرد بیان شاعرانهٔ حاکم بر بخش اعظم سده ۱۸ میلادی ابا دارند. وردزورث در این متن تعریفی از شعر ارائه می‌دهد که بعدها بسیار مشهور شد: شعر «طغیان بی‌اختیار احساسات نیرومندی» است که «ریشه در عواطف به‌دست آمده در آرامش دارند.» بیشتر شعرهای موجود در دیوان افسانه‌های غنایی توسط وردزورث سروده شده‌اند؛ با این حال یکی از مهم‌ترین اشعار ادبیات انگلیسی در این کتاب به نام «چامهٔ دریانورد کهن» توسط کولریج سروده شده‌است. این شعر بلند، داستان تراژدی ملوانی را روایت می‌کند که از میانهٔ دریاهای جنوب و مجموعه‌ای از حوادث ماوراءالطبیعه عبور کرده و در پایان مرغ دریایی عظیمی به نام آلباتروس را می‌کشد. قتل این موجود معنای نمادین مهمی دارد. آثار مهم دیگر کولریج عبارتند از: «کوبلاخان»، «بشمهٔ نیمه‌شب»، «افسردگی: یک قصیده»، «کریستابل» و اثر منثوری به نام بیوگرافیا لیتراریا. نقد وی بر آثار شاعران دیگر به خصوص شکسپیر بسیار تأثیرگذار بود و به معرفی فلسفهٔ ایدئالیسم آلمانی به دنیای انگلیسی‌زبانان کمک کرد. آثار کولریج، وردزورث و کارلایل از طریق امرسون تأثیر شدیدی بر فلسفهٔ آمریکایی تعالی‌گرایی داشتند. از میان مهم‌ترین آثار وردزورث می‌توان به «مایکل»، «ابیاتی که چند مایل بالاتر از صومعهٔ تینترن سروده شدند» (معروف به: صومعهٔ تینترن)، «تصمیم و استقلال»، «قصیده: اشاراتی به ابدیت در خاطرات کودکی»، و خودزندگی‌نامهٔ بلند حماسی به نام پیش‌درآمد اشاره کرد. نگارش پیش‌درآمد در سال ۱۷۹۹ آغاز شد اما پس از مرگ شاعر در سال ۱۸۵۰ منتشر گردید. شعر وردزورث از آن جهت ارزشمند است که وی «سلسله مراتب سنتی ژانرها، موضوعات و سبک‌ها را با ستایش زندگی روستایی و بی‌تجمل معکوس کرد و به‌طور کلی آن را به موضوع اصلی و وسیلهٔ شاعرانگی درآورد». به قول کولریج ترسیم موضوعات آشنا و پیش‌پاافتاده در بیان وردزورث در خواننده «حسی تازه» را بیدار می‌کند.
رابرت ساوتی (۱۸۴۳-۱۷۷۴) یکی دیگر از شاعران «لیک» بود که از سال ۱۸۱۳ تا ۱۸۴۳ به مدت ۳۰ سال ملقب به ملک‌الشعرا بود. با این حال شهرت وی همیشه تحت‌الشعاع هم‌عصران و دوستانش مثل ویلیام وردزورث و ساموئل تیلور کولریج قرار داشت. تامس د کوئینسی (۱۸۵۹-۱۷۵۸) مقاله‌نویس انگلیسی بود که به خاطر نوشتن اعترافات یک انگلیسی تریاک‌خوار (۱۸۲۱) که شرحی از تأثیر مصرف شربت تریاک بر او و زندگی‌اش است مشهور شد. ویلیام هزلیت (۱۸۳۰-۱۷۷۸) که دوست کولریج و وردزورث بود یکی دیگر از مقاله‌نویسان مهم آن زمان است که حتی امروزه نیز به دلیل نقدهای ادبی خود به خصوص بر شخصیت‌های نمایشنامه‌های شکسپیر (۱۸-۱۸۱۷) نام‌آور است.

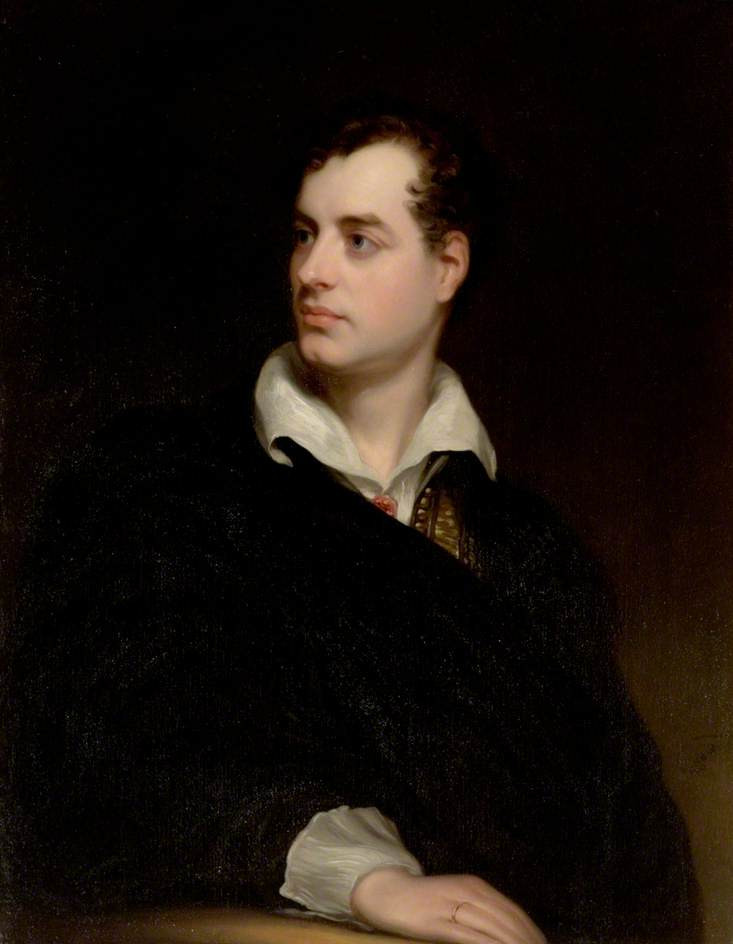
لرد بایرون

دومین نسل شاعران رمانتیک انگلستان شامل لرد بایرون (۱۸۲۴-۱۷۸۸)، پرسی بیش شلی (۱۸۲۲-۱۷۹۲) و جان کیتس (۱۸۲۱-۱۷۹۵) می‌شد. با این حال بایرون همچنان تحت تأثیر هجونویسان سدهٔ ۱۸ بود و شاید بتوان گفت که او از دو نفر یادشده کمتر رمانتیک بود و «هوش درخشان پوپ را به آنچه وی نظام شاعرانگی اشتباه هم‌عصران خود خطاب می‌کرد» ترجیح می‌داد. بایرون با آثار خود که به نمایش خشونت و درام موقعیت تاریخی و نامتعارف آن زمان می‌پرداخت در سطح اروپا نفوذ و شهرت هنگفتی یافت. گوته بایرون را «بلاشک بزرگ‌ترین نابغهٔ سدهٔ ما» خطاب کرد. سفر وی به اروپا منتج به نگارش دو بخش از سفر زیارتی چایلد هارولد (۱۸۱۲) شد. هر چند این اثر حماسه-مسخره در مورد ماجراهای مرد جوانی است که به اروپا می‌رود اما در عین حال هجو تیزی علیه جامعهٔ لندن آن روزگار هم بود. این شعر عناصری دارد که آن را شبیه به خودزندگی‌نامه‌ای از بایرون نموده زیرا وی در این اثر برخی از خطوط داستانی را مبتنی بر تجربیات خود از سفرهایش بین سال‌های ۱۸۰۹ و ۱۸۱۱ گرفته‌است. با وجود موفقیت چایلد هارولد و دیگر آثار بایرون وی در سال ۱۸۱۶ به دلیل برخی اتهامات از جمله داشتن رابطهٔ جنسی با خواهر ناتنی‌اش آگوستا لی مجبور به ترک خاک انگلستان به مقصد سرزمین اروپا شد. در آنجا او به پرسی بیش و مری شلی و منشی خود جان ویلیام پولیدوری در کرانه‌های دریاچه لمان و «در سالی که زمستان نداشت» پیوست. اثر پولیدوری به نام خون‌آشام در سال ۱۸۱۹ منتشر شد و ژانر ادبی خون‌آشام را خلق کرد. وی این داستان کوتاه را از زندگی لرد بایرون و شعری از او به نام گیائور (۱۸۱۳) (کافر) الهام گرفته بود. بایرون در سال‌های ۱۸۱۹ تا ۱۸۲۴ مشغول به انتشار اثر حماسه مسخرهٔ ناتمام خود به نام دون ژوان بود. هر چند این اثر در ابتدا با محکومیت منتقدان مواجه گشت «اما گوته که بخشی از این اثر را ترجمه کرده بود آن را بسیار ستایش می‌کرد».
شلی را بیشتر به خاطر اشعاری نظیر اوزیماندیاس، قصیده‌ای خطاب به باد غربی، خطاب به چکاوک، موسیقی، آنگاه که صداهای زیبا خاموش می‌شوند، ابر، نقاب آنارشی، آدونائیس که مرثیه‌ای بر مرگ کیتس می‌باشد می‌شناسند. اقرار زودهنگام شلی به انکار وجود خدا در مقاله‌ای با عنوان «ضرورت بی‌خدایی» باعث شد تا او را از آکسفورد اخراج کنند و او را متفکر و آشوبگری افراطی بنامند تا محرومیت از حقوق اجتماعی و منزوی ساختن شلی تبدیل به درس عبرتی برای حلقه‌های سیاسی و روشنفکری آن زمان گردد. با این حال ستایشگران شلی مثل پدرزن سابق وی فیلسوف ویلیام گادوین همچنان از میان پیشروترین متفکران آن روزگار بودند. اثری چون ملکه مب (۱۸۱۳) شلی را «به عنوان وارث مستقیم روشنفکران دههٔ ۱۷۹۰ انقلاب‌های فرانسه و بریتانیا» نشان می‌دهد. شلی تبدیل شد به بُتی برای چهار نسل از شاعران بعد از خود که از میان آن‌ها می‌توان به مهم‌ترین شاعران دورهٔ ویکتوریا و پیشارافائلی نظیر رابرت براونینگ و دانته گابریل روستی یا حتی بعدها ویلیام باتلر ییتس اشاره کرد. شعر تأثیرگذار شلی با عنوان نقاب آنارشی (۱۸۱۹) خوانندگان را به عدم خشونت‌ورزی در مخالفت‌ها و اعمال سیاسی دعوت می‌کند. شاید بتوان این اثر را نخستین اعلامیهٔ اصل نافرمانی مدنی نامید. مقاومت بدون خشونت مهاتما گاندی الهام‌گرفته از ابیات شلی بود. گاندی غالباً در سخنان خود برای مخاطبان گسترده بخش‌هایی از این اشعار را نقل می‌کرد.

مری شلی

مری شلی (۱۸۵۱-۱۷۹۷) را با اثر معروفش به نام فرانکنشتاین (۱۸۱۸) می‌شناسند. گفته می‌شود که شلی پیرنگ این اثر را در رؤیا و بعد از هم‌صحبتی با پرسی شلی، لرد بایرون و جان پولیدوری یافته‌است. موضوع این گفتگو گالوانیسم و امکان جان بخشیدن به اجساد یا قطعات بدن و همچنین آزمایش‌های شاعر و فیلسوف طبیعی به نام اراسموس داروین بود که گفته می‌شد توانسته در ماده مرده حرکت ایجاد کند. جمع مزبور که در ویلای بایرون گرد آتش نشسته بودند گهگاه خود را با خواندن داستان‌های آلمانی دربارهٔ ارواح سرگرم می‌کردند. همان‌جا بود که بایرون پیشنهاد داد هر کدام از آن‌ها شروع به نگارش یک داستان فراطبیعی نمایند.
با این که جان کیتس در سیاست هم‌رأی با عقاید افراطی بایرون و شلی بود اما «بهترین اشعار وی سیاسی نبودند» و به دلیل تصویرسازی و موسیقی پراحساسی که در آن‌ها موج می‌زند و همچنین دلبستگی به زیبایی مادی و ناپایداری حیات شهره هستند. مشهورترین آثار وی عبارتند از: «عید سن اگنس»، «قصیده‌ای برای پسوخه»، «بانوی زیبای بی‌رحم»، «قصیده‌ای برای یک بلبل»، «قصیده‌ای دربارهٔ یک جام یونانی»، «قصیده‌ای دربارهٔ مالیخولیا»، «خطاب به پاییز» و شعر ناتمامی با عنوان هایپریون که در قالب Blank verse (بی‌قافیه) سروده شده و بر اساس مدل بهشت گمشده‌ی میلتون ساخته شده‌است. نامه‌های کیتس «جزو بهترین نثرهای زبان انگلیسی» هستند و «به دلیل بحث پیرامون عقاید زیبایی‌شناختی مثل توانایی منفی» مهم به‌شمار می‌روند. کیتس را همیشه به عنوان شاعر رمانتیک شناخته‌اند «و مقام او به عنوان شاعر با وجود تغییرات سبک‌ها همچنان بالاتر رفته‌است».
یکی دیگر از شاعران مهم این دوره جان کلر (۱۸۶۴-۱۷۹۳) نام داشت. او پسر یک کارگر مزرعه بود که به دلیل نمایش پرشکوه زندگی روستایی و سوگواری برای تغییرات این نواحی نامدار شد. شعر او در سده ۲۰ میلادی به شدت مورد توجه و ارزیابی دوباره قرار گرفت و امروزه او را به عنوان یکی از مهم‌ترین شاعران سده ۱۹ می‌شناسند. جاناتان بیت، زندگی‌نامه‌نگار وی می‌نویسد که «کلر بزرگ‌ترین شاعر طبقهٔ کارگر است که انگلستان تا به حال به خود دیده‌است. هیچ‌کس تاکنون با این توان دربارهٔ طبیعت، طفولیت روستایی و انسان جداافتاده و ناپایدار نسروده‌است.
جرج کِرَب (۱۸۳۲-۱۷۵۴) شاعری انگلیسی بود که در دورهٔ رمانتیک به نگارش «تصاویری واقعی و بادقت از زندگی روستایی [...] در قالب دوبیتی‌های حماسی (Heroic Couplets) مربوط به دوره آگوستن» نمود. لرد بایرون که از ستایشگران اشعار کرب بود او را به عنوان «سختگیرترین و در عین حال بهترین نقاش طبیعت» توصیف کرده‌است. منتقد معاصر فرانک وایتهد گفته‌است که «کرب، به خصوص با داستان‌های منظمش، شاعری مهم و عمده است که آثارش در گذشته و حال به شدت مورد بی‌توجهی قرار گرفته‌است.» آثار وی شامل روستا (۱۷۸۳)، اشعار (۱۸۰۷)، دهکده (۱۸۱۰)، منتخب اشعار داستانی (۱۸۱۲) و داستان‌های تالار (۱۸۱۹) می‌باشند.

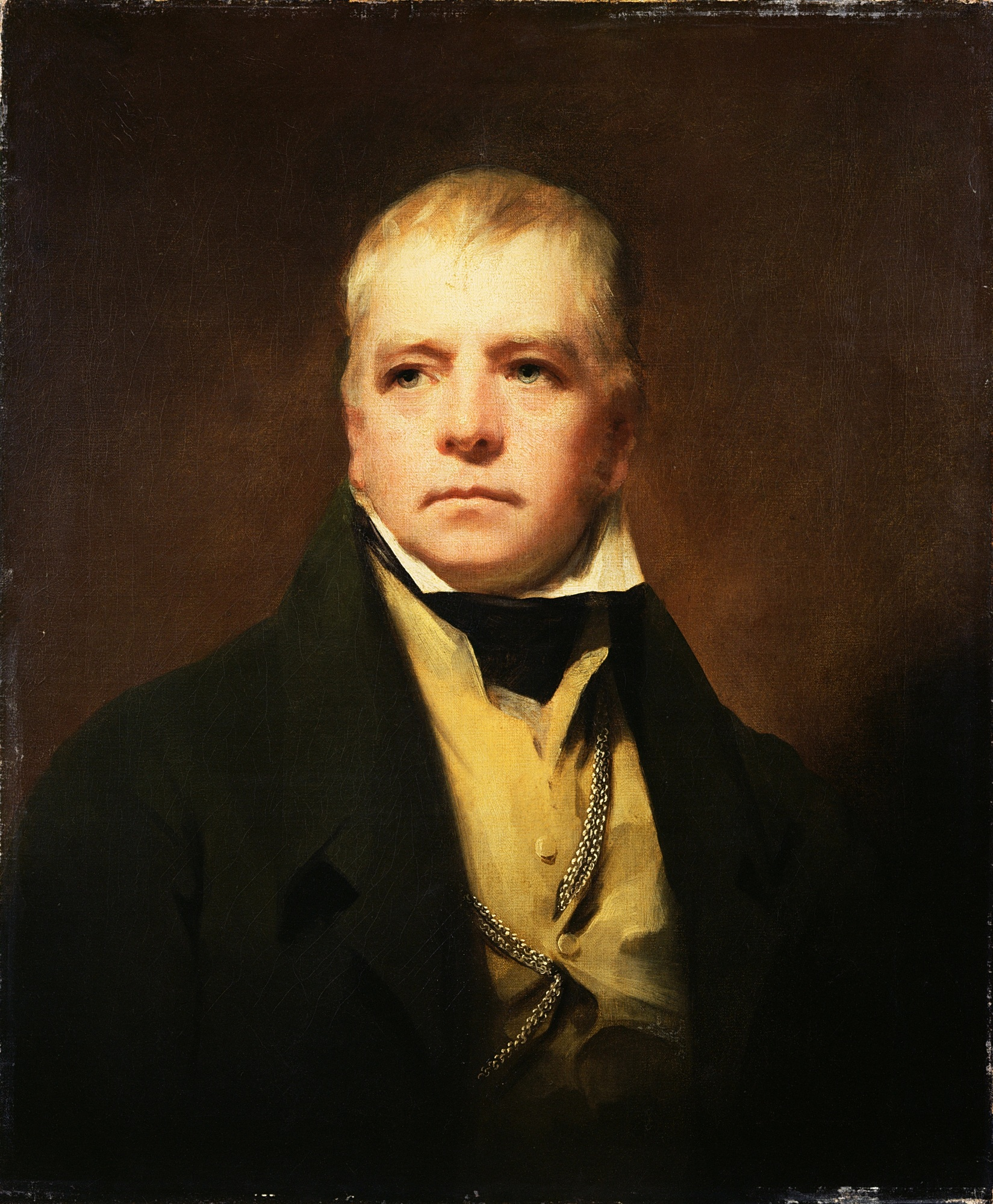
سر والتر اسکات

یکی از بزرگ‌ترین رمان‌نویسان این عصر سر والتر اسکات نام داشت. رمان‌های تاریخی وی الهام‌بخش نسلی از نقاشان، آهنگسازان و نویسندگان اروپایی همچون فرانتس شوبرت، فلیکس مندلسون و ویلیام ترنر شد. رمان‌های او در ساخت اپراهای بسیاری تأثیر داشت که مشهورترین آن‌ها عبارتند از لوچیا دی لامرمور (۱۸۳۵) اثر دونیزتی و دختر زیبای پرث (۱۸۶۷) اثر بیزه. اسکات رمان‌نویسی را از سال ۱۸۱۴ با ویورلی آغاز کرد که غالباً آن را نخستین رمان تاریخی قلمداد می‌کنند. کمی بعد وی آیوانهو را منتشر کرد. شهرت وی در انگلستان و خارج از آن نقش مهمی در تحقق شکل جدیدی از فرهنگ اسکاتی داشت. رمان‌های ویورلی به خصوص عتیقه‌شناس، میرندگی کهن و دل میدلوثیان امروزه به عنوان شاهکارهای اسکات تلقی می‌شوند.
آثار جین آستن نقدی بر رمان‌های عطوفت است که در نیمهٔ دوم سدهٔ ۱۸ باب شده بودند و بخشی از روندگذار به رئالیسم سدهٔ ۱۹ تلقی می‌شوند. پیرنگ داستان‌های وی هر چند ذاتاً کمیک است اما به روشنی نشان می‌دهد که چگونه زنان در آن زمان برای تثبیت جایگاه اجتماعی و امنیت اقتصادی خود نیازمند ازدواج بودند. آستن سختی‌های پیش‌روی زنانی را نشان داد که معمولاً ارث نمی‌بردند، نمی‌توانستند کار کنند و تنها شانس آن‌ها در زندگی وابسته به مردی بود که به خواستگاری آن‌ها می‌آمد. او نه تنها دشواری‌های زندگی زنان را آشکار ساخت بلکه از زندگی مردان و کارهایی که باید به دنبال آن می‌رفتند پرده برداشت. وی این کار را با بذله‌گویی و شوخ‌طبعی همراه می‌کرد. در داستان‌های وی تمام شخصیت‌ها فارغ از آن که خوب یا بد باشند همان چیزی را دریافت می‌کنند که مستحقش هستند. آثار وی برایش شهرتی کم و نقدهای کمتری دربرداشت اما انتشار اثری توسط پسرخواهرش به نام شرح حال جین آستن باعث شد تا نام او بر سر زبان‌ها بیفتد. در دههٔ ۱۹۴۰ دیگر همگان آستن را به عنوان یک نویسندهٔ بزرگ می‌شناختند. نیمهٔ دوم سدهٔ ۲۰ شاهد رشد پژوهش‌های دانشگاهی پیرامون آستن و ظهور فرهنگ طرفداری جینیت بود. آثار آستن عبارتند از عقل و احساس (۱۸۱۱)، غرور و تعصب (۱۸۱۳)، منسفیلد پارک (۱۸۱۴)، اما (۱۸۱۵)، نورثنگر ابی (۱۸۱۷) و ترغیب (۱۸۱۷).
رمانتیسیسم در آمریکا

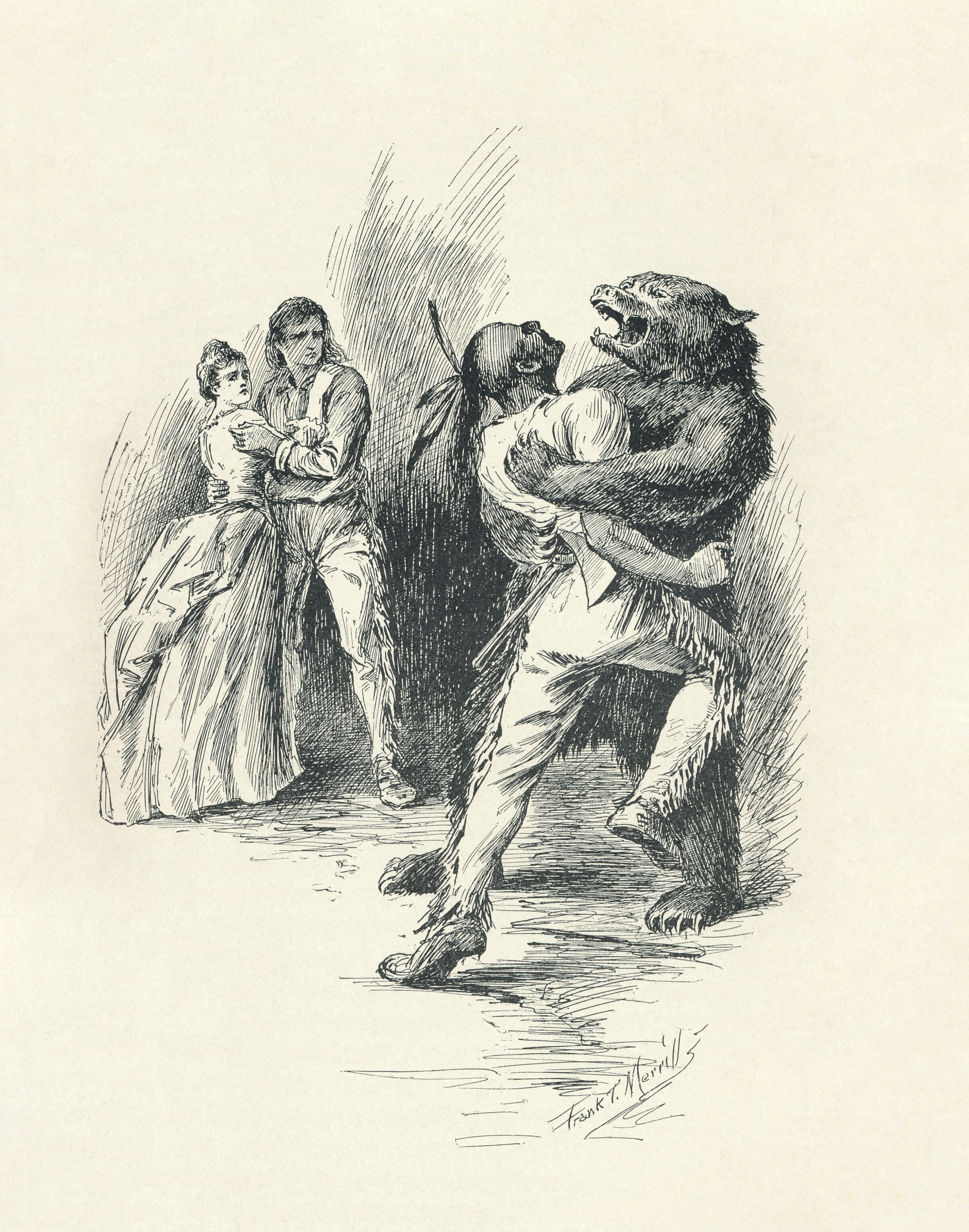
آخرین موهیکان. نگاره‌ای از نسخهٔ ۱۸۹۶ توسط جی.تی. مریل

جنبش رمانتیک اروپا در پایان سده ۱۹ به آمریکا رسید. رمانتیسیسم در آمریکا هم مانند اروپا چندوجهی و فردگرایانه بود. رمانتیک‌های آمریکا هم مانند اروپایی‌ها شدیداً مشتاق اخلاقیات، ملزم به فردگرایی و آشکارسازی نفس بودند و بر ادراک شهودی و این فرض که دنیای طبیعی از گذشته خوب و جامعهٔ انسانی مملو از فساد بوده‌است تأکید داشتند. رمانتیسیسم بر سیاست، فلسفه و هنر آمریکایی هم تأثیر گذاشت. این جنبش با روحیهٔ انقلابی آمریکایی‌ها همراه شد و به کمک کسانی رفت که می‌خواستند از بند سنت‌های مذهبی سخت‌گیرانهٔ مهاجرین اولیه رها شوند. رمانتیک‌ها خردگرایی و تفکر مذهبی را رد کردند. این جنبش به مذاق کسانی خوش آمد که به مخالفت با کالوین‌گرایی یا باور به این که سرنوشت هر فرد از پیش مقدر شده برخاسته بودند.
ادبیات گوتیک رمانتیک با انتشار ریپ فان وینکل (۱۸۱۹) و افسانهٔ سوار بی‌سر (۱۸۲۰) توسط واشینگتن اروینگ ظاهر شد. در مقالات و به ویژه در سفرنامه‌های واشینگتن اروینگ عناصر بدیع «ترکیب‌های محلی» دیده می‌شود. رمان‌نویس پرکار و محبوب، جیمز فنیمور کوپر (۱۸۵۱-۱۷۸۹) از سال ۱۸۲۳ شروع به انتشار رمان‌های تاریخی خود دربارهٔ جبهه‌ها و زندگی سرخپوستی نمود تا شکل بی‌نظیری از ادبیات آمریکایی را به وجود آورد. کوپر را بیشتر به خاطر انتشار انبوهی از داستان‌های دریایی و رمان‌های تاریخی مثل «داستان‌های مرد چرم‌پوش» می‌شناسند. در داستان‌های وی علاوه بر تأکید بر سادگی قهرمان‌ها می‌توان به وفور توصیفات با حرارتی از مناظر طبیعی که آن سوی مرزها سکونتگاه وحشی‌های نیک گشته‌است را دید. یکی از این وحشی‌های نیک اونکاس بود که در رمان آخرین موهیکان (۱۸۲۶) توسط کوپر معرفی شد و تأثیر فلسفهٔ روسو (۷۸-۱۷۱۲) را نشان داد. ظهور داستان‌های ترسناک ادگار آلن پو و اشعار افسانه‌ای وی در سال‌های آغازین دهه ۱۸۳۰ بیش از آن که در آمریکا تأثیرگذار باشد بر فرانسه مؤثر بود.
جنبش رمانتیک در آمریکا تا سدهٔ ۱۹ هم ادامه یافت و نویسندگانی نظیر هاوثورن و ملویل در آن درخشیدند که در بخش‌های بعد به آن‌ها می‌پردازیم.

### ادبیات ویکتوریایی (۱۹۰۱–۱۸۳۷)

#### رمان ویکتوریایی

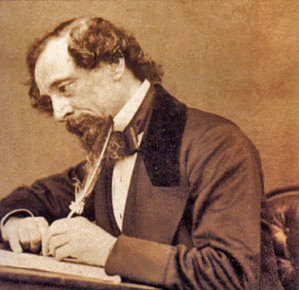
چارلز دیکنز

رمان در دوره ویکتوریایی (۱۹۰۱-۱۸۳۷) میان انگلیسی‌زبانان تبدیل به ژانری غالب شد. در این دوره، زنان به عنوان خواننده و نویسندهٔ رمان‌ها نقش تعیین‌کننده‌ای در گسترش این ژانر داشتند. دنباله‌دار کردن داستان‌ها به صورت ماهانه باعث شد تا اقبال عمومی به رمان‌ها بیشتر شود. همچنین رشد سواد عمومی، پیشرفت در صنعت چاپ و صنعت توزیع به این حرکت کمک کرد. رمان آقای پیکویک به قلم چارلز دیکنز در بیست قسمت بین آوریل ۱۸۳۶ و نوامبر ۱۸۳۷ به چاپ رسید. دیکنز و تاکری غالب رمان‌های خود را به همین شیوه چاپ کردند. با این حال استاندارد عرف چاپ سه‌جلدی تا پایان سده ۱۹ ادامه یافت. کتابخانه‌های گردشی هم که به افراد اجازه می‌دادند در قبال اشتراک یکساله کتاب‌های مورد علاقهٔ خود را قرض بگیرند دلیل دیگری برای رشد رمان در میان مردم شد.
در دهه‌های ۱۸۳۰ و ۱۸۴۰ رمان‌های اجتماعی به خاطر «افزایش افت و خیزهای سیاسی که بعد از قانون اصلاحات ۱۸۳۲ پدید آمد رشد کردند.» افزایش این رمان‌ها واکنشی بود به صنعتی‌سازی و تغییرات اجتماعی، سیاسی و اقتصادی که به دنبال آن حادث گشتند. این رمان‌ها ابزاری شدند برای انتقاد از سوءاستفاده‌های حاکمان، صاحبان صنایع و همچنین رنج فقرایی که از شکوفایی اقتصادی انگلستان نصیبی نبرده بودند. داستان‌های طبقهٔ فقیر کارگر برای طبقهٔ متوسط نوشته می‌شد تا همدردی را در میان آن‌ها برانگیزد و میل به تغییر اوضاع را افزایش دهد. یک نمونهٔ اولیه الیور تویست (۳۸–۱۸۳۷) اثر چارلز دیکنز است. برخی دیگر از آثار مشهور این ژانر در آن دوره عبارتند از سیبیل یا دو ملت اثر بنجامین دیزرائیلی(۸۱–۱۸۰۴) و آلتون لاک (۱۸۴۹) اثر چارلز کینگزلی.
چارلز دیکنز (۷۰-۱۸۱۲) در اواخر دهه ۱۸۳۰ در دنیای ادبیات ظاهر گشت و به جرأت می‌توان گفت که به سرعت تبدیل به مشهورترین رمان‌نویس تاریخ ادبیات انگلیسی شد. یکی از معروفترین آثار وی که تا امروز هم بسیار خوانده می‌شود سرود کریسمس (۱۸۴۳) نام دارد. دیکنز جنبه‌های مختلف جامعه را با شدت مورد هجو قرار می‌داد مثل نوانخانه در الیور توییست، نارسایی‌های نظام قضایی در خانه متروک، بی‌رحم شدن انسان بر اثر وابستگی به پول در دامبی و پسر و تأثیر فلسفهٔ منفعت‌گرایی بر کارخانه‌ها، آموزش و غیره در دوران مشقت. با این حال برخی از منتقدین بر این باورند که احساسات دیکنز تیغ هجویات او را کند کرده‌است. در سال‌های اخیر دیکنز را بیشتر به خاطر آخرین رمان‌هایش نظیر دامبی و پسر (۴۸-۱۸۴۶)، خانه متروک (۵۳-۱۸۵۲) و دوریت کوچک (۵۷-۱۸۵۵)، آرزوهای بزرگ (۶۱-۱۸۶۰) و دوست مشترکمان (۶۵-۱۸۶۴) مورد تحسین قرار داده‌اند. یکی از نخستین رقبای دیکنز ویلیام میکپیس تاکری (۶۳-۱۸۱۱) بود که نامش همیشه بعد از دیکنز قرار می‌گرفت اما امروزه کمتر شناخته می‌شود و او را بیشتر با کتاب بازار خودفروشی (۱۸۴۷) به یاد می‌آورند. در این رمان او با شوخی تمام کارهای بشر را مورد استهزاء قرار می‌دهد. تاکری در این رمان شخصیت بسیار به‌یادماندنی خود یعنی بکی شارپِ جذاب و دغلکار را به کار می‌گیرد.

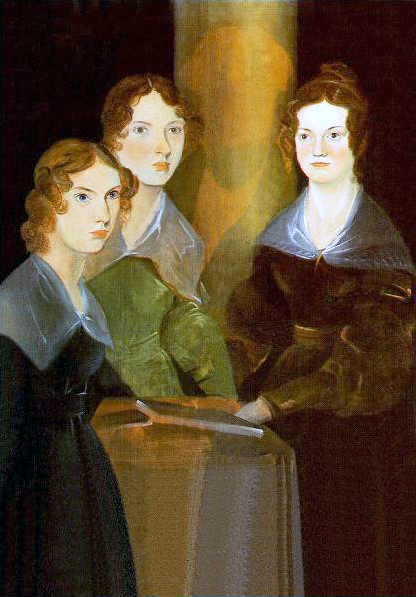
خواهران برونته

از دیگر رمان‌نویسان این دوره می‌توان به امیلی، شارلوت و آن برونته مشهور به خواهران برونته اشاره کرد که در دهه‌های ۱۸۴۰ و ۱۸۵۰ شکوفا شدند. رمان‌های آن‌ها در آغاز باعث شگفتی شدند اما بعدها به عنوان کارهای کلاسیک مورد قبول قرار گرفتند. این خواهران از کودکی با اشتیاق دست به قلم بردند و نخستین آثارشان را با هزینهٔ شخصی در سال ۱۸۴۶ با اسامی مستعار کارر، الیس و اکتون بل منتشر کردند. سال بعد هر کدام از این سه خواهر رمان خود را چاپ کرد. اثر شارلوت برونته (۵۵-۱۸۱۶) جین ایر نام داشت. این رمان با سبکی مبتکرانه، طبیعت‌گرایی و ملودرام را در هم آمیخته و توانست عرصه‌ای جدید در نگارش داستان از دید اول‌شخصِ مؤنث ایجاد کند. بنابر قول جولیت گاردینر «شهوت جنسی واضح و قدرت زبان و تصویرسازی» در رمان امیلی برونته (۴۸-۱۸۱۸) با عنوان بلندی‌های بادگیر «توانست منتقدان را تحت تأثیر قرار داده، مبهوت سازد و در آخر وحشت‌زده نماید.» در آن زمان بسیاری از مردم بر این باور بودند که این رمان را یک مرد نوشته‌است. با وجود آنکه در ابتدا نظرات متضادی دربارهٔ این کتاب منتشر شد و غالباً به دلیل عواطف غیراخلاقی از آن انتقاد شد اما بعدها این کتاب نیز جزو آثار کلاسیک ادبیات انگلیسی پذیرفته شد. سومین خواهر، با نام آن برونته (۴۹-۱۸۲۰) رمانی با عنوان اگنس گِرِی منتشر کرد که روایتگرِ زندگی یک حاکم زن بود. به باور بسیاری، دومین رمان آن برونته با عنوان مستأجر عمارت وایلدفل (۱۸۴۸) تکان‌دهنده‌ترین رمان خواهران برونته است. آن برونته می‌کوشید تا حقیقت را در ادبیات وارد کند، از این رو توصیفات وی از می‌بارگی و هرزگی برای ادبیات مکلف سدهٔ ۱۹ بسیار خارج از عرف و ساختارشکنانه به نظر می‌رسید. شرلی (۱۸۴۹)، ویلت (۱۸۵۳) و پروفسور (۱۸۵۷) از آثار مشهور شارلوت برونته هستند.
الیزابت گاسکل (۶۵-۱۸۱۰) هم یکی از نویسنده‌های موفق این دوره بود و نخستین رمان وی با عنوان ماری بارتون به‌طور ناشناس در سال ۱۸۴۸ چاپ شد. رمان دیگر گاسکل به نام شمال و جنوب، شیوهٔ زندگی صنعتی در شمال انگستان را با مناطق ثروتمند جنوب این کشور مقایسه می‌کند. هر چند نوشته‌های وی قواعد نثر ویکتوریایی را رعایت می‌کنند اما داستان‌های او نقدی بر رفتارهای جاری به‌شمار می‌رفت. آثار نخستین گاسکل بر کار در کارخانجات مناطق مرکزی انگلستان تمرکز داشتند. گاسکل همیشه در داستان‌هایش با روایت‌های پیچیده و شخصیت‌های مؤنث و پویا بر نقش زنان تأکید می‌کرد.
آنتونی ترولوپ (۸۲-۱۸۱۵) یکی از موفق‌ترین و پرکارترین رمان‌نویسان مورد احترام در عصر ویکتوریایی است. برخی از آثار پرطرفدار وی نظیر نگهبان (۱۸۵۵) و برج‌های بارچستر (۱۸۵۷) در سرزمینی خیالی به نام بارست‌شایر رخ می‌دهند. رمان‌های ترولوپ زندگی زمین‌داران و طبقات پیشه‌ور دوران اولیهٔ ویکتوریایی در انگلستان را روایت می‌کنند. به عقیدهٔ هنری جیمز بزرگ‌ترین دستاورد ترولوپ «درک عالی از واقعیت» بود و «چیزی که باعث می‌شد آثارش اینقدر جالب به نظر آیند، از علاقهٔ وی به ارضای خواننده پیرامون همین مسئله نشأت می‌گرفت.»

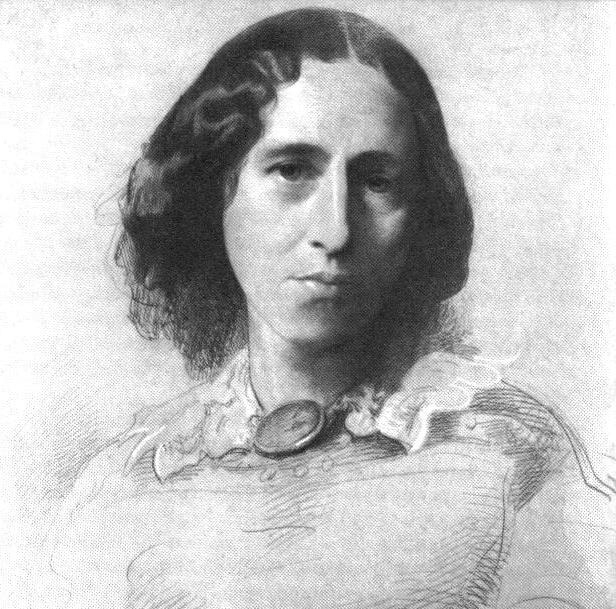
جرج الیوت

خانم جرج الیوت (۸۰-۱۸۱۹) با نام مستعار ماری آن اوانز نخستین رمان خود را با عنوان آدام بِد در سال ۱۸۵۹ به چاپ رساند. وی یکی از اصلی‌ترین رمان‌نویسان میانه‌های دورهٔ ویکتوریایی است. آثار وی به‌ویژه میدل‌مارچ (۷۲-۱۸۷۱) نمونه‌های مهمی از واقع‌گرایی ادبی هستند و به خاطر ترکیب روح روشنفکری با جزئیات روایی که خاص ادبیات ویکتوریایی هستد شهرت یافتند. بدین ترتیب آثار الیوت از محدوده‌های جغرافیایی فراتر رفته و می‌توان از این منظر آن‌ها را با آثار تولستوی مقایسه کرد. هر چند شهرت وی پس از مرگش فروکش کرد اما نظرات نسل جدید منتقدان در سدهٔ بیستم او را تا حد یک قهرمان بالا برد. ویرجینیا وولف میدل‌مارچ را «یکی از معدود رمان‌های انگلیسی که برای بزرگسالان نوشته شده» می‌دانست. فیلم‌ها و مجموعه‌های تلویزیونی مختلفی از آثار الیوت ساخته شده‌اند که افرادِ بیشتری را ترغیب به خواندنِ رمان‌های وی می‌کنند.
جرج مِرِدیث (۱۹۰۹-۱۸۲۸) به خاطر رمان‌هایی با عناوین امتحان سخت ریچاد فیورد (۱۸۵۹) و خودپرست (۱۸۷۹) شهره گشت. «شهرت وی تا سدهٔ ۲۰ هم ادامه داشت» اما ناگهان به‌شدت کاهش یافت.
در رمان‌های توماس هاردی (۱۹۲۸-۱۸۴۰) می‌شود علاقه به روستا و تغییر وضعیت اجتماعی و اقتصادی حومه‌های شهرها را دید. شعرها و رمان‌های هاردی که ذاتاً یک نویسندهٔ ویکتوریایی و متأثر از جرج الیوت به‌شمار می‌رفت، از رمانتیک‌هایی نظیر وردزورث هم تأثیر گرفته بود. داروین هم تأثیر ژرفی بر او گذاشت. هاردی مانند دیکنز به شدت منتقد ایده‌آل‌های جامعه در عصر ویکتوریا بود اما تمرکزش بیشتر روی انتقاد از نابودی زندگی روستایی بود. هر چند هاردی در تمام زندگی خود به سرایش شعر پرداخت و خود را بیشتر یک شاعر می‌دانست تا رمان‌نویس اما نخستین مجموعه شعر وی در ۱۸۹۸ منتشر شد و به همین دلیل بیشترین شهرت وی مدیون رمان‌هایی چون دور از اجتماع خشمگین (۱۸۷۴)، شهردار کاستربریج (۱۸۸۶)، تس از خانواده دوربرویل (۱۸۹۱) و جود گمنام (۱۸۹۵) است. او رمان‌نویسی را به خاطر انتقادهایی که از آخرین اثر وی انجام شد کنار گذاشت. هاردی در رمان‌هایی نظیر شهردار کاستربریج و تس می‌کوشد تا آثاری مدرن در ژانر تراژدی مبتنی بر درام یونایی با نگاهی به آثار آشیل و سوفوکل خلق کند با این تفاوت که در اینجا به جای شعر با نثر و به جای نمایشنامه با داستان سر و کار داشت و شخصیت‌های داستان‌هایش از طبقات پایین جامعه بودند، نه از میان نجبا.
یکی دیگر از رمان‌نویسان برجسته در سده ۱۹ جرج رابرت گیسینگ (۱۹۰۳-۱۸۵۷) بود که بین سال‌های ۱۸۸۰ تا ۱۹۰۳، ۲۳ رمان چاپ کرد. بهترین رمان وی خیابان نیوگراب (۱۸۹۱) نام دارد.
اسکار وایلد در آغاز دههٔ ۱۸۹۰ باورهای خود پیرامون برتری هنر را در مجموعه‌ای از دیالوگ‌ها و مقالات تصحیح کرد و از تم‌های انحطاط، ریا و زیبایی در تنها رمانش با عنوان تصویر دوریان گری (۱۸۹۰) استفاده کرد. این اثر به سرعت از سوی منتقدان موصوف به منحط شد زیرا تمثیلات زیادی به همجنس‌گرایی داشت.
با وجود آنکه رمان جان راسکین با عنوان پادشاه رود طلایی (۱۸۴۱) از جمله نخستین آثار فانتزی به‌شمار می‌رود اما به‌طور کلی جرج مک‌دونالد با آثاری چون شاهزاده و گابلین و فانتاستس (۱۸۵۸) به عنوان آغازگر ادبیات فانتزی مدرن شناخته می‌شود. ویلیام موریس نیز شاعر انگلیسی پرطرفداری بود که در آخرین سال‌های سده ۱۹ چندین رمان فانتزی به رشته تحریر درآورد. رمان نامه‌نگارنه‌ی ویلکی کالینز با عنوان ماه‌الماس (۱۸۶۸) به عنوان نخستین رمان جنایی ادبیات انگلیسی شناخته می‌شود. رمان زن سفیدپوش نیز به عنوان یکی از بهترین نمونه‌های رمان احساسی شناخته می‌شود. اچ. جی. ولز (۱۹۴۶-۱۸۶۶) داستان‌نویسی را در اواسط دههٔ ۱۸۹۰ با نگارش رمان‌های علمی-تخیلی نظیر ماشین زمان (۱۸۵۹) و جنگ دنیاها (۱۸۹۸) آغاز کرد. در جنگ دنیاها شاهد توصیفی از یورش مریخی‌ها به انگلستانِ عصر ویکتوریا هستیم. ولز در کنار ژول ورن فرانسوی (۱۹۰۵-۱۸۲۸) به عنوان مهم‌ترین شخصیت‌هایی که توانستند ژانر علمی-تخیلی را پیش ببرند شناخته می‌شود. او رمان‌هایی واقع‌گرایانه‌ای نظیر کیپس (۱۹۰۵) و تاریخ آقای پولی (۱۹۱۰) نیز نوشته که روایتگر طبقه متوسط ضعیف می‌باشند.

### سفرنامه‌ها
ادبیات انگلیسی در قرن نوزدهم به دلیل سفرنامه‌هایی که دربارهٔ ایران نوشته شد، بسیار غنی گشت. نویسندگان بسیاری از این سفرنامه‌ها کسانی بودند که صرفاً از ایران عبور می‌کردند یعنی از مأموران لشکری و کشوری بودند که از بریتانیا به هندوستان می‌رفتند یا از هندوستان به بریتانیا بازمی‌گشتند.

## رمان آمریکایی (از رمانتیسم تا واقع‌گرایی)
در میانه‌های سده ۱۹ نویسندگانی از مستعمرات سابق بریتانیا در آن سوی اقیانوس اطلس در صدد برآمدند تا به برتری داستان‌هایی که از جزایر بریتانیایی می‌آمدند پایان دهند. یکی از آن‌ها، خالق ژانری جدید به نام داستان کوتاه و مبدع داستان‌های جنایی، ادگار آلن پو (۴۹-۱۸۰۹) بود. یکی از مسائل تأثیرگذار بر نویسندگان آمریکایی در این دوره رمانتیسم بود. جنبش رمانتیک بذر مکتب تعالی‌گرایی را در نیو انگلند پاشید؛ مکتبی که قائل به ارتباط کم‌تکلف‌تر بین خدا و جهان بود. معمولاً انتشار مقالهٔ طبیعت اثر رالف والدو امرسون در سال ۱۸۳۶ به عنوان نقطهٔ عطفِ تعالی‌گرایی به عنوان یک نهضتِ فرهنگی عمده در آمریکا شناخته می‌شود. در این فلسفهٔ نو، فرد رابطه‌ای شخصی‌تر با خدا دارد. تعالی‌گرایی و رمانتیسم برای آمریکایی‌ها به یک شکل شناخته می‌شدند زیرا در هر دو مکتب، احساس بر منطق برتری داشت و آزادی بیانِ فرد بر سنت‌ها و عادات محدودکننده ترجیح داشت. تعالی‌گرایی غالباً پاسخی هیجان‌انگیز برای طبیعت در چنته داشت و کالوینیسم خشک و جدی را برنمی‌تافت و پیام‌آور شکوفایی دوباره برای فرهنگ آمریکایی بود. از میان دیگر تعالی‌گرایان آمریکایی می‌توان هنری دیوید ثورو (۶۲-۱۸۱۷)، یک طبیعت‌گرا به نام جان مویر (۱۹۱۴-۱۸۳۸) و لوییزا می الکات (۸۸-۱۸۳۲) نویسندهٔ رمان زنان کوچک یاد کرد.

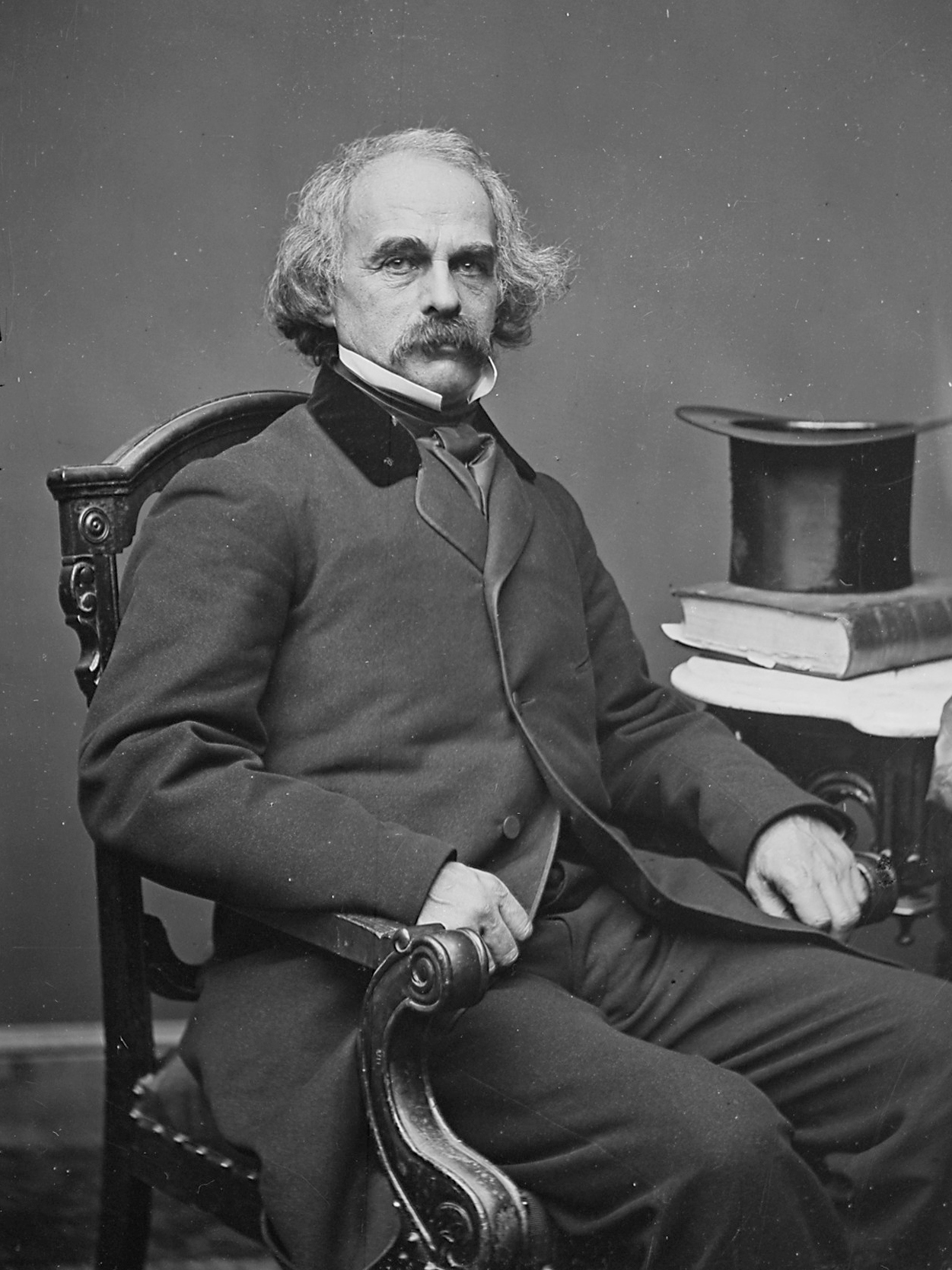
ناتانیل هاوثورن

ناتانیل هاوثورن جوان (۶۴-۱۸۰۴) در سال ۱۸۳۷ برخی از آثار خود را تحت نام قصه‌های دوبار گفته گرد آورد. این داستان‌ها، اسرارآمیز و سرشار از نمادگرایی بودند. هاوثورن به سمت نگارش رمان‌های عشقی طولانی و رمان‌های شبه-تمثیلی که موضوعاتی چون گناه، غرور و سرکوب عواطف را در نیوانگلند نشان می‌دادند رفت. رمان رمانتیک آمریکایی با رمان داغ ننگ (۱۸۵۰) به اوج رسید. این رمان درام خشنی از زندگی زنی بود که به دلیل ارتکاب زنا از جامعه طرد شده بود. قصه‌پردازی هاوثورن به شدت بر دوستش هرمان ملویل (۹۱-۱۸۱۹) تأثیر گذاشت. ملویل در ابتدا آنچه را که از روزهای دریانوردی به یادداشت به رمان‌های مرموز و مهیج دریایی تبدیل کرد و بدین ترتیب نامی برای خود به هم زد. وی تحت تأثیر تمثیل‌ها و روان‌شناسی تاریکِ هاوثورن دست به نگارش رمان‌هایی مملو از تفکرات فلسفی زد. در موبی‌دیک (۱۸۵۱) یک سفر دریایی پرمخاطره برای شکار نهنگ تبدیل به ابزاری برای بررسی تم‌هایی چون عقده، ذات شیطانی و کشاکش انسان با عناصر حیات می‌شود. ملویل در کتاب مهم دیگرش با عنوان بیلی باد که یک رمان کوتاه است.
ادعاهای متضاد افراد پیرامون وظیفه و دلسوزی را روی عرشه یک کشتی در حال جنگ به نمایش درمی‌آورد. فروش کتاب‌های او کم بود و وی تا زمان مرگش از یادها رفته بود اما در اوایل سده ۲۰ آثار او بار دیگر کشف شدند. از شاعران تعالی‌گرای این دوره می‌توان به والت ویتمن و امیلی دیکینسون اشاره کرد. در اواخر دهه ۱۸۸۰ واقع‌گرایی اجتماعی و روان‌شناسی در عرصهٔ رمان با رمانتیسم رقابت می‌کردند.
مارک توین (که نامی مستعار برای ساموئل لنگهورن کلمنز بود) (۱۹۱۰-۱۸۳۵) نخستین نویسندهٔ مهم آمریکایی بود که در جایی غیر از سواحل شرقی این کشور به دنیا آمده بود. او در ایالتی مرزی (با سابقه برده‌داری) به نام میزوری به دنیا آمد. از شاهکارهای او که بر زادگاهش مبتنی بودند می‌توان به مجموعه خاطرات وی با عنوان زندگی روی می‌سی‌سی‌پی (۱۸۸۳) و رمان‌های ماجراهای تام سایر (۱۸۷۶) و ماجراهای هاکلبری فین (۱۸۸۴) اشاره کرد. سبک توین که متأثر از روزنامه‌نگاری و زبان محلی بود، مستقیم و بدون تکلف اما بسیار مهیج و سرشار از بذله‌گویی می‌نمود. این سبک شیوهٔ نگارش آمریکایی‌ها را هم تغییر داد. ویلیام دین هاولز هم در رمان‌هایش از جمله ترقی سیلاس لفام (۱۸۸۵) سنت واقع‌گرایی را به نمایش می‌گذاشت. در این دوره واقع‌گرایی روی نمایشنامه‌های آمریکایی هم تأثیر گذاشت که علت آن را می‌توان نه تنها در آثار هاولز بلکه در کارهای اروپایی‌هایی نظیر ایبسن و زولا جستجو کرد.
برجسته‌ترین رمان‌نویس آمریکایی در اواخر سدهٔ ۱۹ هنری جیمز (۱۹۱۶-۱۸۴۳) بود. او زادهٔ نیویورک بود اما بیشتر عمر خود را در انگلستان گذراند. بسیاری از رمان‌های وی دربارهٔ آمریکایی‌هایی است که در اروپا زندگی می‌کنند یا به آن جا مسافرت می‌کنند. راه‌حل جیمز برای مواجهه با معمای دنیای کهنه و دنیای نو نگارش مستقیم دربارهٔ آن بود. غالباً این‌طور برآورد می‌شود که نخستین دورهٔ رمان‌نویسی جیمز در رمان تصویر یک بانو (۱۸۸۱) به حد اعلی رسید. وی در این رمان بر تضاد بین اروپا و آمریکا تمرکز دارد. سبک این رمان‌ها معمولاً صریح است و با وجود شخصیت‌پردازی‌ها، در قالب هنجارهای رمان‌های سدهٔ ۱۹ شمرده می‌شوند. رودریک هادسن (۱۸۷۵) رمانی از پیشرفت یک مجسمه‌ساز بسیار بااستعداد است. هر چند رودریک هادسن شخصیت‌های آمریکایی را در مکان‌ها و موقعیت‌های اروپایی نشان می‌دهد اما جیمز تناقض اروپا-آمریکا را در اثر بعدی خود با روشنی بیشتری نشان داد. در واقع این تناقض را می‌توان به عنوان تم پیش‌برنده آمریکایی (۱۸۷۷) دانست. دیگر اثر جیمز در دورهٔ اول، میدان واشینگتن (۱۸۸۰) نام دارد. آن دسته از آثار جیمز که شامل رویکردهای روانشناختی در دومین مرحله از رمان‌نویسی وی بودند عبارتند از بوستونی‌ها (۱۸۸۶)، شاهزاده خانم کاساماسیما (۱۸۸۶)، آنچه میزی می‌دانست (۱۸۹۷).

### ژانر داستان‌های تخیلی
پیشروترین نویسندهٔ داستان‌های ارواح در سده ۱۹ جوزف شریدان لفانو بود. آثار وی شامل رمان مخوف عمو سیلاس (۱۸۶۵) و رمان کوچک گوتیک کارمیلا (۱۸۷۲) است که داستان زن جوانی را حکایت می‌کند که مورد توجه زنی خون‌آشام قرار گرفته. داستان ترسناک دراکولا (۱۸۹۷) اثر برام استوکر به چند گونهٔ ادبی نظیر ادبیات خون‌آشامی، داستان وحشت، داستان گوتیک و ادبیات تاخت و تاز تعلق دارد.

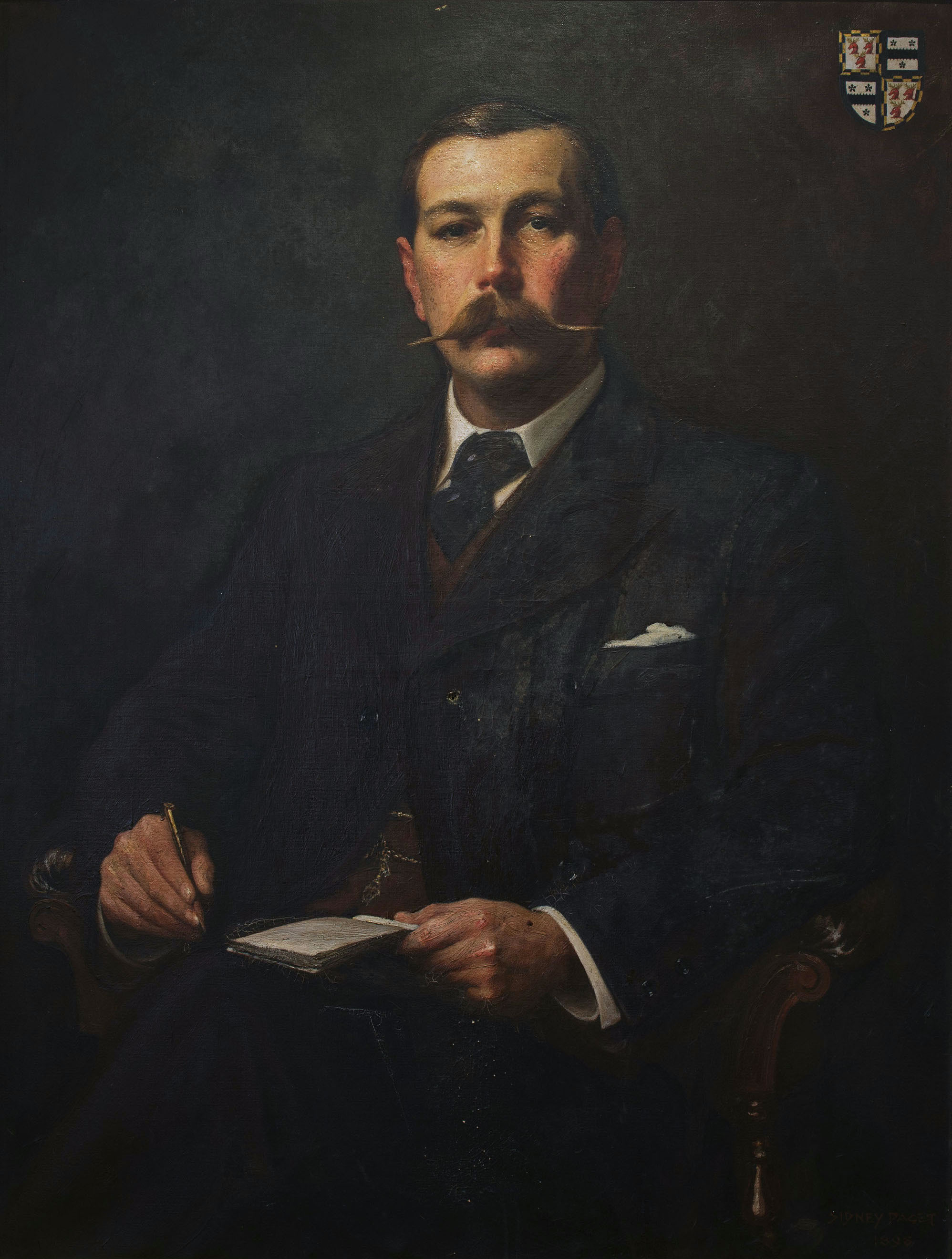
سر آرتور کنان دویل در اسکاتلند و در یک خانوادهٔ ایرلندی به دنیا آمد اما داستان‌های شرلوک هولمز نمونه‌ای از یک لندن مه‌آلود برای خوانندگان این داستان در سراسر دنیا ارائه می‌داد.

شخصیت‌پردازی شرلوک هولمز بدست آرتور کانن دویل نمونه‌ای درخشان از «رمان‌های کارآگاهان مشاور پلیس» بود که به خاطر هوش شگفت‌آورش نام‌آور شد. کونان دویل از ۱۸۸۰ تا ۱۹۰۷ چهار رمان و ۵۶ داستان کوتاه با محوریت شرلوک هولمز نوشت و یک پروندهٔ نهایی را هم در ۱۹۱۴ به دست وی سپرد. همهٔ داستان‌های هولمز به جز چهار تا توسط دکتر واتسون که دوست، دستیار و زندگی‌نامه‌نویس وی بود روایت می‌شوند. در این دوره شاهد رشد ژانر دنیای گمشده که از کشفیات باستان‌شناسان و زندگی ماجراجویان الهام می‌گرفتند نیز هستیم. هِنری رایدر هگرد یکی از نخستین نمونه‌های این ژانر را با عنوان معادن ملک سلیمان در سال ۱۸۸۵ نگاشت. سیاست‌ها و مانورهای دیپلماتیک اروپای معاصر نیز اطلاعات و الهام‌بخشی لازم را به آنتونی هوپ داد تا رمان زندانی زندا (۱۸۹۴) که رمانی در ژانر ماجراهای روریتانی بود را به رشتهٔ تحریر درآورد.
ادبیات کودک به عنوان یک ژانر جداگانه رشد کرد. بعضی از آثار آوازهٔ جهانی یافتند که می‌توان در این‌جا از آثار لوئیس کارول مانند آلیس در سرزمین عجایب (۱۸۶۵) و ادامهٔ آن با عنوان آنسوی آینه یاد کرد. رمان‌های ماجراجویانه مانند آثار رابرت لوییس استیونسون (۹۴-۱۸۵۰) زیر عنوان ادبیات کودک رده‌بندی می‌شوند. داستانِ مورد غیرعادی دکتر جکیل و آقای هاید (۱۸۸۶) اثر استیونسون روایتگر شخصیتی دوگانه است که پزشکی مهربان و باهوش می‌باشد و پس از سرکشیدن دارویی که برای جداسازی خیر از شر در انسان ساخته شده، تبدیل به هیولایی دیوانه می‌گردد. ربوده‌شده (۱۸۸۶) نیز رمانی تاریخی از اوست که در پس‌آیندِ خیزش جاکوبی‌ها در ۱۷۴۵ نوشته شد. جزیرهٔ گنج (۱۸۸۳) نیز رمانی کلاسیک دربارهٔ دزدان دریایی اثر استیونسون است. در اواخر دورهٔ ویکتوریایی و آغاز دورهٔ ادواردی، بئاتریکس پاتر به عنوان یک نویسنده و نگارگر شهرت می‌یابد. او را بیش از هر چیز به خاطر کتاب‌هایی که برای کودکان می‌نوشت و در آن‌ها از شخصیت‌های جانوران استفاده می‌کرد می‌شناختند. او در دههٔ چهارم زندگی‌اش اثر بسیار موفقی با عنوان داستان پیتر خرگوشه (۱۹۰۲) منتشر کرد. پاتر به تدریج ۲۳ کتاب برای کودکان نوشت و به زنی ثروتمند تبدیل گشت.

### شعر ویکتوریایی

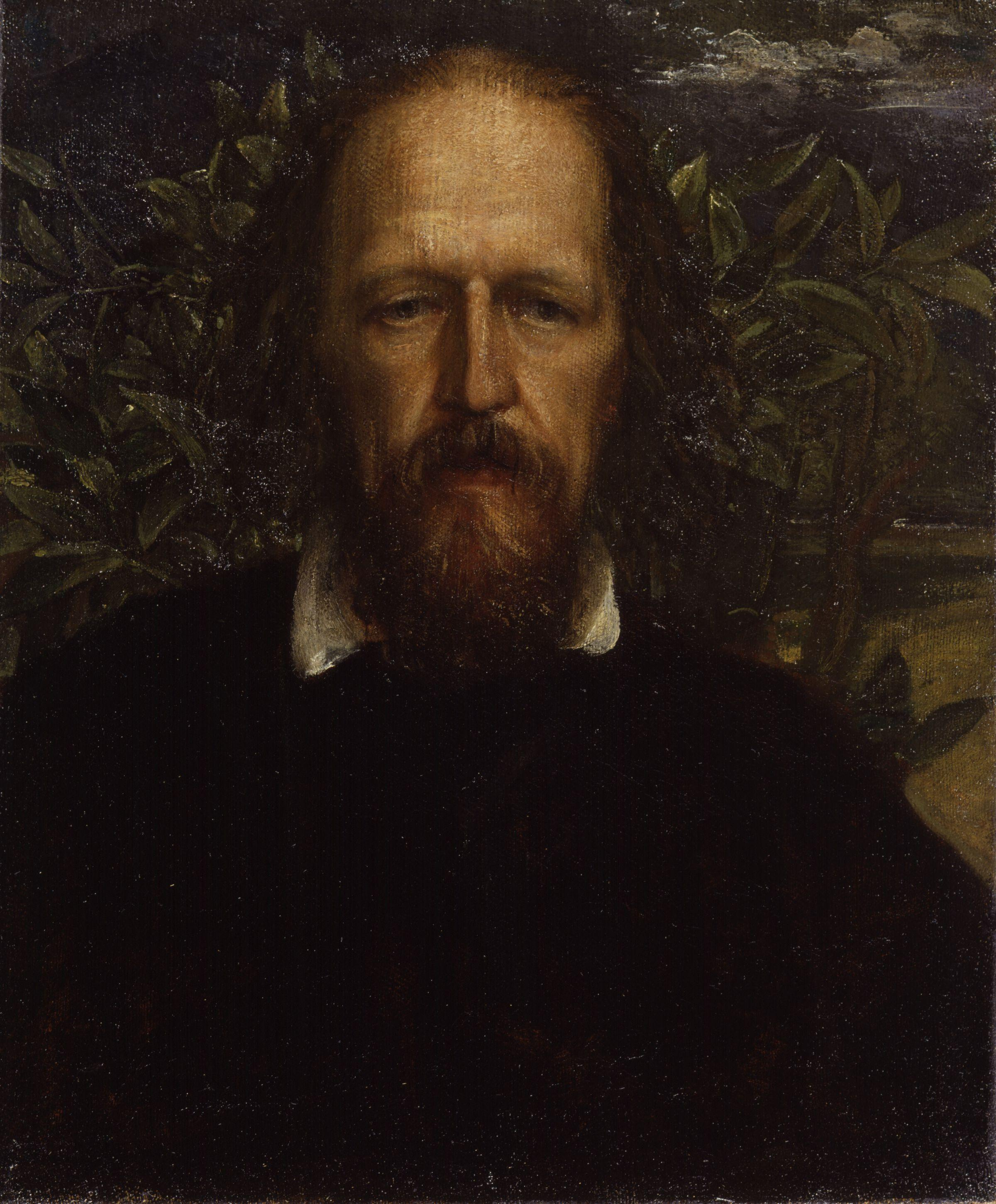
آلفرد لرد تنیسون، حدوداً در ۱۸۶۳

شاعران پیشرو در عصر ویکتوریایی، آلفرد لرد تنیسون (۹۲-۱۸۰۹)، رابرت براونینگ (۸۹-۱۸۱۲)، الیزابت برت براونینگ (۶۱-۱۸۰۶) و متیو آرنولد (۸۸-۱۸۲۲) بودند. شعر در این دوره به‌شدت تحت تأثیر رمانتیسم بود اما در عین حال شیوه‌های خاصی خود را هم داشت. بهترین نمونه از این تمایزها کاربرد تک‌گویی نمایشی بود که توسط بسیاری از شاعران این دوره مورد استفاده قرار گرفت اما در سروده‌های رابرت براونینگ به اوج رسید. همچنین نقد ادبی در سدهٔ ۲۰ به‌تدریج توجهات را به سوی پیوندهای میان شعر ویکتوریایی و مدرنیسم کشاند.
تنیسون در بیشتر سال‌های سلطنت ملکه ویکتوریا، ملک‌الشعرای پادشاهی متحد بریتانیا بود. تی. اس. الیوت او را به عنوان «بزرگ‌ترین استاد اوزان شعری و مالیخولیا» توصیف کرد و او را دارای «بهترین گوش پس از تمام شاعرانی که از زمان میلتون آمدند» می‌دانست. بزرگ‌ترین دستاورد رابرت براونینگ، تک‌گویی‌های نمایشی نظیر «آخرین دوشس من»، «آندریا دل سارتو» و «اسقف سنگ گور خود را سفارش می‌دهد» که در قالب مجموعهٔ دو جلدی با عنوان زنان و مردان در ۱۸۵۵ به چاپ رسید بودند. ایان جک در مقدمه‌ای که بر نسخهٔ آکسفورد از مجموعه اشعار براونینگ نگاشته مدعی است که توماس هاردی، رودیارد کیپلینگ، ازرا پاوند و تی اس الیوت «همگی از کاوش‌های براونینگ در زوایای پنهان شعر نمایشی و اصطلاحات محاوره‌ای یادگرفته‌اند.» تنیسون در کاربرد تک‌گویی نمایشی به‌ویژه در لوتوفاگ‌ها (۱۸۳۳)، اولیس (۱۸۴۲) و تیتون (۱۸۶۰) پیشرو بود. هر چند الیزابت برت براونینگ همسر رابرت براونینگ بود اما شهرت وی پیش از ازدواج شکل گرفته بود. مهم‌ترین اثر وی مجموعه‌ای از ۴۴ غزل با نام «غزل‌هایی از پرتغالی» است که در ۱۸۵۰ چاپ شد.
دانته گابرییل روستی (۸۲-۱۸۲۸) شاعر، تصویرگر، نقاش و مترجم بود. او انجمن برادری پیشارافائلی را در ۱۸۴۸ توسط ویلیام هولمن هانت و جان اورت میلی بنیان گذاشت. شاخصه‌های هنر روزتی را می‌توان شهوت‌آلودگی و احیای سبک قرون وسطی دانست. آرتور کلاف (۶۱-۱۸۱۹) و جرج مردیث (۱۹۰۹-۱۸۲۸) از دیگر شاعران مهم این دوره هستند.
هر چه زمان به سمت پایان سدهٔ ۱۹ می‌رفت، شاعران انگلیسی به نمادگرایی فرانسوی علاقهٔ بیشتری نشان می‌دادند و شعر ویکتوریایی در این هنگام وارد دورهٔ «تبدیل قرن» شد. دو دسته شاعر در دههٔ ۱۸۹۰ پدیدار می‌شوند، شاعران دفتر زرد که به اصول زیبایی‌گرایی ملزم بودند که از میان آن‌ها می‌توان به الگرنون چارلز سوینبرن، اسکار وایلد و آرتور سیمونز اشاره کرد و دسته دیگر باشگاه قافیه‌سازان بودند و شاعرانی همچون ارنست داوسون، لیونل جانسون و یک ایرلندی به نام ویلیام باتلر ییتس در آن حضور داشتند. ییتس بعدها یکی از شاعران مهم نوگرا در سدهٔ ۲۰ شد. در ۱۸۹۶ نیز آلفرد ادوارد هاوسمن مجموعه شعری با عنوان پسر بچه‌ای از شروپ شایر را با هزینهٔ شخصی به چاپ رساند.
از میان شاعران شعرهای کمیک در این عصر می‌توان به ویلیام شونک گیلبرت (۱۹۱۱-۱۸۲۸) که به خاطر سرایش چهارده اپرای کمیک با همکاری آهنگسازی بنام سر آرتور سولیوان شهره گشت اشاره کرد. از میان آثار او کشتی پینافور و دزدان دریایی پنزانس مشهورتر هستند.
رمان‌نویس این دوره، توماس هاردی (۱۹۲۸-۱۸۴۰) نیز در طول زندگی خود به سرایش شعر می‌پرداخت اما نخستین مجموعه را در ۱۸۹۸ به چاپ رساند تا او را به عنوان شاعر سدهٔ ۲۰ بشناسند. همچنین دیوان شعر جرارد منلی هاپکینز (۸۹-۱۸۴۴) که امروزه به عنوان شاعری مهم تلقی می‌شود پس از مرگش توسط رابرت بریجز در ۱۹۱۸ منتشر شد.

#### شعر آمریکایی
آمریکا هم در سدهٔ ۱۹ دارای شاعران بزرگی نظیر امیلی دیکنسون (۸۶-۱۸۳۰) و والت ویتمن (۹۲-۱۸۱۹) بود. طبیعت و سبک این دو شاعر بسیار با هم متفاوت بود. ویتمن یک پیشه‌ور، دائم‌السفر، پرستار خودآموخته در طول جنگ داخلی آمریکا (۶۵–۱۸۶۱) و شاعری نوآور بود. اثر شاخص وی برگ‌های علف نام دارد که در آن از ابیاتی با جریان آزاد و اندازه‌های مختلف استفاده می‌کند تا جامعیت مردم‌سالاری آمریکایی را تجسم کند. در آن سو، امیلی دیکنسون، تا آخر عمر در شهر کوچکی به نام امهرست در ایالت ماساچوست به شکل زنی مبادی آداب زندگی کرد و هیچ‌گاه ازدواج نکرد. شعر او خلاقانه، کنایه‌آمیز، لطیف و ذکاوتمندانه است و از دیدگاه روان‌شناسی نافذ است. کارهای او در زمان زندگی‌اش خلاف عرف تلقی می‌شدند و از این رو شمار کمی از آن‌ها پیش از مرگش به چاپ رسیدند.

#### نمایش در عهد ویکتوریا
در لندن عصر ویکتوریا نمایش‌ها به شدت به سمت لودگی، هجو موزیکال، اکستراواگانزا و اپرای کمدی رفتند تا حدی که از حیث تعداد و شمار اجرا با تولیدات شکسپیر و نمایش‌های جدی از افرادی نظیر جیمز پلانش و توماس ویلیام رابرتسون رقابت می‌کردند. در ۱۸۵۵ شرکت سرگرمی جرمن رید، روند ارتقای سطح نمایش‌های موزیکال در بریتانیا را آغاز کرد. این تغییرات با مجموعه آثار مشهور اپرای کمیک از گیلبرت و سولیوان به حد اعلای خود رسید و بعدها در دههٔ ۱۸۹۰ به کمدی‌های موزیکال ادواردی رسید.
در عصر ویکتوریایی طول اجرای نمایش‌ها به سرعت تغییر می‌کردند. با پیشرفت ترابری، فقر در لندن ناپدید شد و وجود چراغ برق در شب‌ها، خیابان‌ها را برای آمد و شد امن‌تر ساخت و در نتیجه طرفداران تئاتر بیشتر شدند و ماحصل آن گسترش خارق‌العادهٔ سالن‌های تئاتر گردید. نمایش‌ها طولانی‌تر شدند و با این حال افراد بیشتری برای دیدن آن‌ها می‌آمدند که این امر باعث سود بیشتر و افزایش کیفیت اجراها می‌شد. نخستین نمایشی که توانست سد ۵۰۰ اجرای مستمر را بشکند، کمدی لندنی پسران ما بود که در سال ۱۸۷۵ به صحنه رفت. رکورد اجرای این نمایش در نهایت به ۱۳۶۲ بار رسید اما در ۱۸۹۲ نمایش عمهٔ چارلی با ۱۴۶۶ بار اجرا این رکورد را از آنِ خود کرد. پس از آن بسیاری از اپراهای کمدی گیلبرت و سولیوان توانستند سد ۵۰۰ اجرا را بشکنند که با کشتی پینافور در ۱۸۷۸ شروع شد و به دوروتی در ۱۸۸۶ رسید که که ۹۳۱ بار اجرا شد. دوروتی، محصول مشترک آلفرد سلییر و بی.سی. استفانسون بود.
اسکار وایلد پس از ویلیام شونک گیلبرت تبدیل به شاخص‌ترین شاعر و نمایش‌نامه‌نویس در سال‌های پایانی دورهٔ ویکتوریایی شد. نمایشنامه‌های وایلد از دیگر آثار ویکتوریایی که حالا دیگر فراموش شده‌اند متمایز است و می‌توان آثار او را با کارهای نمایشنامه‌نویسان ادواردی نظیر جرج برنارد شاو (۱۹۵۰-۱۸۵۶) مقایسه کرد. شاهکار وایلد یک کمدی با عنوان اهمیت جدی بودن است که در ۱۸۹۵ منتشر شد. این اثر آینه تمام‌نمایی از طعنه روبه‌روی طبقه اشراف می‌گیرد و زبردستی وایلد در بذله‌گویی و عقلانیت متناقض را به نمایش درمی‌آورد.

## ادبیات انگلیسی در سده ۲۰

### مدرنیسم: ۱۹۲۲–۱۹۰۱

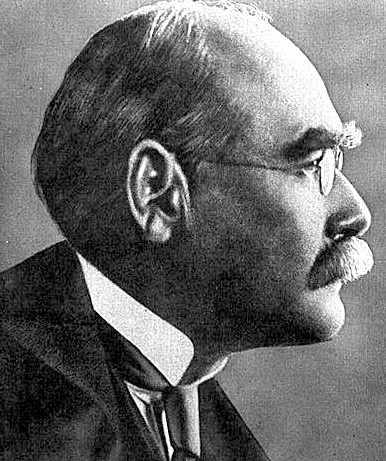
رودیارد کیپلینگ

مدرنیسم ادبی (نوگرایی ادبی) در حوزهٔ ادبیات انگلیسی از سال‌های آغازین سده بیستم میلادی آغاز شد. این تغییر رویکرد به دلیل حس سرخوردگی نسبت به قطعیت، محافظه‌کاری و باور به ایدهٔ حقیقت عینی که بر ادبیات ویکتوریایی حکم‌فرما بود رخ داد. این جنبش از نظریات چارلز داروین (۸۲-۱۸۰۹)، ارنست ماخ (۱۹۱۶-۱۸۳۸)، آنری برگسون (۱۹۴۱-۱۸۵۹)، فریدریش نیچه (۱۹۰۰-۱۸۴۴)، جیمز فریزر (۱۹۴۱-۱۸۵۴)، کارل مارکس (۸۳-۱۸۱۸) (سرمایه، ۱۸۶۶) و نظریات روانکاوانهٔ افرادی چون زیگموند فروید (۱۹۳۹-۱۸۵۶) تأثیر گرفت. جنبش‌های ادبی اروپا نظیر امپرسیونیسم و بعدها کوبیسم نیز بر این جنبش تأثیر گذاشتند. مهم‌ترین پیشروان نوگرایی ادبی عبارت هستند از: فیودور داستایفسکی (۸۱-۱۸۲۱)، والت ویتمن (۹۲-۱۸۱۹)، شارل بودلر (۶۷-۱۸۲۱)، آرتور رمبو (۹۱-۱۸۵۴) و اگوست استریندبرگ (۱۹۱۲-۱۸۴۹).
یکی از غزل‌سرایان مهم نخستین دهه‌های سدهٔ بیستم، توماس هاردی (۱۹۲۸-۱۸۴۰) است. هر چند وی را نمی‌توان از خیل نوگرایان دانست اما آثار او نقش انتقالی بین ادبیات ویکتوریایی و ادبیات سده بیست را بازی کرد. هاردی که از رمان‌نویسان مشهور آخرین سال‌های سده ۱۹ بود تا سومین دههٔ سده بیست زندگی کرد، اما در سال‌های پایانی تنها به شعر پرداخت. یکی دیگر از شخصیت‌های انتقالی، هنری جیمز (۱۹۱۶-۱۸۴۳) بود که رمان‌هایش را در سدهٔ بیستم هم منتشر کرد. از مشهورترین آن‌ها می‌توان به جام زرین (۱۹۰۴) اشاره کرد. جوزف کنراد (۱۹۲۴-۱۸۴۳)، رمان‌نویسی که زادهٔ لهستان بود نخستین اثر مهم خود با نام دل تاریکی را در ۱۸۹۹ و لرد جیم را در ۱۹۰۰ به چاپ رساند. با این حال اشعار ویکتوریایی جرارد منلی هاپکینز (۸۹-۱۸۴۴) که به‌شدت اصیل و مبتکرانه بودند تا پیش از ۱۹۱۸، یعنی سال‌ها پس از مرگش به چاپ نرسیدند. این در حالی است که آثار یک مهم‌ترین شاعران نوگرا به نام ویلیام باتلر ییتس (۱۹۳۹-۱۸۶۴) در دورهٔ ویکتوریایی منتشر شدند. ییتس یکی از نخستین شخصیت‌های مشهور ادبیات سدهٔ بیست به‌شمار می‌رود.
هر چند نوگرایی به آرامی به جنبش برجسته‌ای در آغاز سدهٔ نو تبدیل می‌شد اما هنوز هم نویسندگان خوبی همچون توماس هاردی بودند که نوگرا به‌شمار نمی‌رفتند. در نخستین دهه‌های سده ۲۰ شاعران جرجی همچون روپرت بروک (۱۹۱۵-۱۸۸۷) و والتر دلامر (۱۹۵۶-۱۸۷۳) رویکردی محافظه‌کارانه نسبت به شعر را حفظ کردند و در آن ترکیبی از رمانتیسم، عاطفه‌گرایی و لذت‌گرایی برقرار کردند. یک شاعر جرجی دیگر به نام ادوارد توماس (۱۹۱۷-۱۸۷۸) است که جزو شاعران جنگ جهانی اول به‌شمار می‌رود. همچنین شاعرانی نظیر ویلفرد اوون (۱۹۱۸-۱۸۹۳)، ایزاک روزنبرگ (۱۹۱۷-۱۸۹۰) و زیگفرید ساسون (۱۹۶۷-۱۸۸۶) در کنار او قرار می‌گیرند. نمایشنامه‌نویس ایرلندی به نام جرج برنارد شاو (۱۹۵۰-۱۸۵۶)، جان میلینگنون سینگ (۱۹۰۹-۱۸۷۱) و شان اوکیسی (۱۹۶۴-۱۸۸۰) جزو افرادی بودند که بر نمایشنامه‌نویسی انگلیسی تأثیر گذاشتند. شاو کارش را در آخرین دههٔ سدهٔ ۱۹ آغاز کرد در حالی که سینگ مربوط به دههٔ نخست قرن بیستم است. مشهورترین نمایشنامه سینگ، با عنوان زن‌بازِ دنیای غرب پس از اجرا در دوبلین در سال ۱۹۰۷ «باعث شد تا ناآرامی و شورش‌هایی پس از اولین اجرای آن» در شهر رخ دهد. جرج برنارد شاو تئاتر ادواردی را تبدیل به عرصه‌ای برای بحث دربارهٔ مسائل مهم سیاسی و اجتماعی کرد.

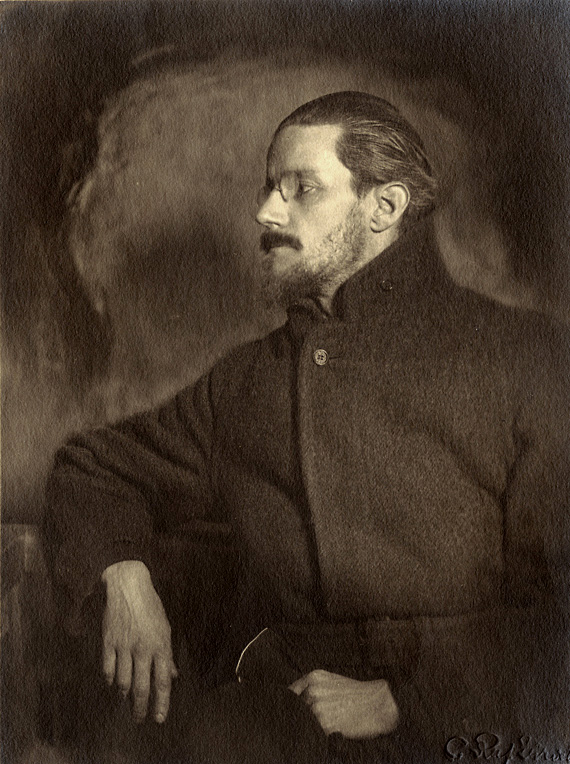
جیمز جویس در ۱۹۱۸

رمان‌نویسانی که نوگرا به‌شمار نمی‌روند شامل اچ. جی. ولز (۱۹۴۶-۱۸۶۶)، جان گالزورثی (۱۹۳۳-۱۸۶۷) (برندهٔ جایزه نوبل ادبیات در ۱۹۳۲) که از کتاب‌های او می‌توان به حماسه فورسیت (۲۱-۱۹۰۶) اشاره کرد و ادوارد مورگان فورستر (۱۹۷۰-۱۸۷۹) هستند. این نکته را هم باید افزود که آثار فورستر «غالباً دارای عناصر نوگرا و ویکتوریایی می‌باشند». مشهورترین اثر فورستر با عنوان گذری به هند (۱۹۲۴) بازتاب‌دهنده چالش‌های امپریالیسم بود در حالی که رمان‌های پیشین او بر محدودیت‌ها و ریاکاری جامعهٔ ادواردی انگلستان تمرکز داشت. پرطرفدارترین نویسندهٔ بریتانیایی در نخستین سال‌های سدهٔ بیستم رودیارد کیپلینگ (۱۹۳۶-۱۸۶۵) بود. وی را نویسنده‌ای بااستعداد فراوان در نگارش رمان، داستان کوتاه و شعر می‌دانند.
از میان دیگر شاعران نوگرای سدهٔ بیستم میلادی به غیر از ویلیام باتلر ییتس، می‌توان به تی اس الیوت (۱۹۶۵–۱۸۸۸) اشاره کرد. الیوت در ۱۹۲۷ شهروند بریتانیا شد اما او در آمریکا زاده و تحصیل کرده بود. مشهورترین آثار وی، «پروفراک» (۱۹۱۵)، «سرزمین هرز» (۱۹۲۲) و «چهار کوارتت» (۴۲–۱۹۳۵) هستند.
از دیگر رمان‌نویسان مدرن در آغاز این عصر پس از جوزف کنراد، می‌توان به دوروتی ریچاردسون (۱۹۵۷–۱۸۷۳) صاحب رمان «سقف نوک‌تیز» (۱۹۱۵) اشاره کرد که در این رمان یکی از اولین نمونه‌های بکارگیری صنعت جریان سیال ذهن را می‌توان دید. همچنین باید از دی. اچ. لارنس (۱۹۳۰–۱۸۸۵) نام برد که رمان «رنگین‌کمان» را در ۱۹۱۵ منتشر کرد؛ کتابی به سرعت توسط پلیس توقیف شد. او همچنین کتاب «زنان عاشق» را در ۱۹۲۰ نوشت. در ۱۹۲۲ جیمز جویس رمان مدرن مهمی به نام «اولیس» را به چاپ رساند. اولیس را «مظهر و قلهٔ کل جنبش (مدرنیسم)» می‌خوانند.

### مدرنیسم: ۱۹۳۹–۱۹۲۳
جنبش مدرنیسم در طول ده‌های ۱۹۲۰ و ۱۹۳۰ و حتی بعد از آن هم ادامه پیدا کرد.
از میان ادیبان مهم بریتانیایی بین دو جنگ جهانی باید به شاعر اسکاتلندی هیو مک‌دیارمید (۱۸۹۲–۱۹۷۸) اشاره کرد که آثارش را از دههٔ ۱۹۲۰ به بعد منتشر کرد. ویرجینیا وولف (۱۸۸۱–۱۹۴۱) نیز از رمان‌نویسان مهم این دوره است که بر جریان فمینیسم تأثیر زیادی گذاشت. همچنین او یکی از مبدع‌ترین نویسندگان انگلیسی در بکارگیری صنعت جریان سیال ذهن بود که اوج هنرش را در رمان‌های خانم دالووی (۱۹۲۵) و به سوی فانوس دریایی (۱۹۲۷) به منصهٔ ظهور رساند. تی. اس. الیوت تلاش خود را برای احیای درام شاعرانه در رمان دردهای سوینی (۱۹۳۲) آغاز کرده بود. این حرکت بعدها در چندین نمایشنامه پس از جنگ ادامه پیدا کرد. شعر حماسی مدرنی به نام در پرانتز بر اساس تجربیاتی که شاعر این اثر، دیوید جونز (۱۹۷۴–۱۸۹۵) در جنگ جهانی اول به دست آورده بود سروده شد و در ۱۹۳۷ منتشر شد.
یکی از مهم‌ترین تغییرات این عصر که از دهه‌های ۱۹۳۰ و ۱۹۴۰ آغاز شد، سنت نگارش رمان‌های مربوط به طبقهٔ کارگر توسط نویسندگانی که زمینه‌های کارگری داشتند بود. از میان آن‌ها می‌توان به یک معدن‌کار زغال سنگ به نام جک جونز اشاره کرد. جیمز هانلی هم نویسنده‌ای بود که پدرش متصدی سوخت کوره بود و او را در جوانی برای کار به دریا فرستاده بودند. چند نویسندهٔ دیگر با سابقهٔ کار در معادن زغال سنگ در این دوره عبارتند از: لوئیس جونز از ولز جنوبی و هرولد هسلوپ از کانتی دورام.
آلدوس هاکسلی (۱۹۶۳–۱۸۹۴) رمان مشهور و پادآرمان‌شهر خود به نام دنیای قشنگ نو را در ۱۹۳۲ منتشر کرد. جان کاوپر پویز در همان سال رمان یک عاشقانه از گلاستونبوری را چاپ کرد. ساموئل بکت (۱۹۸۹–۱۹۰۶) نخستین اثر مهم خود به نام مورفی را در ۱۹۳۸ منتشر کرد. در همین سال گراهام گرین (۱۹۹۱–۱۹۰۴) نخستین رمان مهم خود با عنوان صخرهٔ برایتون را به چاپ رساند. سپس جیمز جویس در ۱۹۳۹ شب‌زنده‌داری فینگن‌ها را منتشر کرد که در آن یک زبان خاص برای بیان آگاهی یک شخصیت رؤیاپرداز خلق کرده‌است. در همین سال یک مدرنیست ایرلندی دیگر به نام ویلیام باتلر ییتس درگذشت. ویستن هیو آودن (۱۹۷۳–۱۹۰۷) نیز از شاعران نوگرای بریتانیای در دههٔ ۱۹۳۰ بود.

### پست‌مدرنیسم (۱۹۴۰–۲۰۰۰)
هرچند برخی پایان مدرنیسم (دستکم در حوزهٔ ادبیات انگلیسی) را در سال ۱۹۳۹ می‌دانند، «بسیاری پایان مدرنیسم و آغاز پست‌مدرنیسم را همان‌طور به چالش می‌کشند که نقطهٔ انتقال از عصر ویکتوریایی به دوران مدرنیسم محو و ناپیدا می‌نمود.» حقیقت این است که چندین مدرنیست تا میانه‌های دههٔ ۱۹۵۰ و ۱۹۶۰ زنده بودند و آثار مدرن خلق می‌کردند. از میان آن‌ها می‌توان به تی. اس. الیوت، دوروتی ریچاردسون و ازرا پاوند اشاره کرد. همچنین این نکته را هم باید افزود که افرادی چون بازیل بانتینگ (زادهٔ ۱۹۰۱) تا پیش از شعر بریگفِلَتس در ۱۹۶۵ چیزهای زیادی منتشر نکرده بود و ساموئل بکت نیز که در ۱۹۰۶ به دنیا آمده بود تا میانه‌های دههٔ ۱۹۸۰ به نوشتن و انتشار آثار قابل توجهی دست می‌زد. البته برخی او را پست‌مدرن می‌دانند.
در میان ادبای بریتانیایی در دهه‌های ۱۹۴۰ و ۱۹۵۰ باید به دیلن تامس شاعر و گرام گرین رمان‌نویس اشاره کرد که آثاری در بازهٔ دههٔ ۱۹۳۰ تا ۱۹۸۰ خلق کرد. اِوْلین وو و ویستن هیو آودن نیز تا میانه‌های دههٔ ۱۹۶۰ به خلق و چاپ آثار ادبی می‌پرداختند.
ادبیات پست‌مدرن ادامهٔ آزمایش‌های نویسندگان دورهٔ مدرن در فنونی چون پراکنده‌سازی، متناقض‌نمایی، استفاده از راویان مشکوک و غیره تا اعلی درجهٔ ممکن و در عین حال یک واکنش به ایده‌های روشنگرانه‌ای بود که در تار و پود ادبیات مدرنیست‌ها پنهان بود. ادبیات پست‌مدرن، همانند پست‌مدرنیسم، مقوله‌ای است که توصیف آن مشکل است و توافق دقیقی بر شاخصه‌ها، حوزه و اهمیت آن وجود ندارد. مهم‌ترین ادبای پست‌مدرن، آمریکایی‌هایی نظیر هنری میلر، ویلیام اس. باروز، جوزف هلر، کرت وانه‌گت، هانتر اس. تامپسون، ترومن کاپوتی و توماس پینچن بودند.

## تقسیم‌بندی زمانی ادبیات انگلیسی
- قرون وسطی (تا سال ۱۴۸۵)
- ادبیات انگلیسی در قرن شانزدهم (۱۶۰۳–۱۴۸۵)
- ادبیات انگلیسی در قرن هفدهم (۱۶۶۰–۱۶۰۳)
- ادبیات انگلیسی در دوران بازگشت و سده هجدهم (۱۷۹۸–۱۶۶۰)
- ادبیات انگلیسی در دوره رومانتیک (۱۸۳۲–۱۷۹۸)
- ادبیات انگلیسی در عصر ویکتوریا (۱۹۰۱–۱۸۳۲)
- ادبیات انگلیسی در قرن بیستم (۱۸۹۰ تا به حال)

## واژه‌نامه
1. ↑  Anglo-Saxon Chronicle
2. ↑  Battle of Maldon
3. ↑  Cædmon's Hymn
4. ↑  Beowulf
5. ↑  Chancery Standard
6. ↑  Wycliffe's Bible
7. ↑  Piers Plowman
8. ↑  The Canterbury Tales
9. ↑  Sir Gawain and the Green Knight
10. ↑  Parlement of Foules
11. ↑  Book of Common Prayer
12. ↑  Gorboduc
13. ↑  The Spanish Tragedy
14. ↑  The Tragical History of Doctor Faustus
15. ↑  The Faerie Queene
16. ↑  Astrophel and Stella
17. ↑  An Apology for Poetry[
18. ↑  The Countess of Pembroke's Arcadia[
19. ↑  Volpone, or The Fox
20. ↑  Epicoene, or the Silent Woman
21. ↑  The Alchemist
22. ↑  Bartholomew Fair
23. ↑  The Knight of the Burning Pestle
24. ↑  A Valediction: Forbidding Mourning
25. ↑  Recuyell of the Historyes of Troye
26. ↑  Paradise Lost
27. ↑  Sodom, or the Quintessence of Debauchery
28. ↑  The Country Wife
29. ↑  Pilgrim's Progress
30. ↑  Two Treatises on Government
31. ↑  L'Allegro
32. ↑  Il Penseroso
33. ↑  Comus
34. ↑  Lycidas
35. ↑  Paradise Regained
36. ↑  Samson Agonistes
37. ↑  Areopagitica
38. ↑  Oroonoko
39. ↑  The Way of the World
40. ↑  The Relapse
41. ↑  The Provoked Wife